# Historia del Club Atlético Vélez Sarsfield
La historia del Club Atlético Vélez Sarsfield comenzó el 1 de enero de 1910, cuando un grupo de jóvenes decidieron fundar una «sociedad sportiva» –términos utilizados en el acta fundacional– en los túneles de la estación Vélez Sarsfield –hoy Floresta– del Ferrocarril del Oeste. En honor al lugar y para diferenciarse de las instituciones inglesas, lo llamaron «Club Atlético Argentinos de Vélez Sarsfield».
Su principal actividad es el fútbol, se desempeña en la Primera División de Argentina y cuenta con más de 75.000 socios.
Comenzó su participación futbolística en 1911, cuando compitió en una liga independiente. En 1912 se afilió a la Asociación Argentina de Football y al producirse la primera escisión del fútbol Argentino, se enroló en la Federación Argentina de Football –ambas antecesoras de AFA–, para disputar los torneos de Tercera división. En 1919 llegó a la máxima categoría y fue uno de los 18 fundares de la Liga Argentina de Football.
Lleva 84 temporadas de manera consecutiva en la Primera División del fútbol argentino, lo que lo convierte en el segundo equipo que hace más tiempo juega de manera ininterrumpida en el máximo nivel de los campeonatos oficiales del país. Es el sexto club más ganador de la historia del Fútbol Argentino con once títulos locales de Primera División, dos copas nacionales y cinco internacionales, incluidas las copas Libertadores e Intercontinental de 1994. Siendo la obtención de esta última, su mayor logro deportivo. Se consagró Campeón del Mundo el 1 de diciembre de ese año, al vencer al Milan de Italia por 2-0 en el Estadio Nacional de Tokio. Gracias a esa conquista integra el grupo selecto de los únicos 29 equipos en el mundo que han ganado el máximo campeonato de clubes de fútbol a nivel mundial, entre más de 300 000 reconocidos por FIFA.
En la institución, además del fútbol profesional y amateur, con el correr de los años se comenzaron a realizar múltiples actividades polideportivas y recreativas, destacándose la práctica de vóley, baloncesto y hockey. En muchas de estas disciplinas obtuvo títulos y distinciones a nivel nacional e internacional. También se incorpora al sistema de educación oficial y formal desde el nivel inicial hasta nivel terciario.

## Década de 1910

### Fundación (1910)

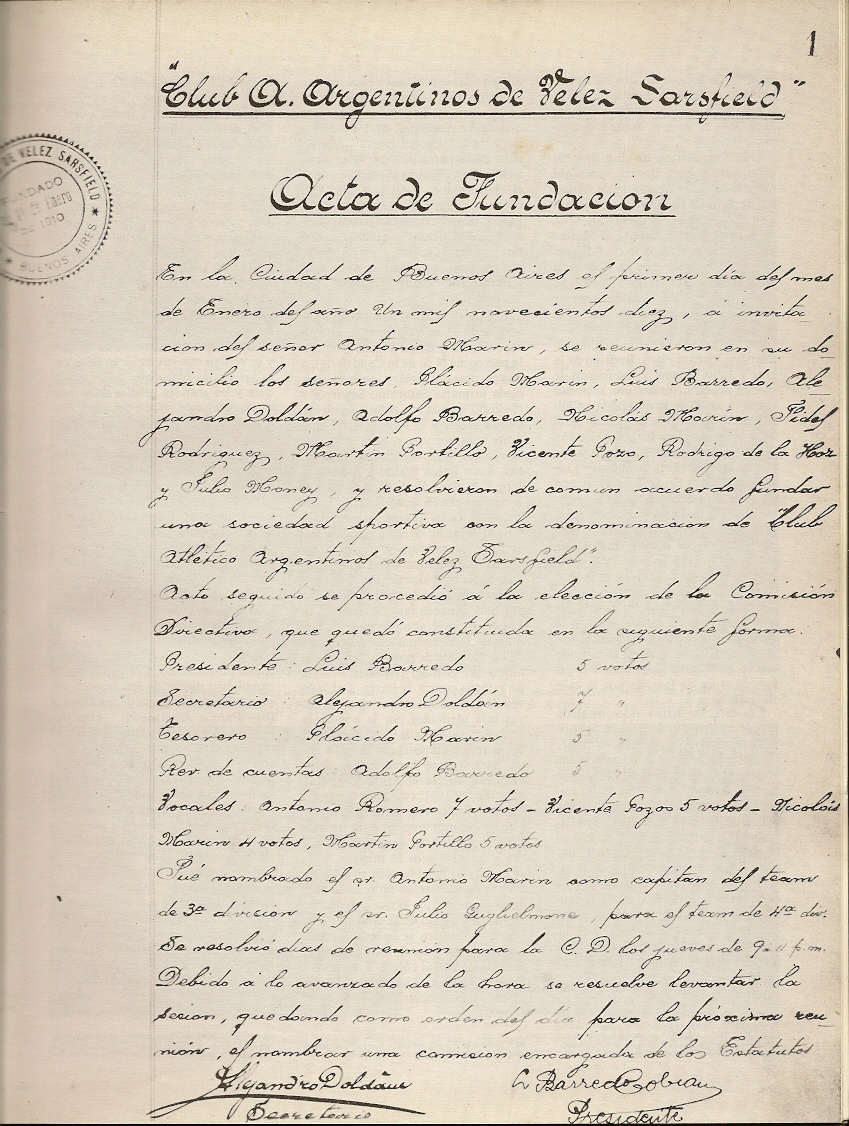
Acta Fundacional del Club Atlético Vélez Sarsfield.

La fundación del club tuvo lugar el 1 de enero de 1910, en el barrio de Floresta, con el nombre de Club Atlético Argentinos de Vélez Sarsfield. El cual deriva de la estación "Vélez Sarsfield" del Ferrocarril del Oeste, hoy Estación Floresta en el oeste de la Ciudad de Buenos Aires. Tres jóvenes fueron los inspiradores: Nicolás Marín Moreno, Julio Guglielmone y Martín Portillo a quienes en el túnel de la mencionada estación les surgió la idea de crear un club deportivo. Aunque existe la versión que los fundadores se refugiaron de la lluvia, incluso se le atribuye a Nicolás Marín Moreno, al referirse a los inicios de la institución, la frase:

"Casi todo Vélez Sarsfield era un enorme potrero, una sola y descuidada cancha de fútbol. Un día nos refugiamos de la lluvia en el túnel de la estación y resolvimos fundar un club de veras"

Según los registros de la época del servicio meteorológico, nunca cayeron precipitaciones, ni ese día ni el anterior o el posterior, y otra teoría asegura que en realidad, se cubrieron de las inclemencias del sol. Lo cierto, es que, sea por la lluvia o el calor, dentro de dicho túnel, esos muchachos tuvieron la inquietud fundar un club de fútbol, que 115 años después sigue vigente y es uno de los más importantes de la Argentina.
Ese mismo día, para formalizar el acta de fundación, se reunieron en la casa de los hermanos Antonio, Plácido y Nicolás Marín, sita en lo que hoy es Bonifacio 3816, ahí sus dueños, junto a Luis y Adolfo Barredo, Alejandro Doldán, Fidel Rodríguez, Martín Portillo, Vicente Pozo, Rodrigo de la Hoz y Julio Money, le dieron forma definitiva a la idea. Luis Barredo fue designado como el primer presidente.
Como en la zona se encontraba un enorme potrero donde los fundadores, jugaban al fútbol. En el mismo ubicaron la primera cancha, entre las calles Provincias Unidas –actual Avenida Juan Bautista Alberdi–, Convención –hoy José Bonifacio–, Ensenada y Mariano Acosta. Además decidieron que el primer uniforme fuera con camisetas blancas, ya que eran económicas y fáciles de conseguir.

### La participación en Liga Nacional y debut en el amateurismo (1911)
Un año después de su fundación, los dirigentes, decidieron inscribirlo en una de las ligas independientes más fuertes de Buenos Aires, la Liga Nacional, en donde llegó a las semifinales del torneo, instancia que no disputó atento que por una decisión del organismo se le da por perdido el partido, que debía jugar frente a Sol Argentino. En dicho certamen ganó 14 de los 19 encuentros y la camiseta utilizada era blanca con cuello y puños punzó.

### Afiliación a la Asociación (1912)
Para el año 1912, dado el buen rendimiento de la temporada anterior y que se pudieron cumplimentar con los requisitos exigidos, se afilió a Segunda División (tercera categoría) de los torneos de la Asociación Argentina de Football, luego de disputar algunos cotejos en dicha asociación, el 14 de junio se produjo la primera escisión del fútbol Argentino, y Vélez Sarsfield se incorporó a la disidente –luego oficializada– Federación Argentina de Football, en su primer torneo en el sistema de ligas llegó a la final, y pese a perder con Tigre por 4 a 2, obtuvo el ascenso al segundo nivel de competencia, llamado División Intermedia. En lo institucional, el 3 de febrero se decidió que la camiseta sea azul con pantalones blancos.

### Segunda división en la era amateur (período 1913-1919)
En 1913 realizó una campaña regular en lo futbolístico, dado que terminó en la mitad de la tabla en su zona del torneo de Intermedia y fue eliminado en octavos de final en el Concurso por Eliminación de la divisional, pero en lo institucional se produjeron tres hechos destacables: Se decidió alquilar por un tiempo, para montar la cancha, "La Quinta de Figallo" en el barrio de Mataderos en la calle Escalada, entre Bragado y Tapalqué; el 7 de febrero se incorporaron 10 socios nuevos a la institución, entre ellos uno de los hombres más importantes de la historia del club, José Amalfitani; y el 23 de octubre se quitó el "Argentinos" del nombre, para abreviarlo a su denominación actual.

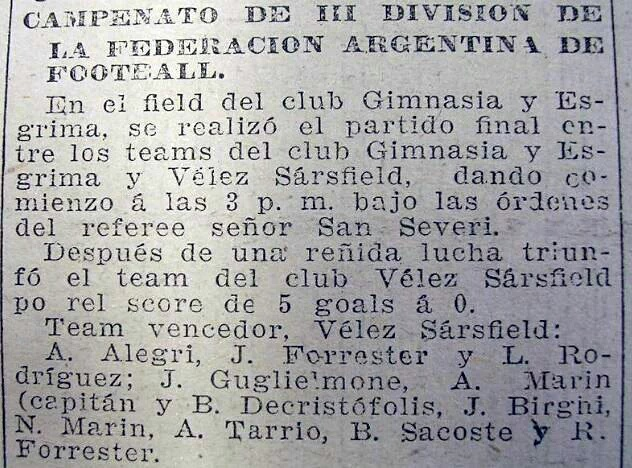
Nota del diario «La Mañana» del 21/12/1914 en donde se informa el campeonato de Vélez en Tercera División, incluida la formación del equipo

A nivel deportivo, el año 1914 fue similar a la temporada anterior en la liga, y aunque volvió a quedar eliminado en octavos de final del Concurso por Eliminación, disputó como invitado el de primera división, por lo que la derrota 1-0 ante Hispano Argentino, fue el primer partido jugado por el club en un concurso del máximo nivel. Además con equipos juveniles, consiguió el primer título de su historia el torneo de Tercera División (4ª categoría) de la FAF. Ese año hubo cambios institucionales importantes, dado que falleció Plácido Marín, presidente del club y principal dirigente de la época –esto provocó que haya tres presidentes durante el año– y se decidió arrendar un predio para la cancha en el barrio de Villa Luro, entre las calles Victor Hugo, Bacacay, Cortina y el borde del Arroyo Maldonado.
Con la fusión de las dos asociaciones del fútbol, producida el 23 de diciembre de 1914, para la temporada de 1915 Vélez Sarsfield pasó a jugar en el torneo de Intermedia de la Asociación Argentina de Football, en el que participaron 30 equipos. En dicho certamen realizó una campaña similar a las últimas dos y se ubicó en el sexto puesto de la zona C, y el único hecho a resaltar, fue que el 19 de abril, se inauguró la cancha en Cortina y Bacacay.
En 1916, el club realizó su mejor actuación en el torneo de Intermedia hasta entonces, salió tercero en su zona, perdiendo solamente dos partidos, y en la Copa Competencia fue eliminado en segunda ronda. Lo curioso, fue que las tres derrotas del año –2 en el campeonato y una en la copa–, fueron producidas por el mismo rival, el Club Burzaco. Por su parte, en lo institucional, estuvo cerca de fusionarse con Gimnasia y Esgrima de Flores, pero la propuesta fue desestimada, además se reemplazó la camiseta oficial, por una a rayas verticales rojas, verdes y blancas que evocaban a la bandera italiana, país de origen de los fundadores del club. De hecho, esas camisetas eran traídas directamente desde Italia.
Para la temporada de 1917 se mantuvo la base del equipo del año anterior con escasas incorporaciones, y fue un año con grandes resultados, en la Copa Competencia de la categoría se llegó a semifinales, y en el torneo, ganó invicto la zona B, con 14 triunfos y 4 empates, lo que posibilitó jugar por el campeonato, y el ascenso a Primera División. El partido fue jugado el 2 de diciembre en cancha de G.E.B.A., ante 4000 personas y Vélez Sarsfield perdió 3-2 frente a Defensores de Belgrano. En lo político Antonio Marín Moreno fue elegido presidente por primera vez.
El año 1918 comenzó con dos novedades institucionales, se resuelve que Ricardo Zunino, prosecretario del club, informe a los medios sobre el equipo y el resto de las actividades, por lo que fue considerado el primer jefe de prensa de Vélez Sarsfield, y se decidió que la camiseta sea blanca con un bolsillo del lado derecho con los colores italianos. En lo deportivo se volvió hacer una gran campaña, al salir segundo en su zona del certamen, y en la Copa Competencia, fue invitado a disputar la de primera división, en la que quedó eliminado en primera ronda.
El 22 de septiembre de 1919, se produjo la segunda escisión del fútbol argentino, de la que Vélez Sarsfield fue principal protagonista. Luego de terminar primero en su zona de intermedia con 23 puntos, a tres puntos del segundo Del Plata, varios clubes pidieron al consejo superior de la Asociación que se le descuenten puntos en la clasificación por la inclusión del jugador suspendido Miguel Fontana, cuando la categoría en realidad había inhabilitado a su hermano Juan, que si cumplió la sanción. Los clubes de Primera, que ya traían enconos con el organismo rector, defendieron la postura del club, pese a esto, la AAF igual le quitó las unidades. Lo resuelto generó que Racing Club, River Plate, Independiente, Platense, Estudiantil Porteño, Gimnasia y Esgrima La Plata, Atlanta, Defensores de Belgrano, San Isidro, Tigre, Sportivo Barracas, San Lorenzo y Estudiantes (BA) fueran desafiliados o expulsados de la Asociación Argentina de Football, para luego fundar la Asociación Amateurs de Football. Para remediar semejante injusticia, teniendo en cuenta los pocos conjuntos que quedaban en la divisional superior y que Vélez Sarfield antes del cisma, se encontraba en cuartos de final de la Copa Competencia de primera, la Asociación le ofreció un puesto en la máxima categoría, mientras que el nuevo organismo disidente le realizó una oferta similar. El club aceptó esta última propuesta y comenzó a jugar en Primera División en el Campeonato 1919.

### Debut en Primera y subcampeonato (1919)
El 12 de octubre de 1919 debutó en la categoría máxima, en la tercera fecha, con el torneo ya iniciado, venciendo de local a Independiente por 2:1 con dos goles de Martín Salvarredi. En su primera participación en la elite logró ser segundo por detrás de Racing Club, siete veces campeón de manera consecutiva. En el certamen, Vélez disputó 13 encuentros con 9 victorias –Independiente, Estudiantes (BA), Tigre, Atlanta, Estudiantil Porteño, San Isidro Club, San Lorenzo, Platense y Sportivo Barracas–, empató 2 –River Plate y Defensores de Belgrano– y perdió 2 –Racing y Gimnasia y Esgrima LP– con 21 goles a favor y 8 tantos en contra, con lo que logró ser la valla menos vencida del torneo.
| Alineación: - Acacio Caballero - Atilio Badaracco - Atilio Braneri - Miguel Fontana - José Luis Boffi - José Castro - Juan Fontana - Juan Bru - Humberto Bassadone - Marcelino Martínez - Martín Salvarredi - Alberto Granara |  | Subcampeón amateur 1919 Caballero Badaracco Brameri M. Fontana Boffi Castro / J. Fontana Bru Bassadone Martínez Salvarredi Granara |
| Subcampeón amateur 1919 Caballero Badaracco Brameri M. Fontana Boffi Castro / J. Fontana Bru Bassadone Martínez Salvarredi Granara                                                                                            |  | |

Otros integrantes del plantel: José Devoto, Celestino Levin, José Forrester, Julio Giache, Jeremias Maglio, Salvador Carreras.
El saldo de los primeros diez años del club fue positivo en lo deportivo, llegó a la máxima categoría y finalizó subcampeón, detrás del mejor equipo de la época, que ganó todos los partidos que disputó en la competencia.

## Década de 1920

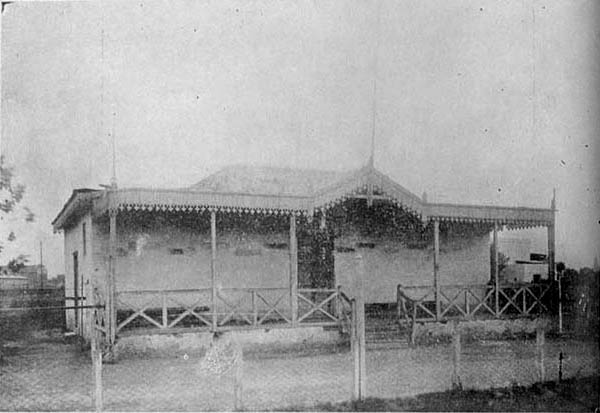
Antiguo estadio de Vélez Sarsfield en Villa Luro

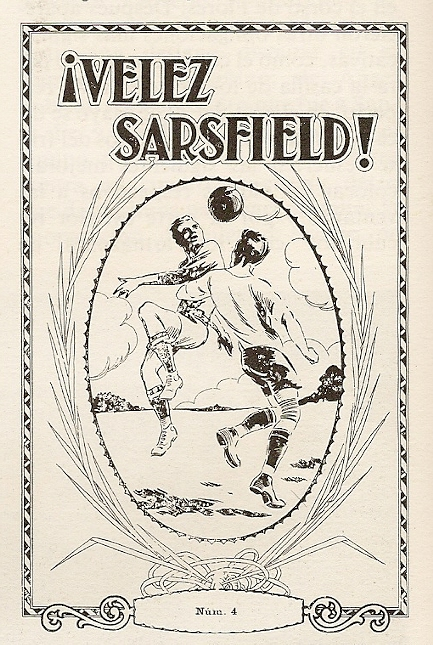
Revista ¡Vélez Sarsfield! de 1922, primera publicación partidaria del fútbol Argentino.

### El primer goleador (1920)
En el inicio de la nueva década el club, no pudo repetir la campaña del año anterior y finalizó sexto el Campeonato de 1920, aunque en el torneo se produjeron dos hechos a destacar, Salvador Carreras se consagró goleador con 19 tantos y se jugaron los dos primeros encuentros con Ferro Carril Oeste con sendas victorias de Vélez Sarsfield por 5 a.0, a dicho enfrentamiento posteriormente se lo denominó Clásico del Oeste. En tanto que en la Copa Competencia fue eliminado en primera ronda. En lo institucional Antonio Marín Moreno fue elegido presidente por segunda vez.

### Un jugador al seleccionado (1921)
Arrancó arrollando el certamen de 1921, ganó los seis primeros partidos convirtiendo 23 goles, pero luego declinó y terminó décimo segundo. Ese año, José Luis Boffi fue convocado por la Selección Argentina para disputar un encuentro ante su par de Chile en Villa del Mar, ganando la “albiceleste” por 4-1. De tal manera, fue en el primer jugador de Vélez Sarsfield en defender la escuadra nacional de fútbol. Por su parte en lo institucional murió Ricardo Zunino, jefe de prensa y uno de los principales dirigentes del club.

### Los juveniles bicampeones (1922)
En 1922 se mejoró la campaña anterior y finalizó séptimo en el Campeonato. En el mismo debutaron dos de los valores más emblemáticos de la época, E. Alfredo Forrester (el futbolista que más tiempo de manera consecutivo estuvo en el club al jugar 18 años ininterrumpidos, y segundo en general detrás de Fabián Cubero, que recién en 2016 superó los 18 años en la primera del club) y el arquero Clelio Caucia. Además, el equipo de tercera conquistó el título y la Copa Competencia de su División (la cuarta categoría) de la AAmF. En relación con lo social hubo dos sucesos a mencionar, el 20 de abril se aprobó el contrato de locación por los terrenos ubicados en Basualdo y Schmidel, y el 12 de septiembre se emitió el primer boletín oficial de la historia del club.

### Amalfitani presidente (1923)
El año 1923 fue un año importante en lo institucional, el 13 de marzo, en asamblea de socios, fue elegido por primera vez como presidente José Amalfitani, figura clave para el crecimiento del club. Además, en junio, fue desalojado del predio de Cortina y Bacacay, y como la nueva cancha recién iba a estar en condiciones para finales del año, se aceptó la invitación de Ferro Carril Oeste para que el equipo juegue de local en su estadio. En lo deportivo, empeoró el rendimiento del torneo anterior y salió noveno en el Campeonato, en lo que sería el comienzo de un debilitamiento futbolístico constante, que duraría hasta finales de la década, producto de que los dirigentes comenzaron a priorizar lo social en lugar de lo deportivo. Pese a esto, el club consiguió el primer título de su historia con su máximo plantel, la copa amistosa Centro Holandés, y los juveniles repitieron el logro de la Copa Competencia de Tercera División (cuarta categoría).
La editorial de la revista ¡Vélez Sarsfield! de enero de 1923 afirmaba lo siguiente:

"El club descansa sobre bases sólidas e inconmovibles. Flota en el ambiente un íntimo convencimiento de que su vida futura será enorme y grandiosa"

### La cancha de Basualdo (1924)
Finalmente en noviembre del año 1923 quedó terminada la gran tribuna de tablones de madera en el nuevo estadio en las calles Basualdo, Schmidel, Pizarro y Guardia Nacional del barrio de Villa Luro. La misma tenía el clásico techo inglés, y cobijaba a los socios y directivos en sus gradas. El 16 de marzo de 1924 se realizó la inauguración oficial del nuevo terreno en un partido con River Plate el cual fue un empate en dos tantos, al encuentro fueron todas las autoridades de los clubes afiliados a la Asociación Amateurs de Football. Ese año Vélez Sarsfield realizó una pésima campaña en el certamen, en donde salió en el puesto diecisiete entre 24 participantes. El único hecho a destacar fue que Clelio Caucia, se convirtió en el primer arquero goleador del Fútbol Argentino al realizar un tanto de tiro penal, el 24 de junio ante Quilmes, hecho que repitió contra Barracas en 1926 y Liberal Argentino en 1929. En la Copa Competencia no pasó la fase de grupos al salir quinto entre 6 equipos.

### Desarrollo institucional, magro rendimiento deportivo (período 1925-1929)
Al cumplirse el décimo quinto aniversario de la fundación del club fue elegido presidente Enrique D'Elías, y aunque el crecimiento en lo institucional fue constante, en lo deportivo, por no querer claudicar ante el "amateurismo marrón" imperante, se volvió a realizar una mala campaña. En el torneo se ubicó vigésimo entre 25 equipos, y en la Copa, pese a llegar a un desempate por el primer puesto, volvió a no pasar la fase de grupos.
En 1926 el equipo tuvo un repunte en lo futbolístico, terminó séptimo en el Campeonato y llegó a cuartos de final de la Copa Competencia. Además se comenzó con la ampliación del estadio.
El 28 de noviembre de 1926 se produjo la fusión del fútbol, lo que implicó la reunificación de los torneos para la temporada de 1927, en un concurso de 34 equipos, el club salió vigésimo cuarto, volviendo a la mediocridad que en general tuvo en la década. En lo edilicio se terminó la remodelación de la cancha, con tribunas en los cuatro costados, al construirse la popular del lado este, las gradas en las dos cabeceras, y al agrandándose la gran tribuna hacia los lados, se pasaba a tener un estadio de acuerdo a las exigencias de la época.
En 1928, los dirigentes decidieron contratar a Luis Martín Castellano –profesor de Educación Física– como entrenador del equipo, un hito en fútbol argentino, dado que fue el primer técnico de la historia del país. Pese a esto, el club realizó nuevamente una mala campaña al salir en el puesto trigésimo segundo entre los 36 participantes del torneo. Ese año tuvo otro hecho histórico en la vida de la institución, el 7 de diciembre, se inauguraron las luces en la cancha, convirtiéndose en lal primera institución en la Argentina en tener luz artificial en su estadio. Ese día se jugó el primer partido nocturno en la nación; en el mismo se enfrentaron el equipo olímpico de fútbol y el combinado nacional.
Como el campeonato de 1928 había terminado recién en julio de 1929, para el certamen de ese año, se decidió realizar un torneo especial, menos prolongado, con dos secciones clasificatorias, con el formato de la llamada Copa Estímulo, allí Vélez Sarsfield mejoró su actuación y salió sexto de su zona, en el mismo Ángel Sobrino terminó en el podio de los goleadores, incluso algunos medios mencionaron que fue el máximo artillero, aunque no figura así en los registros oficiales.
El balance de la década fue positivo en lo social, se construye una cancha de acorde a la época y se empizaron a realizar otras actividades, pero al no aceptar las "normas no escritas" de la época –el amateurismo marrón–, tuvo un desempeño deslucido en lo deportivo, solamente los juveniles se destacaron en ese rubro.

## Década de 1930

### El fin del amateurismo (1930)
En el torneo de 1930, el equipo tuvo un buen arranque y pelea los primeros puestos, pero hacia la mitad empezó a decaer. Cuando todavía quedaban varias fechas para finalizar el campeonato recibió una oferta económica para realizar una gira, como ya no podía aspirar al título y no corría riesgo de descenso, se embarcó en la misma con diez jugadores del plantel y varios refuerzos de otros equipos, y terminó en la décima quinta posición del certamen.

### Gira panamericana (1930-1931)

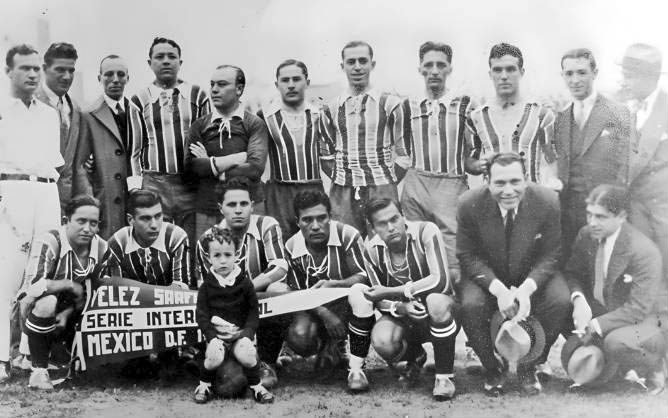
Vélez Sarsfield en la Ciudad de México

Entre el último mes del año anterior y principios de 1931, el primer equipo de Vélez Sarsfield, efectuó una gira panamericana durante 5 meses para disputar encuentros contra diversos clubes de Chile, Perú, Cuba, México y Estados Unidos. El primer partido se jugó el 30 de noviembre, en Santiago de Chile, y la delegación regresó a Buenos Aires el 27 de abril del año siguiente. Vélez Sarsfield percibió $ 10.000 pesos moneda nacional libre de gastos y los jugadores un viático diario de $ 250. Entre su plantel se encontraban los jugadores Clelio Caucia, Sánchez, De Saa, Arroupe, Quiroga, Forrester, Devoto, Álvarez, Spragoon, Garbini, con los refuerzos de Peruch, Bernabé Ferreyra y "Pancho" Varallo, entre otros.
Disputó 25 partidos, con 19 triunfos, 5 empates y 1 derrota. Se marcaron 84 tantos y se sufrieron 33 goles en contra. Ferreyra fue el goleador con 37 tantos, Varallo con 14, Quiroga 8, Álvarez 7, Spraggon 6, Peruch 5, Garbini 3 y Devoto 1.

### Inicio del profesionalismo (1931)
Al regresar de la gira, el 10 de mayo de 1931, tras jugarse parcialmente la primera fecha del torneo, en donde el equipo derrotó a Platense por 2 a 1, estalló la crisis que dividió al fútbol argentino, produciéndose así la tercera y última escisión. Los 18 clubes de mayor convocatoria –entre ellos Vélez Sarsfield– se retiraron de la Asociación Amateurs Argentina de Football para formar la Liga Argentina de Football, que organizó el primer torneo profesional, en condición de entidad disidente.
El club ingresó al profesionalismo en el Campeonato de 1931 al ser uno de los fundadores de la liga. En su primer partido oficial, el 31 de mayo de ese año, perdió como visitante frente a Platense por 1:0. Su primera victoria vendría en la siguiente fecha, de local, 3:2 contra Tigre, en el primer concurso profesional el equipo terminó noveno.

### «El Fortín» de Villa Luro (1932)

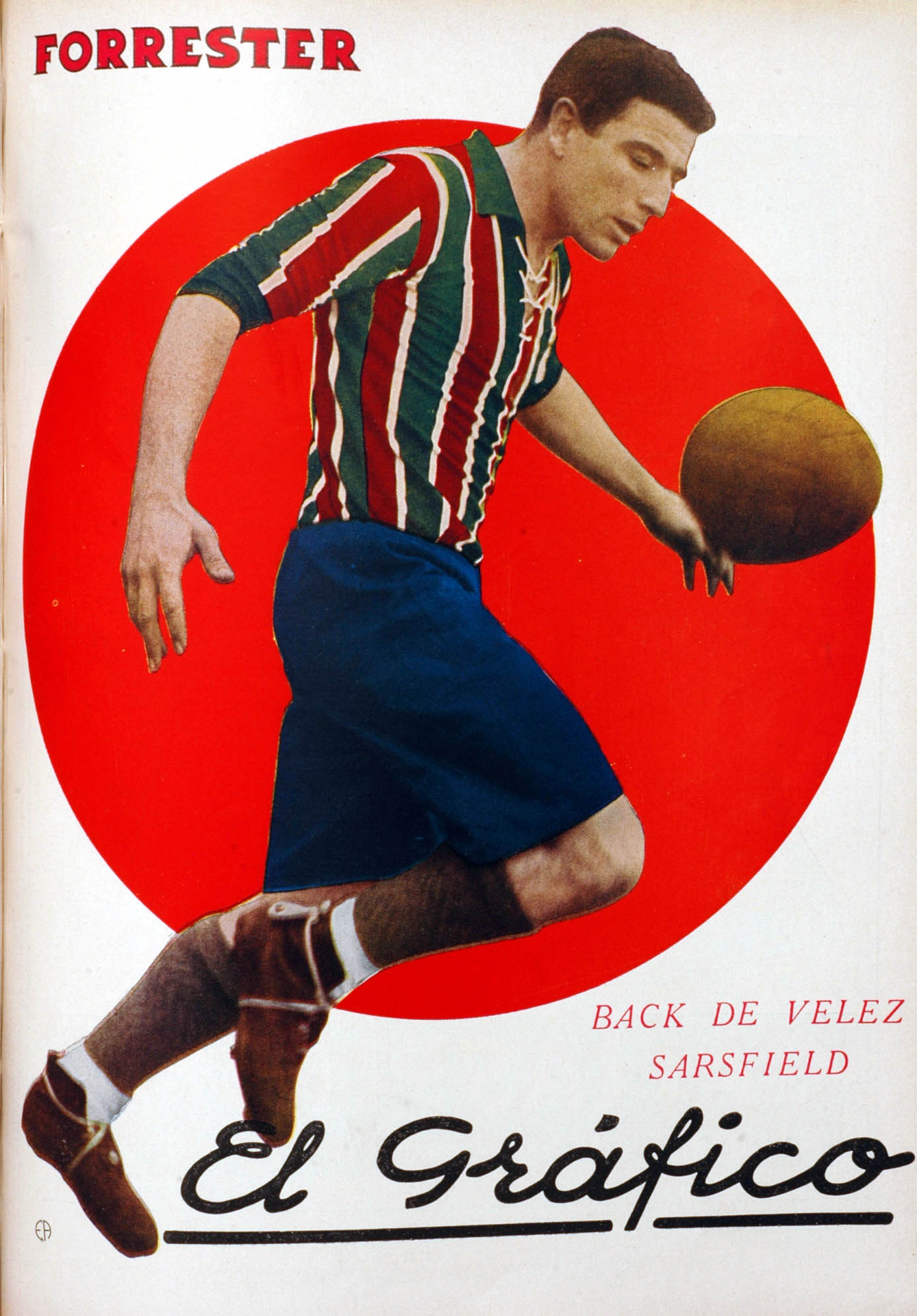
Alfredo Forrester, jugador del equipo en 1932.

En 1932 Vélez Sarsfield realizó una campaña similar al año anterior y finalizó octavo en el torneo. En la fecha quince de dicho certamen nació el eterno apodo del club «Fortín», cuando en el diario Crítica se publicó una nota donde el periodista Hugo Marini, jefe de la sección deportes, describía al estadio de Villa Luro como "un Fortín", al considerarse inexpugnable en ese recinto.

¿San Lorenzo Hará Rendir Mañana el "Fortín" de V. Luro? (Diario Crítica, miércoles 13 de julio de 1932, pág. 12)

Y también porque está allí, enclavado en un remolino de callejuelas polvorientas y accidentadas, resguardado por una muralla de casitas humildes y miradas analizadoras, el field de Villa Luro fue un verdadero "Fortín" (El Gráfico, 6 de mayo de 1933)

Ese apodo que recibió el field –así se las conocían a las canchas en esa época, utilizando la palabra en inglés– perdura hasta la actualidad y se utiliza tanto para identificar a la cancha como al club. Vélez Sarsfield en 1932 además del campeonato, disputó las Copas Competencia –eliminado en octavos de final– y Beccar Varela –no superó la fase de grupos–. En lo institucional Nicolás Marín Moreno fue elegido presidente y el 15 de diciembre, estrenó su sede social en Floresta, ubicada frente al cine-teatro Fénix.

### La "V" azulada (1933)

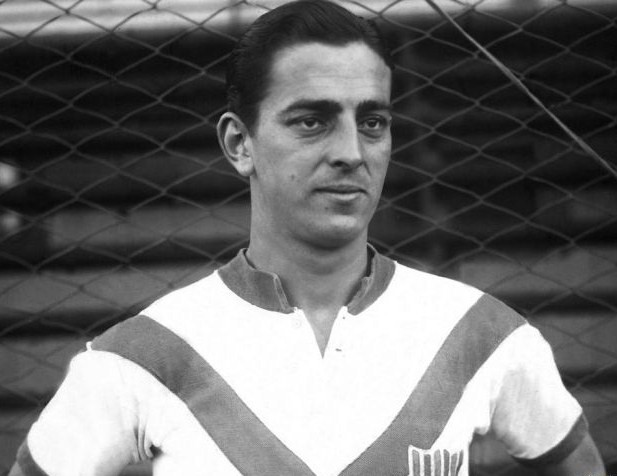
Victorio Luis Spinetto

Para el Campeonato de 1933 los dirigentes decidieron renovar las camisetas, aunque existen varias hipótesis del origen de la V azulada, la principal, que fue la que sostuvo el club oficialmente, sugiere que ese año un comerciante ofreció a los dirigente, a bajo costo, un lote de camisetas blancas con una "V" azul en el pecho, encargadas por un equipo de rugby australiano que nunca las retiró. El club aceptó la propuesta y así adoptó su uniforme actual. En lo futbolístico tuvo un gran año, terminó séptimo en el torneo, fue eliminado por el ganador del certamen –Racing Club– en semifinales de la Copa Competencia, y en la Copa Beccar Varela, donde, además de los 18 equipos de la Primera División de AFA, participaron equipos de las ligas rosarina, santafesina, cordobesa y clubes uruguayos, «El Fortín» disputó su primer partido internacional oficial, al superar la fase inicial del grupo integrado por los equipos de Primera División, ocupando el séptimo lugar sobre 8 clasificados, enfrentó en octavos de final a Defensor Sporting y cayó derrotado en el Estadio Centenario.

### Puntero por primera vez (1934)
Para el Campeonato de 1934, la Liga Argentina de Football, decidió realizar un raro torneo de tres ruedas de 14 equipos –alegando cuestiones económicas, de manera arbitraria, decretó que dos clubes pasen a jugar el torneo de reservas y que cuatro instituciones se fusionen en dos uniones–. En la fecha doce de dicho certamen, Vélez Sarsfield, logró ser puntero por primera vez en la máxima categoría, y terminó la ronda en segundo lugar a una unidad del líder. Luego el equipo empezó a decaer y finalizó octavo en el torneo. En dicho concurso, comenzó a destacarse Agustín Cosso, jugador incorporado en la temporada anterior del fútbol juninense, que a falta de dos fechas para culminar el certamen, era su máximo artillero del mismo, pero una lesión le impidió disputar los encuentros restantes, y fue superado en la tabla de goleadores, en la que se ubicó segundo.
En 1934 hay otro hecho a destacar el 2 de diciembre, comenzó la histórica racha del viejo Fortín de Villa Luro, el de Basualdo y Guardia Nacional, de 24 encuentros invicto que culmina en 1936. Sin embargo, la mejor marca la ostenta el estadio actual, en el barrio de Liniers, sostenida por 28 partidos entre 1967 y 1969. Otras dos buenas rachas fueron las de los 21 partidos entre 1985 y 1986, y de los 20 encuentros de 1983.

### El primer partido nocturno (1935)
En 1935, el nuevo órgano rector del fútbol argentino, la Asociación del Fútbol Argentino, formada el 3 de noviembre de 1934 producto de la fusión de las dos entidades existentes, decidió volver a los clásicos torneos de dos ruedas, en dicho certamen Vélez Sarsfield logró su mejor posicionamiento desde el inicio del profesionalismo al terminar cuarto, siendo imbatible de local con 14 triunfos y 3 empates. Por su parte Agustín Cosso se consagró goleador del campeonato con 33 tantos y Victorio Spinetto, quién había debutado tres años antes, se consolidó como un referente del primer equipo. Pero el suceso más destacado se produjo el 17 de diciembre, dado que, en el estadio de Vélez Sarsfield, se disputó el primer partido de fútbol en horario nocturno del profesionalismo argentino. Fue entre el equipo local y Platense, resultando vencedor «El Fortín» por 4 a 2.

### Sin expectativas de pelear (período 1936-1939)

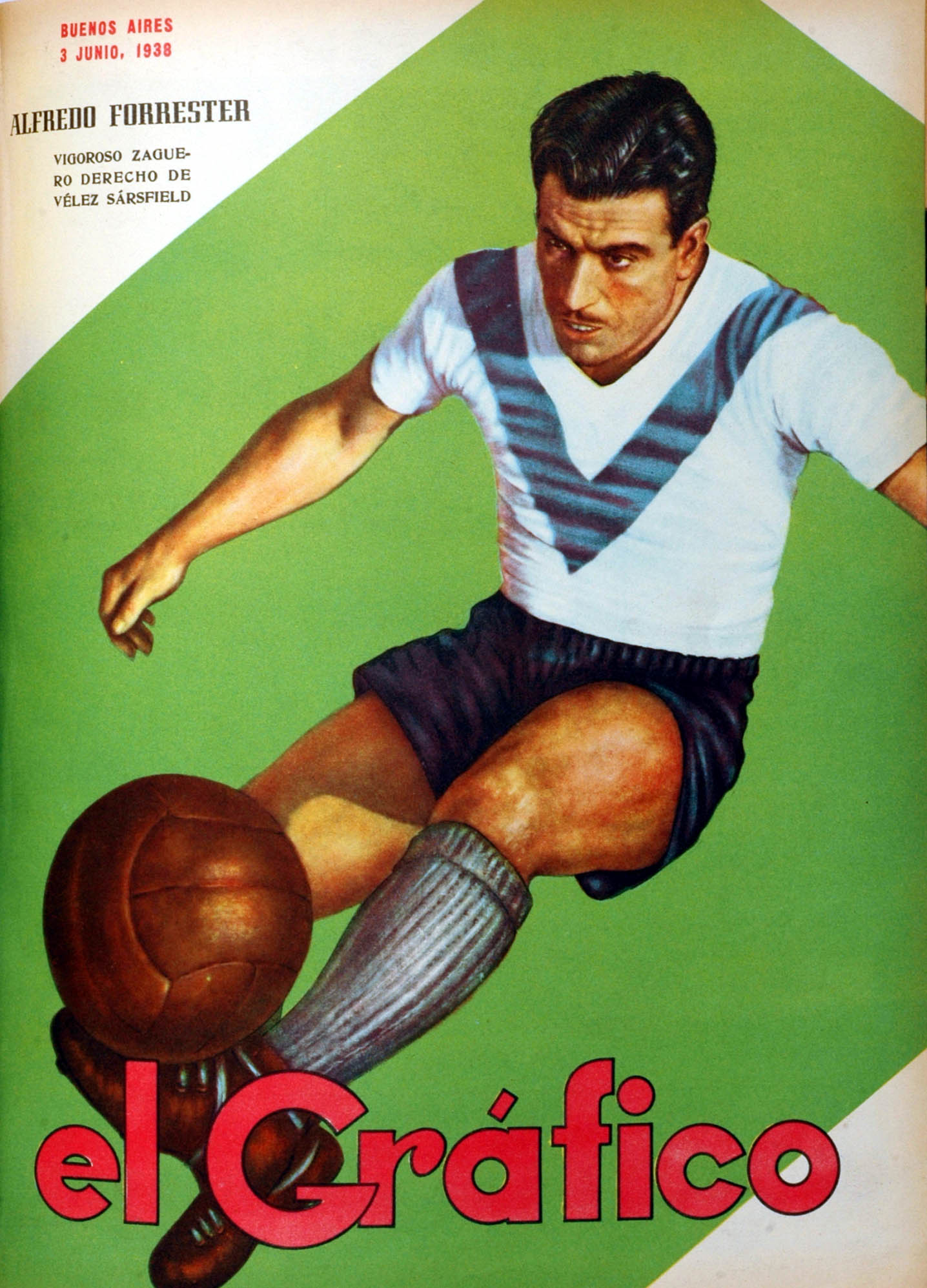
Alfredo Forrester, jugador del equipo en 1938.

Para el campeonato de 1936 la Asociación del Fútbol Argentino volvió a modificar la estructura de los torneos, estableciendo dos certámenes a una sola rueda con una final entre ambos ganadores, posteriormente, y durante muchos años, a pesar de que en la Memoria y Balance de 1936 se publicó oficialmente la obtención de los tres títulos, la AFA consideró campeón solamente al vencedor de la Copa Campeonato. Hasta que el 4 de julio de 2013, mediante una publicación del listado de campeones en su página web, oficializó las tres conquistas. En el primero de los certámenes, la Copa de Honor, Vélez Sarsfield repitió la actuación de la temporada anterior y finalizó cuarto, en el segundo, ocupó el puesto décimo tercero. En lo institucional Juan Sustaita fue elegido presidente, luego de que una crisis en 1934, provocó la renuncia de la cúpula directiva.
Luego del intento fallido de la temporada anterior y a dos años de la unificación del fútbol, la AFA, para el campeonato de 1937 decidió retomar el torneo tradicional, pero instauró por primera vez en el profesionalismo, el sistema de descensos y ascensos, Vélez Sarsfield realizó un buen desempeño y se ubicó quinto en las posiciones. En este torneo, el 17 de octubre, Victorio Spinetto, logró un récord que actualmente perdura para un jugador defensivo, convirtió cuatro goles en un tiempo contra Chacarita. En relación con lo social, el club volvió a tener tres presidentes durante el año.
En el campeonato de 1938, pese a que el equipo comenzó a declinar en su rendimiento futbolístico y terminó décimo en las posiciones, se destacó la actuación del insider derecho (lo que hoy sería un volante o carrilero por el sector), Florencio Caffaratti, quien al anotar 32 tantos en el certamen se ubicó en el podio de goleadores, además de establecer un récord de conquistas en una temporada, que en la actualidad perdura, para un jugador en su posición. También se produjo el debut del juvenil arquero Miguel Ángel Rugilo, quien años después fue bautizado por el periodista Luis Elías Sojit como el León de Wembley, por su actuación con la Selección Argentina en un partido en el mítico estadio Inglés, contra la selección local. En lo institucional, Nicolás Marín Moreno, fue elegido por segunda vez como presidente.
Nuevamente, a finales de 1939, el primer equipo realizó una gira al exterior del país; que comenzó por América Central –México y El Salvador–, posteriormente se trasladó a Chile, en donde enfrentó a Colo-Colo, Unión Española, Audax Italiano y culminó en Perú, enfrentando a Alianza Lima y Universitario de Deportes, en la misma cosechó 6 victorias, 2 empates y 2 derrotas, con 32 goles a favor y 18 en contra. Previo a esto en el certamen de 1939, tuvo otra actuación regular y volvió a terminar décimo.
El período terminaba, de la mejor manera, se había participado en la fundación del profesionalismo y se mejoraron las campañas de la década anterior, con el plantel de gira por el continente, nada hacía prever lo que sucedería en 1940.

## Década de 1940

### La crisis institucional y deportiva (1940)
La nueva década comenzó, con el equipo en el exterior, dado que la gira terminó en febrero de 1940. Las expectativas, para el campeonato de ese año, eran buenas, dado que había optimismo por la recuperación del equipo de las dos últimas campañas, sin embargo, la actuación fue desastrosa y el club perdió la categoría, luego de ocupar la posición décima séptima en el torneo.
Cabe destacar que, pese a la mala temporada, Vélez Sarsfield llegó a la última fecha fuera de las posiciones de descenso, pero perdió con San Lorenzo y al vencer Atlanta a Independiente 6:4 en un partido sospechado de arreglo, donde a los 4 minutos el club de Avellaneda, bicampeón del fútbol argentino, ya perdía 2:0, y al término del primer tiempo el resultado favorecía al «Bohemio», penúltimo en la tabla, por 6:0. Más allá que el encuentro, por el abultado marcador, ya generaba dudas, lo que profundizó la desconfianza respecto a la lealtad deportiva del conjunto «Rojo», fue que "casualmente", a los pocos días del cotejo, el mejor jugador de Atlanta, el defensor José Battagliero, fue adquirido "sin cargo" por Independiente. Se ha afirmado que este resultado llamativo también pudo haber sido consecuencia de la derrota que Vélez le había propinado a Independiente faltando cinco fechas para el final el campeonato, dejándolo prácticamente afuera de la lucha por el título, el cual disputaba palmo a palmo con Boca desde la primera fecha del certamen.
Con el resultado final, Atlanta aventajó a Vélez en un punto. Además del descenso consumado, ese año tuvo otro hecho nefasto para la vida del club, dado que fue intimado a desalojar de los terrenos del estadio que alquilaba desde 1922. La institución padecía una profunda crisis, seguramente la más grave de su historia.

### La "refundación" de Amalfitani (período 1941-1942)

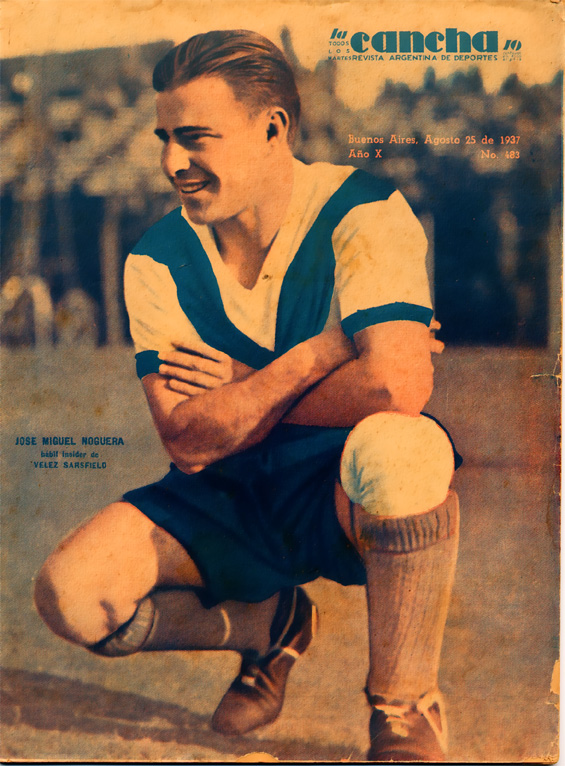
José Noguera

En 1941, con el equipo en segunda división –luego del único descenso de su historia– y con una "mudanza obligada", dado que, era inminente el desalojo del terreno de Villa Luro, el panorama era muy oscuro para la institución,. Sin embargo, el 26 de enero, ocurrió un hecho que cambió la historia de Vélez Sarsfield, en una asamblea de socios, luego de pronunciar unas sentidas palabras, fue designado como presidente José Amalfitani, el dirigente más importante de la vida del club, quien ocupó el cargo desde ese momento hasta el día de su muerte producida el 14 de mayo de 1969.

Señores, yo no he venido al funeral de Vélez. ¡Qué me importa la Segunda o Tercera División, si Vélez paseó su divisa triunfal por todo un continente!, ¡Mientras haya 10 socios, el club sigue en pie!. (José Amalfitani, Asamblea de 1941)

Con la comisión directiva consolidada bajo el mando del nuevo presidente, con ingenio, dado que la realidad económica del club era mala, se intentó armar un equipo competitivo para el torneo de segunda de 1941, se terminó cuarto, aunque a 18 puntos del campeón, único conjunto le tenía derecho a ascender, en dicho certamen debutó un juvenil con gran futuro, Juan José Ferraro, y se retiró de la práctica activa del fútbol, Victorio Spinetto, quizás el máximo ídolo, durante las primeras décadas. Lo positivo fue que José Amalfitani consiguió la cesión del pantano del Arroyo Maldonado por parte de las autoridades del Ferrocarril del Oeste en la zona del barrio de Liniers. Dichos terrenos eran anegadizos y considerados irrecuperables por todo el mundo, salvo para "Don Pepe" y su grupo de colaboradores.
En 1942, como se tenía que entregar el predio de Villa Luro, se trasladó, en etapas, todo lo utilizable de la cancha de Basualdo al nuevo terreno adquirido. Muchos de los socios y simpatizantes montaron al hombro tablones, butacas, etc, y realizaron la mudanza a pie. Al no tener cancha para jugar, se decidió alquilar el estadio de Ferro Carril Oeste, pese a que los dirigentes de Chacarita ofrecieron sin cargo el estadio que dicho club tenía en Villa Crespo. En el torneo, ya como candidato al título, se mejoró la campaña anterior, pero el tercer puesto conseguido no alcanzó para lograr el ascenso.

### El estadio en Liniers y el retorno a primera (período 1943-1944)

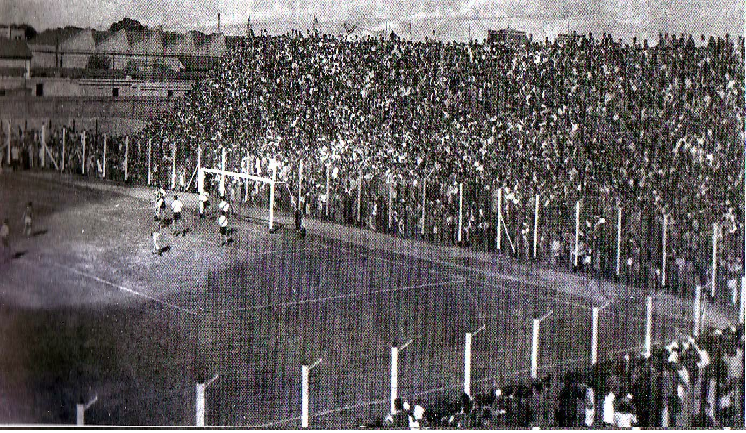
Estadio de Liniers en 1943 con las tribunas del viejo Fortín

En 1943 se produjeron dos hechos de notable y similar relevancia para la vida institucional y deportiva del club: el 11 de abril, se inauguró en un partido amistoso ante River Plate el nuevo estadio en el barrio de Liniers, el cual, fue utilizado oficialmente a partir de la cuarta fecha del torneo. fue para destacar la labor José Amalfitani y el resto de sus colaboradores, ya que para poder montar los tablones del viejo Fortín en el predio adquirido, el "pantano del Arroyo Maldonado", tuvo que ser rellenado con tierra y piedras, para asentar y emparejar el terreno.
El otro suceso trascendental del año, ocurró el 20 de noviembre, cuando el equipo venció por 5:2 a Sportivo Dock Sud, en cancha de Ferro Carril Oeste, y logró, luego de tres temporadas en segunda división, el ansiado regreso al fútbol grande al consagrarse campeón del certamen. Bajo la conducción técnica del gran Victorio Spinetto, la estirpe goleadora de Juan José Ferraro y una defensa férrea encabezada por Miguel Ángel Rugilo, «El Fortín» arrasó tanto en el campo de juego como en las boleterías. Vélez llevaba tanta gente a los estadios que los rivales aguardaban enfrentarlo como locales para sanear sus finanzas, e incluso mudarse a estadios con mayor capacidad –tal fue el caso de Dock Sud–. Fue el equipo que más recaudó durante la temporada con $61.889,40.-, duplicando al segundo en esa tabla con $30.522.-. Dicho torneo tuvo además la particularidad de ser el primer certamen profesional del ascenso argentino.

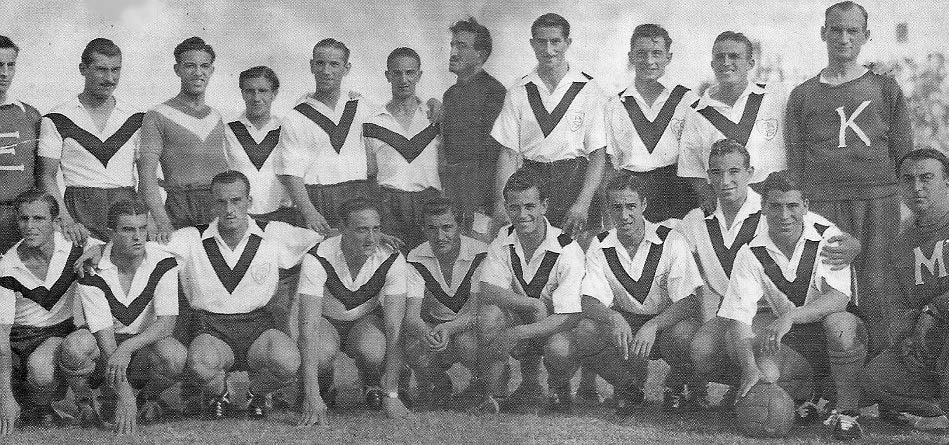
Regreso en 1943.

| Alineación: - Miguel Ángel Rugilo - Héctor Cuenya - Blas Angrisano - Armando Ovide - Víctor Curuchet - Héctor Herrero - Marcos Aurelio - Eduardo Heisecke - Juan José Ferraro - Ángel Fernández - Alfredo Bermúdez - DT: Victorio Spinetto |  | Campeón 2.ª División 1943 Rugilo Cuenya Angrisano Ovide Curuchet Herrero Aurelio Heisecke Ferraro Fernández Bermúdez |
| Campeón 2.ª División 1943 Rugilo Cuenya Angrisano Ovide Curuchet Herrero Aurelio Heisecke Ferraro Fernández Bermúdez |  | |

Resto del Plantel: Osvaldo Bottini, Jorge Cano, Alfredo Costa, Salvador Di Bella, Emilio Díaz, Simón Fredotivich, Adriano Garrone, Luis Orué, Pedro Perrote, José Puisari y José Scorzo.
El 16 de abril de 1944, el equipo jugó el primer partido en su retorno al Campeonato de Primera División, en el torneo se terminó décimo, que se tomó como buen resultado atento que el objetivo era afianzarse en la máxima categoría. Además ese año se disputó la Copa de Competencia Británica, en donde fue eliminado en octavos de final. Pero los hechos más destacados se produjeron en lo edilicio, se levantó una tribuna para 10 000 personas en el estadio, se inauguró el gimnasio de bochas, pero el gran acontecimiento se produjo el 20 de agosto con la apertura de la sede en Rivadavia 7867.

### Goleada con sabor a revancha (1945)

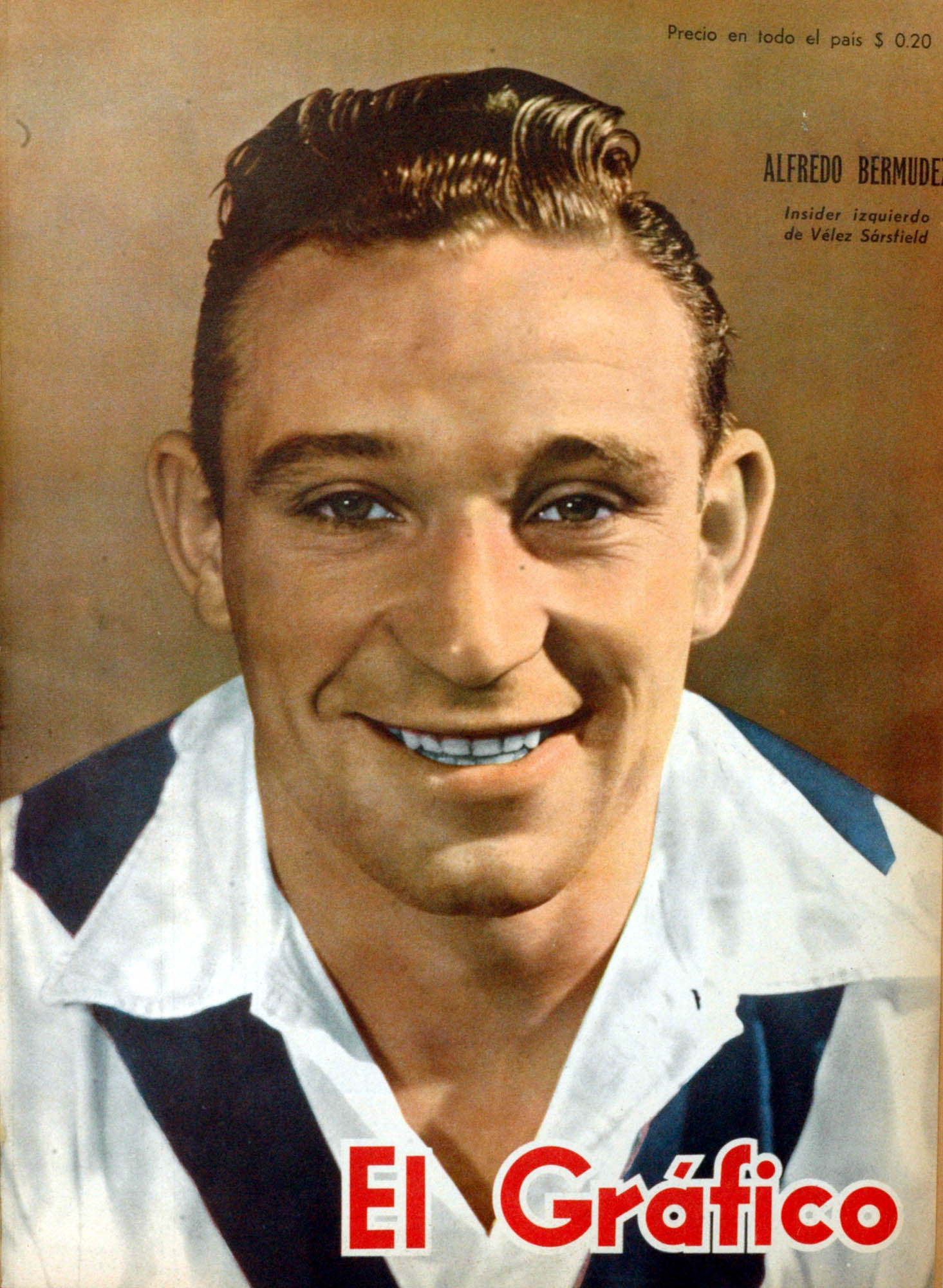
Alfredo Bermúdez jugador del equipo en 1945.

En el Campeonato de 1945, aunque terminó en el noveno puesto, el equipo tuvo un andar irregular y estuvo cerca de las posiciones de descenso, del que se escapó en la fecha 27 tras una contundente victoria contra Gimnasia (LP) por 4 a 1 de visitante, pero el hecho saliente del torneo se produjo en la jornada siguiente, el 18 de noviembre, Vélez Sarsfield le propinó a Independiente, que venía segundo, la mayor goledada recibida por el conjunto de Avellaneda en el profesionalismo, con goles de Salvador Di Bella (3), Isaac Scliar (3), Osvaldo Bottini y Jorge Cano, lo venció 8:0, saldando la vieja cuenta, del partido "arreglado" con Atlanta y que fue causante del descenso de 1940. En la segunda edición de la Copa de Competencia Británica, llegó a cuartos de final.

### Compran los terrenos y se comienza la construcción de la cancha de cemento (período 1946-1949)
La decisión dirigencial de comprar los terrenos de Gaona (hoy Juan B. Justo) y Barragán, en donde en 1943 se levantó el nuevo estadio de Liniers fue lo más trascendente del año 1946, y uno de los sucesos más importantes de la historia del club. Luego de peregrinar por distintos predios arrendados en sus 36 años de vida, Vélez Sarsfield logró tener la propiedad del predio en donde está situada su cancha. En lo deportivo se realizó otra campaña mediocre en el torneo y el equipo terminó décimo, aunque en el mismo, hubo un suceso muy celebrado por los hinchas, el retorno para la segunda rueda de Miguel Ángel Rugilo, quien fue clave para el club no estuviera cerca de las posiciones de descenso. Además en el mismo se produjo la mayor goleada histórica de visitante, al superar en el Clásico del Oeste a Ferro Carril Oeste por.0:6. Por su parte, en la Copa de Competencia Británica, volvió a quedar eliminado en octavos final.
Al firmarse la escritura en 1947, se decidió construir una cancha de cemento en el predio y de manera simbólica se colocó la piedra fundamental. Como cada peso que ingresaba al club era destinado al estadio, el equipo tuvo escasas incorporaciones y con apenas 19 profesionales encaró el Campeonato, en donde se terminó en una meritoria octava colocación. En este torneo comenzó a destacarse el tridente defensivo conformado por Miguel Ángel Rugilo, Oscar Antonio Huss y Ángel Natalio Allegri.
Con la construcción del estadio, a partir de 1948, y por tres temporadas Vélez Sarsfield, alquiló la cancha de Ferro Carril Oeste. El fútbol argentino, tuvo una novedad para el torneo de ese año, se contrataron árbitros ingleses, dado que los criollos estaban cuestionados en sus decisiones. El equipo, que se encontraba diezmado por las pocas incorporaciones y porque Juan José Ferraro se negaba a jugar dado que quería ser vendido, tuvo de una primera rueda regular, pero en la segunda tuvo un repunte notable y se mantuvo 11 fechas invicto, racha que perdió luego de la huelga de jugadores que obligó a que las últimas seis fechas del certamen se jugaran con valores de las divisiones inferiores. terminó el campeonato en la séptima posición, aunque con los mismos puntos que el cuarto.
La temporada de 1949 fue muy similar a la anterior, en el Campeonato, luego de una rueda inicial mediocre, en la segunda mejoró su performance y volvió a quedar séptimo, en el mismo, Miguel Ángel Rugilo, logró detener cinco penales de manera consecutiva entre la fecha 4.ª y la 19.ª. La ubicación en el certamen, le sirvió para clasificar por primera vez a la Copa Adrián C. Escobar –un concurso que jugaban los siete primeros equipos del campeonato, partidos de 40 minutos y que en caso de igualdad se definía por mayor cantidad de tiros de esquina a favor– en la que llegó a semifinales. Pero lo más importante pasó en el plano institucional, dado que, en el medio de las obras para la construcción del estadio, se compró una fracción de terreno al Ferrocarril del Oeste, lindera al mismo.
La década –que había comenzado con una profunda crisis deportiva e institucional– terminó siendo la más productiva de los cuarenta años de vida del club y una de las más trascendental de la historia, pues, la llegada de José Amalfitani a la presidencia, provocó que el club tome un impulso impensado, se retornó a la máxima categoría luego de conseguir el primer título de campeón oficial con el plantel superior, al ganar el torneo de segunda división de 1943; y se adquirieron los terrenos, inutilizables para muchos, en donde se comenzó la construcción de un estadio de cemento, que años después sería uno de los más importantes del país.

## Década de 1950

### Se finalizan las obras (1950)
Para poder finalizar las obras de la cancha, la política dirigencial de invertir poco en el plantel, siguió en el comienzo de la nueva la década, y en el campeonato de 1950, terminó décimo. Otro hito de Miguel Ángel Rugilo, fue destacado en el mundo futbolístico, el 29 de octubre, en la fecha treinta del torneo se convirtió en el primer arquero durante la era profesional en atajar dos penales en un mismo partido, fue en un meritorio empate sin goles contra River Plate de visitante.

### La inauguración del estadio de cemento (1951)

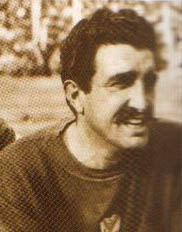
Miguel Ángel Rugilo, el León de Wembley

En 1951, ocurrió otro suceso de enorme relevancia para la vida deportiva e institucional del club, el 22 de abril, en la segunda fecha del certamen, y luego de tres años de ejercer la localía en otras canchas, inauguró un estadio totalmente nuevo, de cemento prácticamente en su totalidad, solamente el sector norte, que era platea conservó los tablones. Esa tarde, el equipo le ganó a Huracán por 2 a.0 con tantos del delantero Raúl Nápoli. En el torneo, pese a jugar en su propia cancha, realizó una campaña similar a la anterior y terminó noveno, hay que aclarar que para el mismo, no hubo incorporaciones, tampoco debutaron juveniles y se utilizaron 19 jugadores, la cifra más baja en toda la era profesional. Otro hecho a destacar, fue la actuación de Miguel Ángel Rugilo defendiendo la camiseta de la Selección Argentina, el 9 de mayo de ese año, en un encuentro contra Inglaterra en el Estadio de Wembley, aunque el combinado nacional perdió por 2-1, su actuación fue tan destacada, que el periodista Luis Elías Sojit lo bautizó con el apelativo que lo inmortalizó, León de Wembley.

### Gira por Brasil (1951-1952)
Entre diciembre de 1951 y enero de 1952, el primer equipo realizó una gira por Brasil para disputar una serie de 9 encuentros amistosos, que finalizó en la Ciudad de São Paulo con la victoria por 1:0 frente al Palmeiras, el autor del tanto fue Norberto Conde, un juvenil que debutó en tierras brasileñas y a fuerza de gambetas y goles se ganó la titularidad. En total se obtuvieron 8 triunfos y 1 empate. Como hecho curioso se puede nombrar que el popular cantante argentino Alberto Castillo ofició fortuitamente como médico de la delegación en la ciudad de Pernambuco al insolarse algunos jugadores en sus playas. Posteriormente el cantor, reconocido hincha Fortinero, ajustó algunas de sus presentaciones para acompañar al equipo en el resto de la gira.
Con los brillantes resultados obtenidos en suelo brasileño, la llegada de refuerzas y el debut de varios jóvenes, entre ellos el oficial de Norberto Conde, las expectativas para el Campeonato de 1952, eran muy alentadoras, y el equipo no defraudó. Realizó la mejor campaña desde su retorno a primera y terminó sexto. En lo social el club se siguió desarrollando, se inauguró el gimnasio cubierto debajo de la tribuna sur –hoy platea– y se resolvió construir una pileta olímpica detrás de la tribuna oeste. Todo lo bueno acontecido en la institución, se vio entristecido por el fallecimiento de dos de los fundadores, Antonio Marín Moreno y Julio Guglielmone.

### Subcampeón profesional (1953)
El año 1953, comenzó con la concreción de un anhelo de todo Vélez Sarsfield, Juan José Ferraro retornó a la institución. Con el regreso del "Duque" y la base del torneo anterior, en el Campeonato, «El Fortín» hizo una brillante campaña y obtuvo el segundo subcampeonato de la historia y el primero en el profesionalismo, quedando a 4 puntos de River Plate. Dirigido por Victorio Spinetto, figura emblemática de la institución y una de las delanteras más reconocidas de la época, integrada por Ernesto Sansone, Norberto Conde, Juan José Ferraro, Osvaldo Zubeldía y Juan Carlos Mendiburu, el conjunto de Liniers realizó una hazaña para la época, dado el dominio de los llamados cinco grandes.
Dicho dominio era deportivo y extradeportivo, precisamente, en la segunda fecha de las revanchas, Vélez se enfrentó con el equipo de la banda roja en Núñez, en un partido donde le expulsan tres jugadores –incluido al portero Adamo– y el local le empató sobre la hora 2:2 con una clara falta al improvisado arquero Sansone. Los cronistas deportivos de la época señalaron que los de la "V" azulada no solo fueron despojados de un triunfo clave para sus aspiraciones al primer título profesional, sino que, además, sus mejores jugadores fueron sancionados por varias fechas durante la finalización del certamen.
| Alineación: - Nicolás Adamo - Oscar Antonio Huss - Ángel Allegri - Armando Ovide - Jorge Ruiz - Rafael García Fierro - Norberto Conde - Ernesto Sansone - Juan José Ferraro - Osvaldo Zubeldía - Juan Carlos Mendiburu - DT: Victorio Spinetto |  | Subcampeón 1953 Adamo Huss Allegri Ovide Ruiz García Fierro Conde Sansone Ferraro Zubeldía Mendiburu |
| Subcampeón 1953 Adamo Huss Allegri Ovide Ruiz García Fierro Conde Sansone Ferraro Zubeldía Mendiburu |  | |

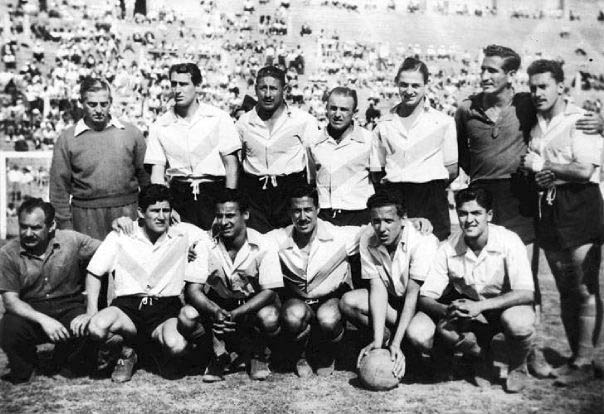
Subcampeón 1953

Resto del Plantel: Juan Carlos Cerretani, Emilio Espinoza, Argentino Geronazzo, Roberto Iglesias, Pablo Mallegni, Joaquín Martínez, Carlos Sardá, José Viglienghi.

### Gran desarrollo social (período 1954-1959)
Tras el subcampeonato de la temporada anterior, las expectativas de todos los componentes del club eran grandes para el torneo de 1954, sin embargo, luego de un mal arranque con apenas dos triunfos en los primeros 10 partidos, quedó claro que la campaña no se iba a repetir y finalizó en noveno lugar. Lo único destacable fue que Norberto Conde, al anotar en 19 ocasiones, se convirtió en el segundo jugador de la institución en consagrarse goleador de un certamen durante el profesionalismo. Por su parte, el desarrollo social fue enorme, ese año, se incorporó el baloncesto, el béisbol, el patín y el boxeo, pero el hecho más significativo fue la inauguración de la pileta olímpica.
La veteranía de varios de los componentes del plantel, sumado a que Victorio Spinetto, dejó el cargo de director técnico, tras 14 años, hizo que la temporada 1955 fuera otra vez regular y terminó undécimo en el torneo, con la segunda defensa más goleada y la segunda delantera menos efectiva del certamen, que en términos estadísticos hasta ese año, ambos rubros, fueron de los peores de la institución durante toda la era profesional.
La levantada futbolística para el año 1956, fue notable, en el torneo el equipo ocupó el primer puesto en varios tramos del certamen y promediándolo se estuvo peleando el título, finalmente terminó quinto a seis puntos del campeón. A su vez, siguió el crecimiento institucional: se incorporaron el voleibol y el judo como deportes, se formó la subcomisión de cultura y el 2 de julio de este año se armó un gimnasio para la práctica del levantamiento olímpico de pesas.
Pese a realizar un buen torneo y de repetir el quinto puesto de la temporada anterior, en el año 1957, arrancó mal el certamen y nunca estuvo cerca de pelear por el título. Cabe aclarar, que para este certamen, la AFA instauró por primera vez el sistema de promedios para definir el descenso de categoría, similar al actual aunque con un cálculo aritmético distinto. En ese campeonato, se retiraronn de las canchas dos de los jugadores más emblemáticos del equipo, Juan José Ferraro y Oscar Antonio Huss. En lo institucional, el 1 de diciembre de ese año se fundó la Agrupación Amalfitani, primera agrupación política de la institución reconocida, dado que ya estaba formado el Círculo El Forín, pero no había presentado los avales al club.
El campeonato de 1958, fue similar al anterior, tras una mala primera rueda, que incluyó ocho partidos sin ganar, con tres derrotas seguidas recibiendo 5 goles –caso único en la historia del club–, en los desquites el equipo ganó once de los quince encuentros y terminó séptimo. Ese año, durante la disputa del mundial, el torneo estuvo parado y se jugó la llamada Copa Suecia, en donde Vélez salió sexto de ocho en su zona. En dicha Copa del Mundo Ludovico Avio, se transformó en el primer jugador de la institución en participar del máximo evento futbolístico. En lo dirigencial hubo que lamentar el fallecimiento de Francisco Pizza, mano derecha de José Amalfitani, quien llegó a ser vicepresidente de la Asociación del Fútbol Argentino.
En la temporada de 1959, el equipo tuvo un aceptable primera rueda y terminó cerca del lote de punteros, pero en la segunda tuvo una actuación decepcionante, dado que no ganó ni siquiera un partido –5 derrotas y 10 empates–, y terminó duodécimo en el torneo, a 5 puntos del último. En la cuarta fecha Vélez Sarsfield fue protagonista de un hecho histórico, realizó el primer cambio de jugador del fútbol argentino, desde el inicio del torneo se estableció que si el arquero –único puesto– era lesionado durante el transcurso del primer tiempo, podía ser remplazado en el descanso, y la sustitución del portero Roque Marrapodi por Floreal Rodríguez, fue el primer caso. Cabe aclarar, que pese a la mala campaña, nunca estuvo cerca de perder la categoría, dado que al realizar buenas campañas en los ciclos anteriores estaba cubierto en la tabla de promedios.
Afianzado definitivamente en el barrio de Liniers, la década finalizaba con enormes progresos: en lo edilicio se realizaron grandes obras –se terminó el estadio de cemento y se construyó la pileta olímpica, entre otras–, en lo social el desarrollo era constante –lentamente la institución se iba transformando en una de las más importantes de la Argentina en ese rubro, por cantidad de disciplinas y socios–, y en lo deportivo el equipo empezaba a realizar buenas campañas, e incluso a luchar por el título como en 1953 –en el que se consagró subcampeón por primera vez en el profesionalismo– y 1956. Lo dicho quedó reflejado en lo escrito por Dante Panzeri en El Gráfico el 20 de enero de 1960:

Hasta aquí Vélez Sarsfield pudo bastarse en sus ambiciones con su Fortín, su garra, su sangre, su vehemencia, su fútbol de fuerza. Ahora que fue una gran institución sus ambiciones tienen que ser mayores, ganar campeonatos incluso. Debe tomar la línea de los grandes equipos y de las instituciones futbolísticamente ambiciosas.

## Década de 1960

### Apenas campañas regulares (período 1960-1961)

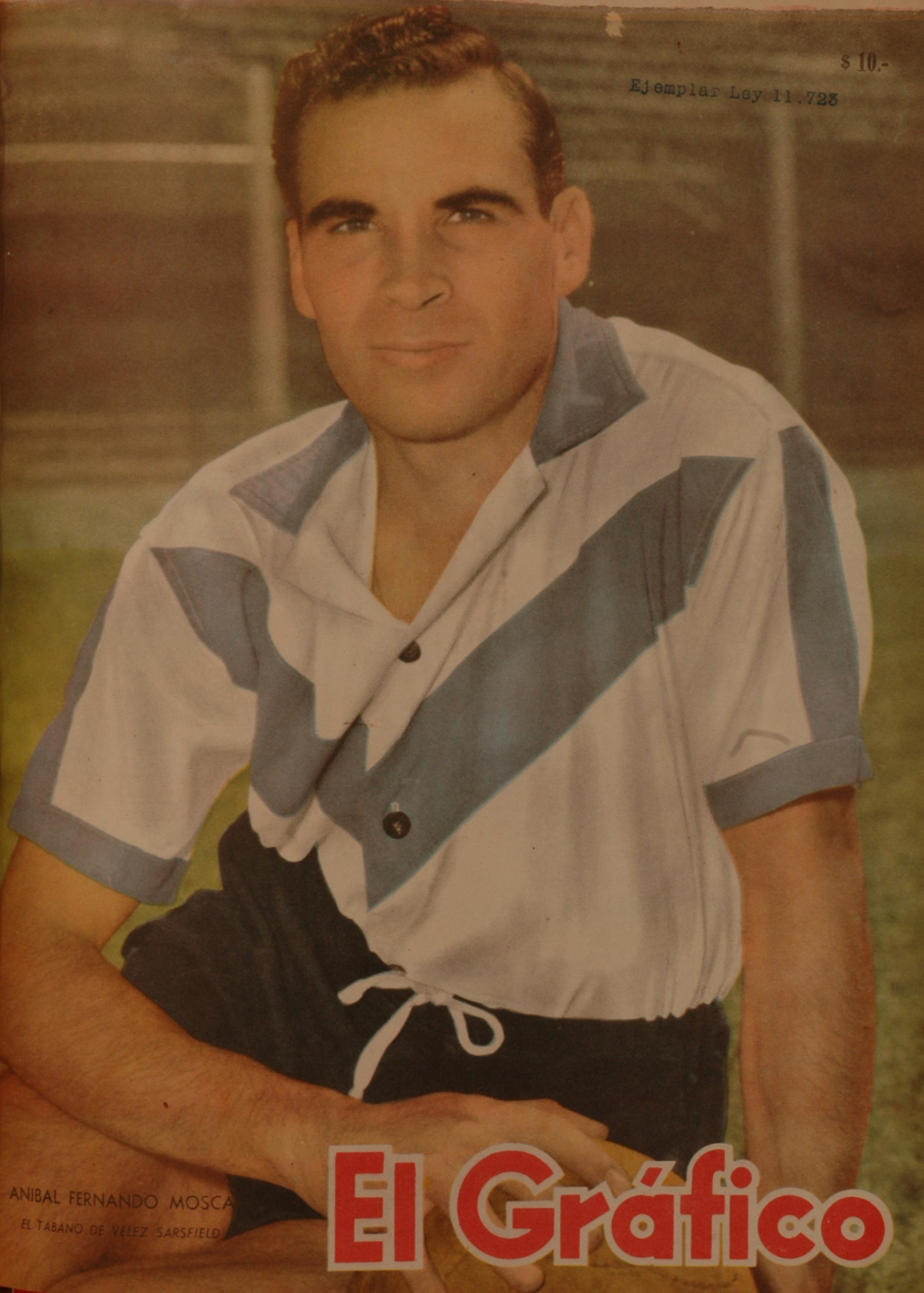
Aníbal Fernando Mosca, jugador del equipo en 1960.

El 1 de enero de 1960 se cumplió el cincuentenario del club, el cual fue festejado con entusiasmo por los socios y simpatizantes. En el campeonato, Vélez Sarsfield comenzó con tres derrotas seguidas, y se consumó la peor racha de la historia, que llegó a 18 encuentros sin triunfos, contabilizando los disputados en la segunda rueda de la temporada anterior, luego se reviertió la situación y terminó realizando un aceptable certamen, en el que se ubicó en la séptima posición. En lo institucional el 16 de octubre se inauguró la secretaría del club en el predio donde se ubica la cancha.
El Campeonato de 1961, fue similar al anterior, no se ganó en las primeras cuatro fechas, y luego el equipo comenzó a afianzarse, pero con algunas falsas actuaciones, volvió a terminar séptimo pero más cerca del último (10 puntos) que del campeón (16 unidades).

### Comienza a formarse un gran equipo (período 1962-1968)
Dada las irregulares actuaciones de las últimas temporadas, para el torneo de 1962, se decidió renovar el plantel y se incorporaron varios jugadores, entre ellos, el volante ofensivo Daniel Willington, ignoto jugador nacido en Santa Fe, pero criado y formado futbolísticamente en Córdoba, que con el paso de los partidos se convertiría en figura y luego en uno de los máximos ídolos de la institución. Pese a los refuerzos, el rendimiento del equipo fue decepcionante, terminó décimo tercero entre 15 participantes, ganando apenas cinco de los 28 encuentros.
Tras la mala campaña, se volvió a reforzar el equipo y entre varios valores se incorporó el defensor mendocino, Iselín Santos Ovejero, pero la performance no mejoró y se realizó una de las peores actuaciones de la historia, al salir anteúltimo en el Campeonato de 1963, nuevamente consiguiendo apenas cinco victorias. En la tabla de promedios –que a partir de ese año se calculó por coeficiente, como en la actualidad–, se estuvo muy comprometido, pero al suprimirse los descensos en la mitad de la segunda rueda, no se sufrió tal circunstancia.
Con los descensos anulados para el certamen de 1964, al equipo se le quitó la presión de luchar la permanencia, dado que hubiera comenzado último en la tabla de promedios –sin contar a los conjuntos ascendidos–. Para el torneo, se contrató como entrenador a Juan José Ferraro, además fue incorporado el puntero de Atlanta, Juan Carlos Carone y debutaron el arquero Miguel Marín y el defensor Luis Atela, ambos de la cantera. A partir de ese año, Vélez Sarsfield comenzó a mejorar el rendimiento de sus últimas campañas y finalizó en la octava posición.
Aunque las expectativas para el campeonato de 1965 eran pocas, dada las escasas incorporaciones –la única destacada fue la del lateral Luis Gregorio Gallo–, el mejoramiento del equipo fue notable, bajo la conducción técnica de Jorge Ismael "Finito" Ruiz, el armado de juego de Daniel Willington, quien además aportó 12 tantos, y los goles 19 de Juan Carlos Carone, que lo consagraron como máximo artillero del certamen, «El Fortín» llegó al podio y obtuvo el tercer puesto, su segunda mejor ubicación en toda la era profesional hasta ese entonces, solamente superada por el subcampeonato de 1953. Otro hecho a destacar, fue que en la última fecha del torneo, debutó Omar Wehbe, un juvenil centro atacante que sería pieza clave en futuras campañas.
El 5 de marzo de 1966, Arturo Ilia se convirtió en el primer Presidente de la Nación en recorrer las instalaciones del estadio y la sede. Al día siguiente comenzó el torneo en donde Vélez Sarsfield tuvo un mal arranque y en la fecha catorce fue cesanteado el técnico Ricardo Arauz. Esto provocó que Victorio Spinetto vuelva a la conducción del equipo que con una racha de 14 partidos invicto se colocó en las primeras posiciones, finalmente terminó realizando un buen torneo, en el que se ubicó quinto.
Para la temporada de 1967 el interventor de la AFA, Valentín Suárez, dispuso una reforma estructural de los campeonatos. Se estableció la disputa de dos torneos por año, el Metropolitano, que era el certamen tradicional, aunque con un cambio de modalidad, dado que se jugaba en dos zonas con instancias finales; y el Nacional, en el que se incorporaban equipos del interior del país indirectamente afiliados, que clasificaban a través del Torneo Regional y que se competía a una sola rueda de todos contra todos. En el Metropolitano de ese año Vélez estuvo cerca de clasificar a semifinales y finalizó tercero en su zona, en dicho concurso, en la fecha 21, debutó el juvenil delantero Carlos Bianchi, que luego se convertiría en ídolo, además de ser, como jugador el máximo goleador –206 tantos– y como técnico el más ganador de la historia del club –6 títulos, 3 locales y 3 internacionales–. Por su parte, en el Nacional tras otra buena campaña, terminó tercero.
Para el Metropolitano de 1968, se contrató como técnico a Manuel Giúdice, y fueron incorporados el wing izquierdo Mario Nogara y el puntero derecho José Luis Luna, en dicho certamen el equipo terminó primero en su zona, clasifícando a semifinales, en esa instancia perdió 1 a 0 contra Estudiantes, y aunque estuvo cerca de llegar a la final por el título, quedó trunca la chance de lograr el campeonato.

### El primer campeonato (1968)

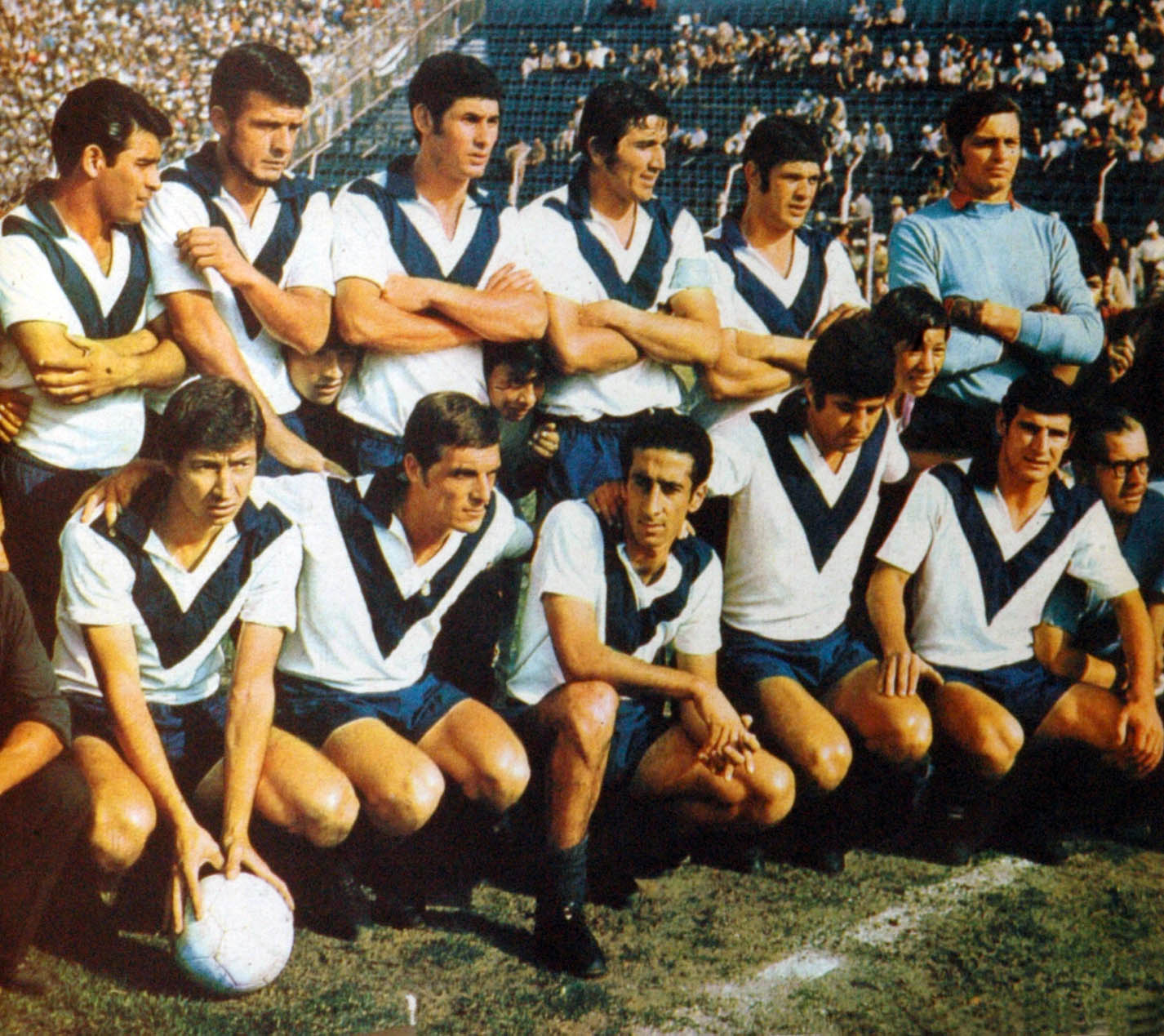
Campeón Nacional 1968

En el segundo torneo de 1968, se consagró campeón por primera vez en la máxima categoría, alzándose, de manera muy reñida, el Nacional. Los pilares fueron Miguel Marín, Luis Gregorio Gallo, Iselín Santos Ovejero, Eduardo Zóttola, José Solórzano, Daniel Willington, José Luis Luna, Omar Wehbe y un joven Carlos Bianchi. El equipo llegó a la última fecha del certamen un punto por debajo de los dos líderes, Racing y River Plate que debían enfrentarse entre sí, en cancha del primero, como el resultado fue tablas y Vélez Sarsfield le ganó 2:0 a Huracán de local, los tres conjuntos terminaron con 22 unidades, hecho que ameritó jugar un triangular desempate, que se desarrolló en el Viejo Gasómetro. En el primer cotejo, disputado el 22 de diciembre, igualó en uno con el «club Millonario», gol de José Luis Luna para «El Fortín», y en el segundo encuentro, realizado el 29 de diciembre, venció a «La Academia» por 4 a 2, con tres tantos de Omar Wehbe y uno de Roberto Moreyra, obteniendo el título por primera vez en su historia.
Cabe aclarar, que tanto el cuadro de Liniers como River Plate obtuvieron la misma cantidad de puntos, aun después del mencionado desempate, ya que este último le había ganado previamente a Racing Club 2:0. Vélez salió beneficiado por tener mayor cantidad de goles en el torneo regular, 39 sobre 35. La goleada 11:0 a Huracán de la ciudad de Ingeniero White –el resultado más abultado a favor de «El Fortín» en toda la era profesional– fue clave para esa diferencia. En total el equipo de la "V" azulada jugó 17 partidos, con 11 victorias, 3 empates y 3 derrotas, 44 goles a favor y 17 en contra. Por su parte, Omar Wehbe al convertir en 16 ocasiones –incluidos los 3 tantos de la final–, se transformó en el máximo artillero de la competencia.
| Alineación: - José Miguel Marín - Luis Gregorio Gallo - Iselín Santos Ovejero - Luis Maria Atela - Eduardo Enrique Zóttola - Alberto José Ríos - Roberto Antonio Moreyra - José Demetrio Solórzano - Daniel Willington - Carlos Bianchi - José Luis Luna - Omar Wehbe - Mario Lorenzo Nogara - DT: Manuel Giúdice |  | Campeón Nacional 1968 Marín Gallo Ovejero Atela Zóttola Ríos / Moreyra Solórzano Willington / Bianchi Luna Wehbe Nogara |
| Campeón Nacional 1968 Marín Gallo Ovejero Atela Zóttola Ríos / Moreyra Solórzano Willington / Bianchi Luna Wehbe Nogara |  | |

Resto del Plantel: Osvaldo Lorenzo Biaggio, Carlos Rafael Caballero, Juan Carlos Carone, Juan Manuel Gómez, Roque Salvador Nieva, Jorge Osvaldo Pérez, Néstor Anibal Sinatra, Carlos Roberto Zeballos.

### Fallece Amalfitani (1969)
El 14 de mayo de 1969 falleció José Amalfitani, debido a que padecía cáncer de pulmón. Fue presidente de la institución durante 28 años ininterrumpidos. Su muerte fue muy lamentada en el club y en todo el fútbol argentino en general, dado que fue considerado como uno de los mejores dirigentes deportivos que tuvo el país a lo largo de su historia, tanto es así, que la Asociación del Fútbol Argentino proclamó a la fecha de su defunción como «el Día del Dirigente Deportivo». Fue sucedido por Leonardo Pareja, vicepresidente primero, quien lo acompañó en los últimos 12 años de su gestión. Este último, tan solo ejerció el cargo por apenas nueve días atento que también murió.
El primer equipo, en febrero, viajó a Montevideo, Uruguay para disputar un torneo contra Independiente, el Torpedo de Moscú, Sparta Praga de Checoslovaquia, y los locales Nacional y Peñarol. Pero, por razones económicas y diferencias con la Conmebol, desistió de participar de la Copa Libertadores de América, a la que había accedido por haber obtenido el Torneo en 1968. En las competencias domésticas finalizó tercero en su zona del Metropolitano y sexto en el Nacional. Además no pudo disputar la primera edición de la Copa Argentina, porque los equipos clasificados al torneo continental, quedaban excluidos de la misma. Respecto a lo edilicio, en el estadio José Amalfitani –que llevaba ese nombre desde el 7 de diciembre de 1968–, se terminaron y habilitaron las nuevas plateas altas del sector norte y, en un encuentro amistoso contra el Santos de Pelé, disputado el 6 de diciembre, se inauguró el sistema de iluminación más avanzado de la época.
La década, que se vio enlutada por la muerte del dirigente más importante de su historia, finalizaba con un balance positivo, dado que con la obtención del primer título, Vélez Sarsfield comenzaba a destacarse en el rubro deportivo, dado que la institución ya estaba afianzada fuertemente en lo social y edilicio.

## Década de 1970

### Finalista de la Copa Argentina (1970)
Para la temporada de 1970 la AFA, decidió cambiar la forma de los campeonatos, pasando el Metropolitano a jugarse en una sola rueda de todos contra todos y el Nacional en dos zonas con instancias finales. En el primer torneo, el equipo realizó una campaña regular y salió décimo. En el segundo, efectuó un buen certamen y obtuvo el tercer puesto en su zona, además Carlos Bianchi se consagró goleador del mismo al anotar en 18 ocasiones. En ese año el equipo participó por primera vez de la Copa Argentina, en dicho concurso eliminó sucesivamente a Instituto, Chacarita, Racing y llegó a la final junto con San Lorenzo, el encuentro decisivo se disputó el 3 de marzo de 1971, en el estadio de Atlanta, el cual terminó con el marcador 2:2, se debió jugar un desempate, el cual nunca se realizó y el torneo se declaró desierto. Pero el hecho más trascendente ocurrió en el ámbito político, dado que se realizaron las primeras elecciones post José Amalfitani, en ellas resultó vencedor José Feijoo y fue elegido presidente por un período de tres años. El nuevo mandatario, en una decisión polémica, dejó en libertad de acción a Daniel Willington.

### La peor frustración deportiva (1971)
En 1971 la AFA dispuso que el Metropolitano, sea jugado de la manera tradicional, es decir en dos ruedas de todos contra todos. Luego de realizar una buena primera mitad de torneo, en los desquites Vélez tuvo una cadena de victorias seguidas que lo colocaron, faltando dos fechas para el final, puntero del certamen, con una unidad de ventaja sobre el segundo, Independiente. En la penúltima, los dos equipos fueron derrotados en sus respectivos partidos y se mantuvo la diferencia. Pero en la última, «El Fortín», que con el empate era campeón porque lo favorecía la diferencia de gol, empezó ganando su cotejo, pero fue vencido de local por Huracán 1:2, y al triunfar el club de Avellaneda, fue superado por un punto. Ni siquiera, la obtención del subcampeonato y la consagración de Carlos Bianchi como máximo artillero de la competición por segunda vez consecutiva, al anotar en 36 oportunidades, pudieron tapar la frustración de perder de manera increíble, lo que hubiera sido su segundo título. Esto desmoralizó al plantel que en el Nacional salió sexto en su zona.

### Gran crecimiento institucional, regular en lo deportivo (período 1972-1977)
Para el Metrotolitano de 1972, se contrató a Osvaldo Zubeldía como técnico, multicampeón con Estudiantes y figura del club como jugador, con la base del año anterior y la llegada de Ermindo Onega, las expectativas eran altas. Promediando la segunda rueda, el equipo se encontraba en el segundo puesto, aunque no pudo alcanzar a San Lorenzo en la lucha por el título. Finalmente, aunque realizó un buen certamen, se esperaba más que el quinto puesto conseguido. En el Nacional, terminó tercero en su zona, quedándose sin la posibilidad de disputar la semifinal. Si bien los resultados acompañaron en ambos torneos, se tenía plantel para mejores logros. En lo social hubo cinco hechos a destacar, el 14 de mayo se inauguró el Mausoleo de Amalfitani en el Cementerio de Chacarita, el 30 de junio falleció Ítalo de Carli –socio desde 1915 y secretario a partir de 1946–, se estrenó de manera provisional la bandeja inferior de la platea norte del estadio, se señó el predio de la Mutual de ex jugadores del Club Atlético Vélez Sarsfield en Moreno, y tres deportistas de la institución participaron en los Juegos Olímpicos de Múnich –Antonio Gallina y Wálter González en judo, y Jesús Blanco en lucha–.
El suceso más destacado del año 1973 fue que Juan Domingo Perón, Presidente de la Nación, cedió por decreto, un terreno de seis hectáreas cercanas al estadio José Amalfitani, en donde actualmente se erige el Polideportivo. Además, José Feijoo fue reelecto en la conducción del club, y con la terminación de los accesos, sanitarios y dependencias interiores, se inauguró de manera definitiva la platea norte baja de la cancha. En lo deportivo, el equipo realizó un aceptable Metrotolitano y salió sexto, en este torneo, el goleador Carlos Bianchi, apenas jugó once cotejos porque fue vendido al Stade de Reims de Francia. Pero en el Nacional, mejoró su rendimiento e igualó, con San Lorenzo y River Plate, la primera posición de la zona A, pero por diferencia de gol, quedó relegado al tercer puesto y no clasificó a la ronda final.
La Asociación del Fútbol Argentino modificó nuevamente la forma de disputa de los torneos para 1974. El Metro se volvió a jugar en dos zonas y con una ronda final, en dicho certamen Vélez Sarsfield realizó una de sus peores campañas durante el profesionalismo y salió anteúltimo en su sección. Pero en el Campeonato Nacional, que se disputó en cuatro grupos, tuvo una levantada futbolística notable, obtuvo el primer puesto del "D" y se clasificó a la fase final de ocho equipos. En la misma, llegó con chances de coronarse a la última fecha, pero no lo logró y terminó tercero. En el final de año, se conoció una noticia que enorgulleció a toda la institución, la FIFA designó al estadio José Amalfitani, como Sub-Sede Buenos Aires, de la Copa Mundial de Fútbol de 1978.
El Campeonato Metropolitano de 1975, se volvió a jugar en dos ruedas de todos contra todos, en la primera el rendimiento fue muy pobre y el equipo se ubicó en las últimas posiciones, en los desquites mejoró y terminó de manera decorosa en el noveno lugar. En dicho certamen, debutó Pedro Larraquy, un juvenil, que llegaría a jugar 12 años ininterrumpidos en el club, disputando 457 encuentros, esa cantidad de cotejos lo hicieron ostentar el récord de presencias en Vélez por 25 años, pero en el año 2012, Fabián Cubero lo superó, relegándolo al segundo lugar del rubro. En el Torneo Nacional de ese año, la actuación del club fue paupérrima, la peor de la historia en esta clase de concursos, se ganaron apenas tres partidos –y dos de ellos contra Ferro en los interzonales–, se empataron cuatro y se perdieron los otros nueve, terminando anteúltimo de la zona A, solamente delante de Cipolletti.
Con otra modificación del torneo Metropolitano, arrancó la temporada 1976, se volvió a disputar en dos zonas, pero con la novedad que, mientras los 6 primeros de cada una, clasificaban a la competencia por el título, los restantes debían jugar otra por la permanencia. Vélez quedó en el último grupo con otros 9 equipos, consecuentemente debió pelear por mantener la categoría, y aunque a dos fechas del final, ya estaba a resguardo, se volvió a estar cerca de descenso, finalmente terminó quinto de la serie –17.º en el global del certamen–. En el Campeonato Nacional, también tuvo una pésima campaña y salió sexto en un grupo de nueve. En el ámbito dirigencial el 10 de abril fue elegido presidente Osvaldo Guerrero.
Tras realizar tres malas temporadas –más allá de la tercera colocación del Nacional 1974–, en el Metropolitano de 1977, que se volvió a disputar en dos ruedas de todos contra todos, el equipo levantó notablemente su rendimiento y obtuvo el tercer puesto. En el medio del mismo hubo un receso de dos meses, a consecuencia de una serie de amistosos de la Selección nacional, y Vélez Sarsfield realizó una gira y mini-pretemporada por Haití, Ecuador y Perú. A su vez, en el Torneo Nacional terminó cuarto en su zona. Hay que destacar que, a lo largo del año, el conjunto de Liniers derrotó a River Plate, campeón del Metro, en los cuatro enfrentamientos, y que ejerció la localía en la Cancha de Ferro Carril Oeste, debido a la remodelación del estadio José Amalfitani, para la Copa Mundial de Fútbol de 1978. Además, se inauguró el Polideportivo en el predio cedido por Juan Domingo Perón en 1973.

### El Estadio Amalfitani sub-sede del mundial (1978)
La realización de la Copa del mundo en el país, en donde la Selección Argentina obtuvo su primer título mundial, fue el acontecimiento deportivo y futbolístico del año 1978. Para dicho certamen, el estadio José Amalfitani, fue designado Sub-Sede Buenos Aires y en él se disputaron tres cotejos. fue por ello, que la cancha debió ser remodelada: se construyó, una nueva platea en la tribuna sur, en donde se colocaron butacas al sector inferior y se agregó, a la misma, una bandeja superior, se instaló un tablero electrónico sobre la popular este y se lo equipó con un generador de electricidad, además de efectuar pequeñas modificaciones en el resto de las dependencias. En lo doméstico, el club, volvió a desarrollar una mala campaña en el Campeonato Metropolitano, terminándolo en la decimosexta posición. En el Torneo Nacional, clasificó a cuartos de final, al salir segundo en su grupo, pero fue eliminado por River Plate, en esa instancia. Para el mismo regresó a la institución Daniel Willington y disputó sus últimos tres partidos.

### Subcampeón del Metropolitano y clasificación a la Libertadores (1979)
El Campeonato Metropolitano de 1979, se volvió a jugar en dos zonas con insancias finales, Vélez Sarsfield compartló el segundo puesto del grupo A, con Argentinos Juniors, a quien venció 4:0 en el desempate para avanzar a semifinales, en dicha instancia derrotó a Rosario Central. En la definición del torneo, perdió ambos partidos frente a River Plate (2:0 y 5:1) y consiguió el tercer subcampeonato de la era profesional.
En el Nacional quedó primero de la zona A, pero fue eliminado, en cuartos de final, nuevamente por el conjunto "Millonario", esta vez por tiros desde el punto penal. Como el equipo de Núñez, se volvió a adjudicar el título, «El Fortín» tuvo la chance de jugar contra Unión (SF), segundo de este torneo, un lugar en la Copa Libertadores de América de 1980. En diciembre de ese año, se definió la clasificación a dos partidos, en la ida, disputada en Santa Fe, logró una contundente victoria por 3:0 y con el empate en cero de local, obtuvo el derecho a disputar la máxima competición continental. Cabe aclarar, que pese a calificar por segunda vez, al no disputar la edición de 1969, la de 1980 fue su primera participación en el certamen. En materia institucional, se incorporó el tenis como actividad y se inauguraron 11 canchas para su práctica en el polideportivo, y el 7 de abril fue elegido presidente por primera vez Ricardo Petracca.
El balance de la década fue muy positivo en lo edilicio y social, el estadio José Amalfitani, fue designado sede del mundial y se transformó en uno de los más modernos y de mayor capacidad del país, se adquirió un predio en donde se construyó el polideportivo y se incorporaban disciplinas al club; sin embargo en lo futbolístico, a partir de 1973 se había bajado notablemente el nivel y lo único destacable fue la clasificación en 1979 a la Copa Libertadores de América.

## Década de 1980

### Semifinalista en la primera participación en la Libertadores (1980)
La participación del equipo en la Copa Libertadores de América, por primera vez, fue el suceso sobresaliente de 1980, en dicho certamen, Vélez Sarsfield, al empatar ambos partidos con River Plate y ganar los cuatro cotejos a los conjuntos peruanos, Sporting Cristal y Atlético Chalaco, quedó primero en el grupo 1 junto con el club "Millonario", se jugó un cotejo adicional para desempatar la posición en cancha neutral que terminó 1:1, pero el "Fortín" se vio favorecido por la mayor por diferencia de gol, y clasificó a la siguiente instancia. Posteriormente quedó eliminado en las semifinales al terminar último en el grupo que compartía con Internacional de Brasil –quien sería el subcampeón de este certamen– y América de Cali.
En el mismo año se adjudicó un torneo cuadrangular internacional amistoso en el estadio José Amalfitani, llamado: "Copa 70.º Aniversario", en conmemoración de la fundación de la institución. En el mismo, intervienieron la Selección de fútbol de Hungría, Argentinos Juniors y San Lorenzo; el local, venció al Club de La Paternal en la final por 1:0, en el encuentro, Julio César Falcioni le atajó dos penales a Diego Armando Maradona.
A nivel nacional, en el Campeonato de Primera División 1980, que se jugó en dos rondas de todos contra todos y que se siguió llamando extraoficialmente Metropolitano, el conjunto de Liniers, se ubicó décimo quinto, aunque hay que aclarar que, al disputar paralelamente la Copa Libertadores, en muchos encuentros utilizó planteles alternativos. En la segundo concurso del año, el Nacional, no clasificó a las instancias finales, tras salir cuarto en la Zona A, y lo único destacable del mismo, fue el regreso al equipo de Carlos Bianchi, tras un tiempo en el fútbol de Francia.

### Buenas campañas que nunca alcanzaron para luchar por el título (período 1981-1984)
En abril de 1981, se inauguró el Profesorado de Educación Física, llamado Instituto Dalmacio Vélez Sarsfield, agregando la actividad educacional al club. En lo deportivo, el plantel fue renovado pero realizó una campaña regular en el Metropolitano y finalizó undécimo. Sin embargo, en el segundo torneo del año, el Nacional desarrolló una buena performance y terminó segundo del grupo C; tras superar en dos partidos, por diferencia de gol (1:2 y 3:1) a Boca Juniors, cayó en las semifinales frente al Club Ferro Carril Oeste (1:2 y 1:1). En dicho certamen Carlos Bianchi se consagró goleador por tercera vez, al convertir 15 tantos.
La Asociación del Fútbol Argentino, para la temporada 1982, inviertió el orden los torneos, en el primero del año, el Nacional, Vélez Sarsfield finalizó tercero en la zona D, y quedó afuera de la ronda final, lo que fue tomado como un rotundo fracaso porque se trajeron jugadores de la talla de Norberto Alonso, Vicente Pernía, Nery Pumpido, Daniel Killer y José Luis Cucciufo. Para el Metropolitano, se contrató a Juan Carlos Lorenzo como entrenador, que fue acompañado por un joven preparador físico llamado Julio Santella –quien, junto a Carlos Bianchi, una década después integraría el cuerpo técnico más exitoso de la historia del club– y aunque el equipo terminó quinto, nunca estuvo cerca de la lucha por el título, y fue otra decepción para los hinchas, dado las figuras que había en el plantel. En lo institucional, se inauguró la pista atlética en el polideportivo, el 3 de abril Ricardo Petracca, fue reelecto presidente y el 22 de julio falleció José Feijoo.
En la temporada 1983, la estructura del Torneo Nacional se volvió a modificar, estableciéndose dos fases de ocho grupos previas a la instancia eliminatoria, el equipo, luego de avanzar las dos etapas, quedó nuevamente eliminado frente a River Plate, en octavos de final. En el Campeonato Metropolitano, en donde se volvió a instaurar el sistema de promedios para definir el descenso, tras comenzar de manera irregular el certamen, a partir de la décima fecha, tuvo una seguidilla de buenos resultados que lo colocaron puntero en la veintidós, pero las siguientes ocho jornadas, serían letales para las aspiraciones de Vélez Sarsfield, además de quedar libre en la veinticuatro, perdió cuatro (con tres derrotas seguidas), empató 2 y apenas ganó uno de los siete partidos que disputó; con pocas chances de obtener el título, levantó el rendimiento hacia el final de la competencia y se colocó en la cuarta posición a 4 unidades del campeón Independiente.
Para 1984 se cambió nuevamente el Torneo Nacional y se jugó a una fase de ocho zonas, clasificatoria a octavos de final, el conjunto de Liniers, disputó apenas seis partidos, dado que quedó eliminado en la etapa de grupos al salir tercero. En el segundo certamen del año, el Campeonato Metropolitano, «El Fortín» mejoró el nivel futbolístico y obtuvo el sexto puesto. En la fecha catorce de dicho concurso, Carlos Bianchi, se calzó por última vez la "V azulada", al ser transferido al Stade de Reims de Francia.

### Subcampeón del Nacional y 12.º en el nuevo torneo a la"europea" (período 1985-1985/86)
En 1985, la AFA decidió realizar una reestructuración profunda de los certámenes, que incluyó: la eliminación del Torneo Nacional, la disputa de un único certamen por temporada con calendario europeo –de agosto a junio– y la incorporación de manera definitiva de los equipos del interior, indirectamente afiliados a AFA, al sistema de competiciones –ascendiendo y descendiendo de categoría– mediante la creación de una nueva segunda división, el Nacional B.
Pese a ello y de modo transicional entre ambas modalidades, en el primer semestre de 1985, se jugó el último Campeonato Nacional con un formato especial, convirtiéndolo en el certamen más complicado de la historia del fútbol argentino, con una fase de ocho zonas e instancias finales pero a doble eliminación. Vélez Sarsfield clasificó a la rueda de ganadores y pasó todas las etapas hasta llegar a la última, allí perdió por penales ante Argentinos Juniors, equipo que se consagró finalista. Con la derrota, «El Fortín» pasó a disputar el partido definitorio de la ronda de perdedores contra River Plate a quién venció por 2:1. Ese resultado lo ubicó en la final de la competencia, en donde volvió a enfrentar al conjunto de La Paternal, al que superó por tiros desde el punto del penal, pero como el concurso era a Doble K.O. y los «Bichitos» no habían sido derrotados, le sirvió para forzar un segundo cotejo, en donde el mencionado equipo, se impuso por 2:1, quedándose con el título. En ese torneo, Jorge Comas se consagró goleador con 12 conquistas.
En el primer certamen con calendario europeo, el Campeonato 1985/86, el equipo no tuvo un buen desempeño y terminó duodécimo, pero el subcampeonato del Torneo Nacional, lo clasificó a la Liguilla pre-Libertadores, en donde llegó a la segunda fase. En lo dirigencial, el 13 de abril de 1985 el arquitecto Antonio Pérez, llegó a la presidencia del club.

### El Papa en el Estadio Amalfitani (1986/87)
Luego de la finalización del Mundial de México, en donde la Selección nacional, se consagró Campeón del mundo por segunda vez en su historia, con el aporte velezano del defensor José Luis Cucciufo –que disputó seis partidos– y el masajista Roberto Molina; arrancó el Campeonato de la temporada 1986/87, en donde «El Fortín» tuvo un rendimiento deslucido y se ubicó en el noveno puesto que ni siquiera le sirvió para acceder a la Liguilla pre-Libertadores. El único hecho para remarcar en el certamen, fue que en la fecha 35, en la que el equipo venció a San Lorenzo por 1:0 –con un golazo de mitad de cancha de Fabián "el indio" Vázquez–, debutó Raúl Cardozo, un juvenil lateral izquierdo, quien con los años sería: emblema de la institución, el tercer jugador en con más presencias en Vélez (411 encuentros), uno de los seis jugadores que tuvo participación en toda la época dorada del club y el único, además de José Luis Chilavert, en intervenir de manera activa en cada conquistó lograda en ella.
Previo a la finalización del certamen, ocurrió un suceso histórico en la sociedad Argentina, el 6 de abril de 1987 el Papa Juan Pablo II, visitó por segunda vez el país y el día 10 del mismo mes, brindó una multitudinaria misa a la Pastoral Católica, en el estadio José Amalfitani.

### Esplendor social, que no fue acompañado por el fútbol (período 1987/88-1989/90)
Para el Campeonato 1987/88, se contrató a uno de los ídolos máximos de la institución como entrenador, Daniel Willington y el plantel fue renovado con varios refuerzos, aunque ninguno de gran jerarquía, sin embargo hubo dos apariciones de juveniles que deslumbraron a los hinchas, el delantero Sergio Zárate –el primero de una dinastía de hermanos de notable talento– y el mediocampista Diego Simeone –por trayectoria internacional, dado que jugó más de 100 partidos en la Selección nacional y 17 años en Europa, el futbolista más trascendente surgido de inferiores–. También debutó un marcador central –luego devenido en lateral– que sería parte de los mayores logros deportivos del club, Héctor Almandoz. En el torneo equipo tuvo una regular primera rueda y terminó en mitad de tabla, pero en los desquites con el afianzamiento de los canteranos repuntó notablemente y finalizó sexto el certamen, clasificando a la Liguilla pre-Libertadores. En dicha competencia llegó a semifinales. En lo institucional, el 9 de abril de 1987, Antonio Pérez, fue reelecto presidente, y en 1988 se inauguraron en el polideportivo, el patinodromo (el 23 de marzo) y el gimnasio de voleibol (el 2 de abril).
En la temporada 1988/89, la Asociación del Fútbol Argentino, realizó una innovación en los torneos, y estableció un desempate por tiros desde el punto penal en los partidos igualados, de tal manera que, se otorgaron tres unidades por triunfo, un punto por el empate y más uno extra para el equipo que venciera desde los doce pasos. Los dirigentes decidieron darle prioridad a las inferiores, y fueron promovidos varios valores, entre ellos Carlos Compagnucci Las incorporaciones fueron escasas y la más destacada fue increíblemente, Alejandro Mancuso, un juvenil dejado libre por Ferro Carril Oeste que venía a reforzar la tercera, pero que rápidamente se ganó la titularidad en el plantel superior. El rendimiento fue muy pobre en todo el certamen, y el undécimo lugar en las posiciones no reflejó el real nivel de Vélez, porque apenas se consiguieron 8 victorias sobre 38 cotejos. De hecho, la decorosa ubicación en la tabla fue por la buena tarea del arquero Jorge Bartero, en las definiciones por penales (venció en 12 de las 17 que tuvo).
En los últimos años de la década de 1980, el club tuvo más de 70 000 asociados, que realizaban múltiples actividades y le permitía tener una economía floreciente, aunque se realizaba poca inversión en el plantel profesional. Pero esa política cambió para el Campeonato 1989/90, se contrató como entrenador a Alfio Basile y se incorporaron numerosos jugadores con el objetivo de pelear el certamen, entre ellos figuras de la talla de Juan Gilberto Funes, Ricardo Gareca, Ubaldo Fillol, Carlos Ischia y Osvaldo Coloccini. Sin embargo el rendimiento del equipo en el torneo –que se volvió a jugar de manera tradicional–, no fue el esperado. En la primera rueda tuvo muchos altibajos y en las revanchas, mejoró su juego pero el quinto puesto no le alcanzó para luchar el título, ni para clasificar a la Liguilla pre-Libertadores.
La década finalizaba en el punto más alto del esplendor social de Vélez Sarsfield, aunque el desarrollo institucional no era acompañado por triunfos deportivos, similar a lo ocurrido en los años setenta, sin embargo los logros que se hicieron esperar muchos años, vendrían todos juntos en el período siguiente, que fue el despegue futbolístico del club.

## Década de 1990

### Se forma el equipo que cambia la historia del club (período 1990/91-1992)
La AFA, para la temporada 1990/91, realizó otra modificación de los torneos, y estableció que los mismos se dividieran en certámenes independientes en cada una de las ruedas, con una final entre los ganadores de cada una de ellas para establecer al campeón. Para el primer certamen de 19 fechas, el Apertura 1990, Vélez Sarsfield volvió a incorporar varios refuerzos entre los que se destacaron Oscar Ruggeri y Esteban González, el equipo realizó un gran campeonato y finalizó tercero. En el mismo, hay que resaltar, que en la última jornada, «El Fortín» venció 2:1 a River Plate en el estadio Monumental con tantos de Ricardo Gareca y Esteban González, impidiendo la consagróción "Millonaria". Para ese triunfo, fue clave la soberbia actuación del arquero Ubaldo Fillol quién evitó varios goles locales e incluso atajó un penal, y se retiró del fútbol a los 40 años de edad.
En el segundo torneo del ciclo, el Clausura 1991, no pudo repetir la performance y ocupó el sexto puesto. Aunque el resultado no fue el esperado, hay que mencionar que en dicho certamen, debutaron cinco juveniles que serían claves en las futuras competencias: Marcelo Gómez, Christian Bassedas, José Oscar Flores, Roberto Pompei y Mauricio Pellegrino. Además, clasificó a la Liguilla pre-Libertadores, donde fue eliminado en la primera fase, y Esteban González se consagró goleador del Campeonato 1990/91 con 18 tantos. En lo dirigencial, el 23 de abril de 1991, regresó a la presidencia Ricardo Petracca, sin realizarse elecciones, ya que las cuatro agrupaciones se pusieron de acuerdo para gobernar el club conjuntamente.
Con otra modificación en los certámenes arrancó la temporada 1991/92, pues la Asociación del Fútbol Argentino dispuso que a partir de la misma, cada torneo corto, tenga su propio campeón, eliminando la final entre ambos ganadores. En el Apertura 1991, Vélez Sarsfield, pese a no desarrollar un buen juego, alcanzó el cuarto puesto. En la fecha inicial del mismo, jugó su primer partido con la "V" azulada el canterano Patricio Camps. Para el segundo concurso del ciclo, el Clausura 1992, se contrató como entrenador a Eduardo Manera y fueron incorporados dos jugadores que quedarían en la historia grande del club, el arquero paraguayo, José Luis Chilavert –quien por sus atajadas, su personalidad y sus 48 goles, se convertiría en uno de los máximos ídolos de la institución– y el defensor de Estudiantes de La Plata, Roberto Trotta –capitán en los máximos logros y autor del primer tanto en la final del mundo–. El equipo, pese a no convencer con su estilo de fútbol, tuvo un gran campeonato y finalizó segundo. Además, ganó la Liguilla pre-Libertadores, pero perdió un partido adicional con Newell's Old Boys y quedó afuera del máximo torneo continental, aunque clasificó a la primera edición de la Copa Conmebol.
Para el Apertura 1992, primer certamen del ciclo 1992/93 se incorporaron, a pedido del técnico, varios futbolistas, entre ellos, Víctor Hugo Sotomayor, José Basualdo y Walter Pico, pero al no ser del agrado de los simpatizantes el estilo de juego, y no repetirse los resultados del torneo anterior, sumado a que el equipo, fue eliminado en primera fase de la Copa Conmebo de 1992 por poner un conjunto alternativo, Eduardo Manera dejó el cargo, y asumió interinamente como entrenador Roberto Mariani. Tras el cambio de timón, «El Fortín» tuvo una levantada futbolística y terminó sexto. Uno de los motivos de la mejora, fue la inclusión de varios juveniles que le dieron frescura al plantel. Entre ellos se encontraba, el delantero que hizo los dos goles más importantes de la historia del club, Omar Asad, quien debutó el 8 de noviembre de ese año, contra Talleres (C) por la décima tercera fecha del certamen.

### La época dorada, “Seguir el camino emprendido” (período 1993-1997/98)

#### El segundo título, después de 25 años
Pese a que los simpatizantes querían la continuidad de Roberto Mariani, para el segundo torneo de la temporada 1992/93, en diciembre de 1992, se decidió contratar como director técnico, a Carlos Bianchi, otrora goleador e ídolo de la institución, sin embargo, hacía unos cuantos años estaba alejado del fútbol argentino y de quien se desconocían sus cualidades de entrenador. Además, el equipo quedaba diezmado tras la salida de sus dos figuras Ricardo Gareca y Alejandro Mancuso, por lo que las expectativas para el Clausura 1993 eran moderadas. Sin embargo, con un plantel que mezclaba a jugadores de experiencia como José Luis Chilavert, Héctor Almandoz, Roberto Trotta, Víctor Hugo Sotomayor, Raúl Cardozo, José Basualdo, Walter Pico y Esteban González, y muchos juveniles como Marcelo Gómez, Christian Bassedas, José Oscar Flores, Omar Asad, Patricio Camps, Carlos Compagnucci y Mauricio Pellegrino, «El Fortín» con un fútbol práctico y efectivo se mantuvo puntero durante todo el certamen. Finalmente, el 8 de junio, en la anteúltima fecha del torneo, se consagró campeón por segunda vez en su historia, al igualar 1:1 con Estudiantes de La Plata de visitante –con gol de Chilavert de penal, quien convirtió su primer tanto en Vélez– y obtuvo el ansiado título después de 25 años. En la última fecha en un estadio José Amalfitani repleto, los hinchas Fortineros festejaron, largamente el logro obtenido en un encuentro ante Independiente (subcampeón del torneo), en el que no se abrió el marcador. La campaña se conformó con 10 victorias, 7 empates y 2 caídas, 23 tantos a favor y solo 7 en contra.
| Alineación: - José Luis Chilavert - Héctor Almandoz - Roberto Trotta - Víctor Hugo Sotomayor - Raúl Cardozo - José Basualdo - Marcelo Gómez - Christian Bassedas - Walter Pico - Esteban González - José Oscar Flores - Omar Asad - DT: Carlos Bianchi |  | Campeón Clausura 1993 Chilavert Almandoz Trotta Sotomayor Cardozo Basualdo Gómez Bassedas Pico González / Flores Asad |
| Campeón Clausura 1993 Chilavert Almandoz Trotta Sotomayor Cardozo Basualdo Gómez Bassedas Pico González / Flores Asad |  | |

Resto del Plantel: Mariano Armentano, Horacio Bidevich, Patricio Camps, Carlos Compagnucci, Juan Carlos Docabo, Cecilio Galeano, Mauricio Pellegrino, Martín Posse, Leonardo Ramos, Fabián Vázquez, Sergio Zárate.
Para la temporada 1993/94, el equipo se puso como meta realizar un buen desempeño en la Copa Libertadores, pero como comenzaba recién en febrero de 1994, disputó como flamante campeón y con serias aspiraciones al título, el Apertura 1993 peleó palmo a palmo el torneo con River Plate, pero como el certamen se retrasó, las 4 fechas finales se jugaron recién entre febrero y marzo de 1994, pero como el equipo ya se encontraba participando de la primera fase del torneo continental, Carlos Bianchi dispuso la inclusión de varios suplentes para las mismas y terminó subcampeón (a un punto) del club "Millonario". Lo resuelto por el técnico fue una decisión controversial, dado que se regalaba un campeonato al alcance de la mano, y aunque así fue, luego, los resultados obtenidos en la Copa le terminaron dando la derecha al entrenador. En el segundo semestre de 1993 además. además del mencionado torneo, participó en la Copa Centenario de la AFA, un concurso por eliminación organizado para conmemorar el aniversario de la Asociación del Fútbol Argentino, en donde llegó a la segunda ronda de perdedores.
Una semana después de concluido el Apertura, comenzó el Clausura 1994, que como se disputó paralelamente a la competencia internacional, fue jugado con un equipo alternativo, en donde «El Fortín» finalizó décimo octavo. Al utilizar muchos juveniles en el ciclo, se produjeron varios debuts de canteranos, destacándose los de Claudio Husain, Federico Domínguez, Fernando Pandolfi, Sebastián Méndez, Guillermo Morigi y Martín Posse –aunque este último ya había ingresado como relevo escasos minutos en la fecha 14 del Clausura 1993–. En lo Institucional, el 7 de noviembre de 1993, Héctor Gaudio fue elegido presidente, y el 21 de junio de 1994, el CEAMSE le dio en usufructo por 20 años, con opción a compra, un predio de 18 hectáreas en el Camino del Buen Ayre, donde hoy se erige la Villa Olímpica.

#### Campeón de América y del Mundo
El 31 de agosto de 1994, Vélez Sarsfield se consagró Campeón de la Copa Libertadores en su edición XXXV, frente al entonces bicampeón de la competencia São Paulo Futebol Clube.
El 24 de agosto, el conjunto de Liniers venció en la primera final a los brasileños por 1:0 con gol de Omar Asad a los 35 minutos en un colmado estadio José Amalfitani por 50 000 fortineros. Siete días después, perdió por el mismo marcador en el Morumbí, con gol de Müller a los 33´ de tiro penal. De tal manera, al igualarse la serie, la definición se efectuó desde los doce pasos y «El Fortín» se impuso 5:3 en Brasil. Los 100 000 paulistas presentes quedaron atónitos ante el festejo de los 5000 hinchas de Vélez que lograron acercarse a la ciudad de São Paulo. La Copa Libertadores de América volvía a la Argentina luego de 8 años de ausencia.
En su segunda participación en el certamen continental, luego de 14 años, se generó gran expectativa entre sus hinchas. Vélez integró el Grupo 2 conjuntamente con Boca Juniors, Palmeiras y Cruzeiro de Brasil. Previamente, crónicas de la época sostenían que el fixture no sería sencillo para el equipo de la "V" azulada, no obstante finalizó primero, asegurando dicha posición una fecha previa a la culminación de la fase clasificatoria. Luego superó en los duelos por eliminación directa a Defensor Sporting de Uruguay en octavos de final, a Minerven de Venezuela en cuartos de final y Junior de Barranquilla en la etapa de semifinales.
La campaña tuvo 6 triunfos, 5 empates y 3 derrotas, con 15 tantos a favor y 12 en contra. Su máximo goleador fue Omar Asad, con 6 goles, seguido por José Oscar Flores con 4 conversiones y Roberto Pompei, Roberto Trotta, Christian Bassedas, José Horacio Basualdo y Héctor Almandoz con 1 conquistó cada uno. El equipo estuvo integrado por la base del plantel que logró el Clausura 1993, con la incorporación de Flavio Zandoná y el retorno del juvenil Pompei, autor del tanto definitorio en la tanda de penales.
Como campeón de la Copa Libertadores de América 1994 y en representación de la Confederación Sudamericana de Fútbol, se enfrentó en Tokio, Japón, al campeón de Europa, el Milan de Italia, quien se había adjudicado la Liga de Campeones de la UEFA 1993-94. La 33.º edición de la Copa Intercontinental quedó en manos de Vélez Sarsfield luego de vencer al equipo itálico. 2:0 con tantos de Roberto Trotta de penal, a los 50 minutos y con un golazo del "Turco" Omar Asad a los 57 minutos, quién fue considerado el mejor jugador del partido, adjudicándole un vehículo de la marca automotriz patrocinante Toyota.
El 1 de diciembre de 1994 quedó en la historia, el Club Atlético Vélez Sarsfield salió Campeón del Mundo.
Cabe destacar que dentro del equipo consagrado en Japón, siete jugadores y el director técnico eran surgidos de las divisiones inferiores del club, ellos eran Asad, Flores, Pompei, Bassedas, Gómez, Cardozo, Almandoz y el DT Carlos Bianchi. Los restantes futbolistas que disputaron el partido fueron Chilavert, Trotta , Sotomayor y Basualdo.
| Alineación: - José Luis Chilavert - Héctor Almandoz - Flavio Zandoná - Roberto Trotta - Víctor Hugo Sotomayor - Raúl Cardozo - José Horacio Basualdo - Marcelo Gómez - Roberto Pompei - Christian Bassedas - José Oscar Flores - Omar Asad - DT: Carlos Bianchi |  | Libertadores e Intercontinental 1994 Chilavert Almandoz / Zandoná Trotta Sotomayor Cardozo Basualdo Gómez Bassedas Pompei Flores Asad |
| Libertadores e Intercontinental 1994 Chilavert Almandoz / Zandoná Trotta Sotomayor Cardozo Basualdo Gómez Bassedas Pompei Flores Asad |  | |

Resto del Plantel: Mariano Armentano, Roque Ávila, Patricio Camps, Carlos Compagnucci, Juan Carlos Docabo, Federico Domínguez, Fabián Fernández, Cecilio Galeano, Esteban González, Sandro Guzmán, Marcelo Herrera, Claudio Husaín, Guillermo Morigi, Mauricio Pellegrino, Martín Posse, Ricardo Rentera, José Luis Sánchez.
Luego del galardón internacional, a fines de ese año, el primer equipo de Liniers jugó un partido amistoso en Buenos Aires enfrentando a Juventus FC de Italia.
La obtención del título de América, además de clasificar al equipo a la Intercontinental, le dio el derecho a jugar en 1995, la final de la Recopa Sudamericana y la Libertadores siguiente. En la primera de dichas competiciones, fue derrotado en Tokio por Independiente 1:0, con un arbitraje polémico de Francisco Lamolina quién no cobró un claro penal a los dirigidos por Carlos Bianchi. En la otra, superó al mencionado conjunto de Avellaneda en octavos de final, pero en cuartos quedó eliminado por penales ante River, con otro arbitraje controvertido del mismo juez.
En el ámbito local, en la temporada 1994/95, tuvo un arranque demoledor en el Apertura 1994, ganando 7 de los 8 partidos iniciales (el restante fue empate), incluidas 5 victorias seguidas en las primeras 5 jornadas del campeonato, lo que constituye el mejor inicio de la historia del club. Justamente en la quinta fecha, en la que el equipo venció a Deportivo Español por 1:0, José Luis Chilavert en el minuto 90, convirtió el primer gol de tiro libre de un arquero en el mundo. Luego el rendimiento empezó a decaer, pues los preparativos para la final del mundo en Japón, que se debía disputar antes de la culminación del torneo, desconcentraron al equipo, además de obligarlo a adelantar cotejos por el viaje, finalmente terminó en el 3.º puesto. Ocupó por 7 fechas la primera posición del torneo.
En el Clausura 1995, volvió a comenzar venciendo en las 4 primeras fechas –sin recibir ni siquiera un gol–, pero perder la Recopa, con el desgaste de ir otra vez al país asiático, y la derrota de local con Gimnasia y Esgrima La Plata, golpearon al plantel, y culminó nuevamente tercero. En dicho certamen José Oscar Flores, el «Turu», se consagró goleador con 14 conquistas.

#### Al ser bicampeón de la temporada, gana su tercer y cuarto título
Vélez Sarsfield en el ciclo 1995/96, disputó por primera vez la Supercopa Sudamericana, competencia en la que fue eliminado por Flamengo de Brasil, en octavos de final –la primera fase–. Sin embargo en el ámbito local, con la base de jugadores de las campañas anteriores, la incorporación de Marcelo Herrera y el afianzamiento de los juveniles Claudio Husain, Fernando Pandolfi, Martín Posse y Guillermo Morigi, obtuvo los dos certámenes de la temporada y se consagró bicampeón del Fútbol Argentino, siendo el primero en lograrlo desde la implementación de los torneos cortos. En el Apertura 1995, que fue el primero en entregar 3 unidades por partido ganado, luego de tener un gran arranque en las primeras cinco jornadas (4 victorias y 1 empate), perdió tres encuentros consecutivos, relegando la punta. Se repuso en los cotejos siguientes y en la fecha 13 llegó a La Bombonera para jugar contra el local, con quien compartía el primer puesto, allí cayo derrotado 1:0, y como Boca Juniors, entre semana, ganó un partido pendiente, le sacó 6 puntos de ventaja. En ese momento Carlos Bianchi dijo: «hay que hacer cartón lleno» y los jugadores no lo defraudaron, «El Fortín», en una arremetida final, triunfó en los últimos seis encuentros, tomando la punta del torneo en la fecha 17, y concluyendo el 17 de diciembre con un rotundo 3:0 contra Independiente en Avellaneda, ante 30 000 fortineros en la platea y tribuna visitante, y se coronó campeón por tercera vez. Los goles fueron convertidos por Roberto Trotta de penal,, Patricio Camps y José Basualdo. De este modo le sacó seis unidades a sus perseguidores, Racing Club, Lanús y al propio club de la Rivera que defeccionó en sus últimos partidos. En total ganó 13 cotejos, igualó 2 y perdió 4 con 29 goles a favor y 13 en contra.
Por su parte, en el Clausura 1996, tras comenzar de manera irregular, empezó una levantada que incluyó 14 partidos invicto, con algunos memorables, como la victoria 3:2 a River Plate en el último minuto de descuento –en donde previamente José Luis Chilavert convirtió un gol de tiro libre de 60 metros–, las sendas goleadas 5:1 a Boca Juniors y a Lanús –que peleaba el torneo– o el empate en La Plata contra Gimnasia –en un cotejo clave, cuando faltaban 9 minutos para terminar–. Además, este certamen tuvo un suceso especial, en la fecha 15, Carlos Bianchi –que ya se había transformado en el técnico más importante de la historia del club– fue contratado por la Roma de Italia y dejó la conducción del equipo en manos de Osvaldo Piazza, quien dirigió las cuatro últimas jornadas. El 18 de agosto en el Estadio José Amalfitani ante 50 000 espectadores, igualó 0:0 con Independiente –en donde Chilavert atajó un penal clave promediando el segundo tiempo– y obtuvo el cuarto título local, consagrándose campeón por segunda vez consecutiva y aventajando por un punto, al conjunto tripero que terminó segundo. La campaña estuvo compuesta por 11 triunfos, 7 empates y una sola derrota. Se anotaron 40 tantos y se padecieron 18.
| Alineación: - José Luis Chilavert - Flavio Zandoná - Roberto Trotta - Mauricio Pellegrino - Raúl Cardozo - José Horacio Basualdo - Marcelo Herrera - Marcelo Gómez - Christian Bassedas - Patricio Camps - Fernando Pandolfi - Martín Posse - José Oscar Flores - DT: Carlos Bianchi - DT: Osvaldo Piazza |  | Bicampeón 1995 / 1996 Chilavert Zandona Trotta Pellegrino Cardozo Basualdo / Herrera Gómez Bassedas Camps Posse / Pandolfi Flores |
| Bicampeón 1995 / 1996 Chilavert Zandona Trotta Pellegrino Cardozo Basualdo / Herrera Gómez Bassedas Camps Posse / Pandolfi Flores |  | |

Resto del Plantel: Omar Asad, Héctor Banegas, Carlos Compagnucci, Pablo Cavallero, Carlos Cordone, Federico Domínguez, Fabián Fernández, Cecilio Galeano, Sandro Guzmán, Claudio Husaín, Guillermo Morigi, Sebastián Méndez, Mauricio Pellegrino, Ricardo Rentera, Rubén Rivero, Víctor Hugo Sotomayor, José Luis Sánchez.

#### Otras tres copas internacionales y campeones de todo
Previamente, a la obtención del Clausura 1996, el 24 de febrero de ese año, salió campeón de la Copa Interamericana y obtuvo su tercer título internacional, en el partido de vuelta jugado en Liniers, superó al Club Sport Cartaginés 2:0, con dos tantos de José Oscar Flores. En la ida, disputada el 17 del mismo mes, había empatado.0:0 en Costa Rica.
| Alineación: - José Luis Chilavert - Flavio Zandoná - Roberto Trotta - Sebastián Méndez - Mauricio Pellegrino - Raúl Cardozo - Marcelo Herrera - Marcelo Gómez - Guillermo Morigi - Patricio Camps - Fernando Pandolfi - Martín Posse - José Oscar Flores - DT: Carlos Bianchi |  | Copa Interamericana 1996 Chilavert Zandona Trotta / Méndez Pellegrino Cardozo Herrera Gómez Morigi Camps Posse / Pandolfi Flores |
| Copa Interamericana 1996 Chilavert Zandona Trotta / Méndez Pellegrino Cardozo Herrera Gómez Morigi Camps Posse / Pandolfi Flores |  | |

Resto del Plantel: Carlos Compagnucci, Carlos Cordone, Cecilio Galeano, Sandro Guzmán, Claudio Husaín.
Tras lograr el título del Clausura 1996, habiendo dirigido las últimas 4 fechas, fue confirmado como técnico Osvaldo Piazza, para el período 1996/97, en la cual el club se puso como prioridad obtener la Supercopa Sudamericana, y el equipo no defraudó, practicando un fútbol de alto vuelo, el más vistoso de todo el ciclo, y de manera invicta, el 4 de diciembre de 1996, se consagró campeón del trofeo continental venciendo 2:0 a Cruzeiro en un estadio Amalfitani colmado con 50 000 almas En la ida disputada en Bello horizonte, también había ganado, esa ocasión por 1:0. Para llegar a la final superó a Gremio de Porto Alegre (3:3 y 1:0), Olimpia de Paraguay (3:0 y 1:0) y Santos (2:1 y 1:1). Por su parte, Patricio Camps se consagró goleador del certamen con 4 tantos. Con el título local, la Interamericana y esta última conquista, en 1996, Vélez Sarsfield cosechó el triplete, siendo uno de los tres conjuntos de Argentina en conseguirlo.
| Alineación: - José Luis Chilavert - Flavio Zandoná - Marcelo Herrera - Víctor Hugo Sotomayor - Sebastián Méndez - Mauricio Pellegrino - Raúl Cardozo - Guillermo Morigi - Marcelo Gómez - Claudio Husaín - Christian Bassedas - Martín Posse - Patricio Camps - DT: Osvaldo Piazza |  | Campeón Supercopa 1996 Chilavert Zandona / Herrera Sotomayor / Méndez Pellegrino Cardozo Morigi Husaín Gómez Bassedas Posse Camps |
| Campeón Supercopa 1996 Chilavert Zandona / Herrera Sotomayor / Méndez Pellegrino Cardozo Morigi Husaín Gómez Bassedas Posse Camps |  | |

Resto del Plantel: Omar Asad, Héctor Banegas, Roberto Cantoro, Pablo Cavallero, Carlos Cordone, Federico Domínguez, Cecilio Galeano, Sandro Guzmán, Darío Husaín, Mario Maiorano, Fernando Pandolfi, Mario Santa Cruz.
En la Copa Libertadores 1997, luego de ganar holgadamente su grupo, quedó eliminado en octavos de final, pero ese año, alzó otra copa continental, al consagrarse campeón de la Recopa Sudamericana disputada el 13 de abril en Kōbe, Japón, luego de superar a River Plate por penales 4:2, previamente había igualado 1:1 –José Luis Chilavert de penal– en tiempo reglamentario, logrando su quinto torneo internacional.
| Alineación: - José Luis Chilavert - Flavio Zandoná - Víctor Hugo Sotomayor - Mauricio Pellegrino - Raúl Cardozo - Guillermo Morigi - Marcelo Gómez - Claudio Husaín - Christian Bassedas - Martín Posse - Patricio Camps - DT: Osvaldo Piazza |  | Campeón Recopa 1997 Chilavert Zandona Sotomayor Pellegrino Cardozo Morigi Husaín Gómez Bassedas Posse Camps |
| Campeón Recopa 1997 Chilavert Zandona Sotomayor Pellegrino Cardozo Morigi Husaín Gómez Bassedas Posse Camps |  | |

Resto del Plantel: Omar Asad, Pablo Cavallero, Carlos Compagnucci, Sergio Goycoechea, Sandro Guzmán, Marcelo Herrera, Sebastián Méndez, Fernando Pandolfi.
En el ámbito local, en esa temporada, ocupó el puesto décimo tercero en el Apertura 1996, aunque hay que aclarar que fue jugado con un equipo alternativo dado que lo disputó paralelamente a la Supercopa, fue por ello que debutaron varios juveniles, entre ellos el polifuncional Fabián Cubero, quien con los años se convertiría en el futbolista con mayor cantidad de presencias y de temporadas en la primera del club, y como aún se encuentra en actividad, representando a «El Fortín», su récord se sigue incrementando. A su vez, en el Clausura 1997, realizó un aceptable torneo y terminó quinto. En dicho certamen se produjo un hecho inédito, Vélez Sarsfield el domingo 2 de marzo, tuvo que enfrentar dos partidos oficiales, uno por la competencia doméstica, en donde perdió 2:0 con suplentes ante Racing Club, en Avellaneda, y el otro por la Copa Libertadores frente a Emelec en Guayaquil, en donde ganó 3:2 con los titulares. En lo institucional, el 2 de noviembre de 1996, Raúl Gámez, fue elegido presidente por primera vez, y para el ciclo lectivo de 1997, el Instituto Dalmacio Vélez Sarsfield incorporó educación: inicial, primaria y secundaria.

#### El equipo del "Loco" Bielsa, y el quinto título local
Para la temporada 1997/98, se decidió contratar a Marcelo Bielsa, como entrenador, pero en el primer semestre del ciclo, el equipo no cubrió las expectativas. En la Supercopa, perdió tres partidos –incluido uno por goleada por 5:1, frente a São Paulo–, empató dos y triunfó en apenas uno, quedando último en su grupo. Y aunque en el Apertura terminó quinto, nunca estuvo cerca de pelear el torneo.
Sin embargo, de la mano de "el loco" Bielsa, en el Clausura 1998, Vélez Sarsfield se consagró campeón, por quinta vez en su historia, de manera holgada, con un fútbol directo y audaz, siendo puntero del torneo desde la primera fecha (y de manera exclusiva desde la tercera jornada) y haciendo el récord de puntos del club en torneos cortos, incluso el mayor registro del fútbol Argentino, aunque luego fuera superado, quedando como el segundo en dicho rubro. El plantel estuvo integrado por la base jugadores que participaron en la época dorada, a los que se sumaron, entre otros juveniles, Fabián Cubero y los debutantes Lucas Castromán –quien fue titular más de la mitad del certamen– y Rolando Zárate –el segundo de la dinastía de hermanos–. obtuvo el título, el 31 de mayo en el estadio José Amalfitani, en donde derrotó 1:0 (Martín Posse) a Huracán en la anteúltima fecha, aventajando por seis puntos (46 sobre 40) al subcampeón Lanús. La campaña se conformó con 14 victorias, 4 empates y 1 caída, 39 tantos a favor y 14 en contra.
| Alineación: - José Luis Chilavert - Flavio Zandoná - Sebastián Méndez - Víctor Hugo Sotomayor - Mauricio Pellegrino - Raúl Cardozo - Lucas Castromán - Claudio Husaín - Carlos Compagnucci - Christian Bassedas - Martín Posse - Patricio Camps - Carlos Cordone - Darío Husaín - DT: Marcelo Bielsa |  | Campeón Clausura 1998 Chilavert Zandona Méndez / Sotomayor Pellegrino Cardozo Castroman / C. Husaín Compagnucci Bassedas Camps D. Husaín / Cordone Posse |
| Campeón Clausura 1998 Chilavert Zandona Méndez / Sotomayor Pellegrino Cardozo Castroman / C. Husaín Compagnucci Bassedas Camps D. Husaín / Cordone Posse |  | |

Resto del Plantel: Cristian Bardaro, Juan Batalla, Martín Bernacchia, Rodrigo Bilbao, Pablo Cavallero, Fabián Cubero, Ariel De Lafuente, Federico Domínguez, Ariel Ercoli, Juan Carlos Falcón, Marcelo Gómez, Roy González, Guillermo Morigi, Fernando Pandolfi, Omar Ríos, Rolando Zárate.

### El ocaso del gran equipo (período 1998/99-1999/2000)
Pese a sufrir varios recambios durante la época dorada –se lesionaron gravemente Víctor Hugo Sotomayor y Omar Asad, y emigraron: Walter Pico y Esteban González en 1994; Héctor Almandoz, José Basualdo y Roberto Pompei en 1995; Roberto Trotta y José Oscar Flores en 1996; y Marcelo Gómez en 1998–, el rendimiento del equipo nunca se resintió, pero a partir del período 1998/99, el funcionamiemto empezó a decaer. Sin embargo, ya sin Marcelo Bielsa y con la dirección técnica de Eduardo Solari, tuvo un buen inicio de temporada, como campeón de la Argentina, ganó la edición amistosa de la Copa Río de la Plata –hasta 1947 era un trofeo rioplatense oficial reconocido por la AFA y la AUF– venciendo 3:1 a Nacional de Montevideo en el propio estadio Centenario, ratificando su trascendencia e importancia dentro del ámbito local e internacional al obtener todos los títulos locales e internacionales posibles hasta el momento.
Además en el arranque del Apertura 1998 –en donde Mauricio Pellegrino disputó apenas dos encuentros dado que fue vendido al Baecelona de España–, estuvo hasta la octava fecha sin conocer la derrota, y como no había sido vencido desde la misma jornada del Clausura de ese año, se consumó la mayor serie invicta de Vélez Sarsfield a nivel local con 19 partidos, luego el equipo tuvo un pronunciado bajón futbolístico y finalizó en la undécima posición. En ese semestre también participó de la primera edición de la Copa Mercosur en la que fue eliminado en cuartos de final. En dicho certamen internacional no perdió en los 4 primeros cotejos y de esta manera logró su mayor período sin caídas en todas las complacencias, al llegar a 23 encuentros, sumando los 19 del ámbito doméstico.
En la Copa Libertadores 1999 tuvo aceptable desempeño, ganó el grupo 2 y en octavos de final venció a Universitario de Perú, pero en cuartos quedó afuera ante River Plate. Paralelamente disputó el Torneo Clausura, en donde ocupó la décima tercera posición.
Previo al inicio del ciclo 1999/2000, se dejó en libertad de acción a dos de los jugadores más emblemáticos de la época dorada, Víctor Hugo Sotomayor y Raúl Cardozo, en el mismo, el equipo fue eliminado en primera fase de la Copa Mercosur, y en el Apertura salió séptimo pero muy lejos del campeón. En dicho certamen, Flavio Zandoná, jugó sus últimos nueve cotejos en el club, y en la fecha 16, José Luis Chilavert anotó un hat-trick en la victoria 6:1 frente a Ferro y estableció un récord mundial para el puesto de arquero. Por su parte en el Clausura, se ubicó séptimo, a seis puntos del primero, redondeando un buen campeonato, en el mismo tuvo una gran arremetida final, en la que ganó los últimos cinco partidos y clasificó a la Copa Libertadores 2001, al conseguir la quinta posición de la tabla acumulada. En este torneo, Christian Bassedas, al ser vendido al fútbol Inglés, se puso por última vez la "V" azulada. En lo institucional el 13 de noviembre de 1999 Eduardo Mousseaud fue elegido presidente y en los últimos meses la temporada se finalizaron las obras de la la Villa Olímpica, que estaría operativa a partir de la siguiente.
Esta década marcó el despegue futbolístico del Club, que en lo institucional y social ya era modelo, pero por diversas razones no podía consumar en títulos el dominio que tenía en muchos aspectos sobre el resto de sus pares. Los cuatro campeonatos locales y las cinco copas internacionales (incluidas la Libertadores y la Intercontinental de 1994), pusieron a Vélez Sarsfield a la altura de los grandes de Argentina y también de Sudamérica. Pero la supremacía no solamente se marcó en logros, también en los números, de los 19 certámenes disputados a nivel doméstico, en 12 estuvo entre los 5 primeros (además de los 4 títulos, salió 2 veces subcampeón, 2 tercero, 3 cuarto y una quinto), y en muchos de los que estuvo lejos de la pelea, fue por darle relevancia a las competencias internacionales. Carlos Bianchi adoptó el verbo provagar y "continúo con el camino emprendido” por generaciones precedentes, logrando asociar el protagonismo histórico con la obtención de triunfos deportivos, incluso luego de su partida. Pero además de éxitos futbolísticos, siguieron los otros, esos que hicieron a la institución grande mucho tiempo antes, el más trascendental de todos fue incorporar al patrimonio, las 19 hectáreas en donde hoy está instalada la Villa Olímpica.

## Década de 2000

### La transición y el campeonato económico (período 2000/01-2003/04)
La temporada 2000/01 arrancó, con José Luis Chilavert como único sobreviviente del gran equipo que fuera campeón de América y del mundo en 1994, sin embargo el arquero paraguayo jugó apenas 8 partidos en Torneo Apertura 2000, dado que luego de una asamblea de socios, en la que participó como tal, pidió que se lo deje en libertad de acción para continuar su carrera en el Racing Estrasburgo, francés, y pese a que ningún hincha quería la partida del ídolo indiscutido de la era dorada, y uno de los más importantes de toda la historia del club, la deuda que se tenía con el jugador y sus deseos, hicieron que su pedido fuera satisfecho. En dicho torneo el equipo salió sexto y en la copa Mercosur, en donde jugaron por única vez juntos los hermanos Sergio y Rolando Zárate, fue eliminado en primera fase.
Por su parte en el segundo semestre del ciclo, en la Copa Libertadores 2001, no superó la etapa de grupos, al perder de local el último partido de la zona frente a Rosario Central. En el Clausura de ese año el equipo tampoco tuvo un buen certamen y finalizó octavo. Sin embargo, fue suficiente para clasificar a la Copa Libertadores 2002. En la ante última fecha, debutó el canterano Leandro Somoza. En esta temporada, Vélez Sarsfield comenzaba una etapa de transición, producto de la disolución del exitoso equipo de la década anterior y de una crisis financiera.
Para el período 2001/02, se incorporaron entre otros futbolistas el defensor Fabricio Fuentes y el arquero Gastón Sessa, además se produjo el retorne de una de las glorias del club José Basualdo, y debutaron varios juveniles, entre ellos Leandro Gracián, Jonás Gutiérrez y Roberto Nanni. Pero en el primer semestre el equipo tuvo una actuación decepcionante, ocupó el puesto quince en el Torneo Apertura y en la copa Mercosur, fue nuevamente eliminado en primera ronda. En la segunda mitad de la temporada, aunque no pasó la fase de grupos en la Copa Libertadores, mejoró su rendimiento en el ámbito doméstico y finalizó noveno en el Clausura.
Ya con la conducción técnica de Carlos Ischia –exayudante de campo de Carlos Bianchi en su ciclo como entrenador del club–, quien se había hecho cargo del equipo las últimas fechas del torneo anterior y sin competencias internacionales por jugar, en la temporada 2002/03, el equipo levantó su nivel futbolístico y finalizó quinto el Torneo Apertura 2002. En el segundo certamen, el Clausura 2003, con un plantel lleno de juveniles tuvo una destacada actuación, lo peleó con River Plate y Boca Juniors, y aunque en las últimas jornadas tuvo una merma en su rendimiento, producto de la inmadurez de muchos de sus jugadores, se subió al podio, al terminar tercero. En lo dirigencial, el 9 de noviembre de 2002, Raúl Gamez, fue elegido presidente por segunda vez, quien bajo el lema: "vengo a ganar el campeonato económico", se propuso solucionar el problema financiero del club.
En la temporada 2003/04, tuvo otro primer semestre para el olvido, ya desde el inicio se palpaba eso, de hecho fue eliminado de la Copa Sudamericana 2003 al ser vencido por Colón (SF) en los dos partidos de la ronda inicial. Por su parte, en el Apertura de ese año, también perdió en las cuatro primeras fechas –es decir entre ambos certámenes fue derrotado en seis encuentros consecutivos– y aunque logró salir del fondo de la tabla, la actuación fue muy pobre y terminó décimo quinto. Lo único a destacar en el mencionado torneo, fue el retorno al club de Rolando Zárate y la aparición de tres juveniles, el lateral Ariel Broggi, el volante Marcelo Bravo y el delantero Juan Manuel Martínez, una de las grandes promesas de inferiores.
Para la segunda mitad del ciclo se produjo el regreso más esperado por los "fortineros", dado que José Luis Chilavert, se volvió a calzar el buzo de arquero de la institución, y si bien, disputó solo la Copa Libertadores 2004, en donde el equipo quedó afuera en la fase de grupos –séptima eliminación seguida en dicha instancia en competencias internacionales, seis en esta década y una en la anterior–, el gran ídolo se retiró del fútbol vistiendo los colores de Vélez Sarsfield. En el Clausura de ese año, realizó un buen campeonato y finalizó en la quinta colocación, en donde Rolando Zárate se consagró como goleador al convertir 13 tantos, y su hermano Mauro, el tercero de la dinastía, debutó en primera división. En lo edilicio, el 24 de junio de 2004, se firmó la compra de los terrenos en donde se ubica la Villa Olímpica.

### Tras el fracaso del Apertura, en el Clausura logra su sexto título (2004/05)
Con la situación financiera encaminada, sin copas internacionales y con un plantel de jóvenes jugadores pero con varios torneos disputados, encaró la temporada 2004/05, con el objetivo de pelear el campeonato, en el Apertura, un certamen muy desteñido en general, bajo la conducción técnica de Alberto Fanesi, sin tener un juego destacado, peleó hasta la última fecha el título con Newell's Old Boys. A dicha jornada llegó tres puntos por debajo del equipo Rosarino, consecuentemente, Vélez Sarsfield debía esperar una derrota del conjunto "Rojo y Negro" y ganar su partido para jugar un desempate, y mientras el puntero (y luego campeón) perdió contra Independiente de visitante, «El Fortín», de local, dejó escapar la chance de forzar el cotejo adicional, al no pasar del empate en uno, ante el tibio Arsenal, conformándose con un frustrante segundo puesto.
Para el segundo certamen del ciclo, el Clausura 2005, Vélez Sarsfield, tras siete años de sequía, se consagró campeón por sexta vez en su historia, dirigido tácticamente por Miguel Ángel Russo, practicando un fútbol dinámico y por momentos lujoso, con un plantel conformado en su gran mayoría por jugadores de las divisiones inferiores que promediaban los 25 años de edad (Fabián Cubero, Jonás Gutiérrez, Leandro Somoza, Marcelo Bravo, Leandro Gracián, Rolando Zárate, Lucas Castromán y Juan Manuel Martínez, entre otros), más el aporte de Gastón Sessa y Fabricio Fuentes, únicos habituales titulares que no habían surgido de la cantera del club.
Comenzó mal el certamen, al no ganar en las primeras 3 fechas, pero en la cuarta derrotó 2:1 a Lanús de visitante, luego de ir en desventaja, a partir de ahí empezó una racha de 12 partidos invicto que lo depositaron en la punta, de la cual no se bajó más. consiguió el título una jornada antes de finalizar el campeonato, venciendo el 26 de junio, en el estadio Amalfitani, por 3:0 a Estudiantes de La Plata con goles de Fabián Cubero, Rolando Zárate y Lucas Castromán (casualmente los únicos sobrevivientes del Clausura 1998, último logro del club en su época dorada) ante 50.000 espectadores. Se adjudicó el sexto galardón local en la historia, ampliamente festejado por su afición, con 39 puntos, producto de 11 victorias, 6 empates y 2 caídas, 32 tantos a favor y 14 en contra, sacándole una amplia ventaja, de seis unidades al segundo, Banfield.
| Alineación: - Gastón Sessa - Fabián Cubero - Fabricio Fuentes - Maximiliano Pellegrino - Ariel Broggi - Marcelo Bustamante - Jonás Gutiérrez - Leandro Somoza - Marcelo Bravo - Leandro Gracián - Lucas Castromán - Juan Manuel Martínez - Rolando Zárate - DT: Miguel Ángel Russo |  | Campeón Clausura 2005 Sessa Cubero Fuentes Pellegrino Broggi / Bustamante Gutiérrez Somoza Bravo Gracián Castromán / Martínez Zárate |
| Campeón Clausura 2005 Sessa Cubero Fuentes Pellegrino Broggi / Bustamante Gutiérrez Somoza Bravo Gracián Castromán / Martínez Zárate |  | |

Resto del Plantel: Federico Arias, Pablo Batalla, Santiago Bianchi, Maximiliano Bustos, Emanuel Centurión, Santiago Ladino, Darío Ocampo, Hernán Pellerano, Sebastián Peratta, Sergio Sena, Mariano Uglessich, Mauro Zárate.

### Sin logros deportivos (período 2005/06-2008)
En la temporada 2005/06, tuvo un gran primer semestre que no se vio coronado con logros, en la Copa Sudamericana 2005, entró de manera directa a segunda fase y eliminó sucesivamente a Cruzeiro de Brasil y al América de México, para llegar a semifinales, allí cayó derrotado por el también Azteca, Pumas de la UNAM. Y en el Apertura de ese año finalizó tercero, en otra buena campaña que acabó de afianzar al club en el quinto lugar de la tabla histórica de puntos obtenidos desde el inicio del profesionalismo. En la fecha 3 de dicho Torneo, Vélez Sarsfield consiguió igualar la máxima goleada histórica en condición de visitante (lograda en 1946 en el Clásico del Oeste) al derrotar a Gimnasia y Esgrima La Plata.0-6. En ese partido jugó por última vez al fútbol profesional Marcelo Bravo, a quien se le detectó una hipertrofia cardiovascular, que le impidió seguir realizando deporte de alto rendimiento. En lo dirigencial, el 6 de noviembre fue elegido presidente Álvaro Balestrini.
Para la segunda mitad del ciclo se dio prioridad a la Copa Libertadores 2006, y el equipo tuvo una gran rueda de grupos, clasificando primero en la general. En octavos venció a Newell's Old Boys, pero en cuartos de final fue eliminado por las Chivas Rayadas del Guadalajara. En el cotejo de vuelta de la serie, fue acompañado por 40.000 fortineros que pese a la derrota aplaudieron al equipo. En dicha competencia Sebastián Ereros, con 6 tantos se convirtió en uno de sus goleadores. En el Clausura de ese año, jugado paralelamente a la copa, ocupó el décimo lugar.
Para el ciclo 2006/07 quedaban pocos de los jugadores campeones en 2005, y se trajeron algunos refuerzos, entre ellos, el lateral Emiliano Papa, para afrontar la doble competencia. En la Copa Sudamericana 2006, el equipo quedó eliminado en primera ronda, y el Apertura de ese año tuvo un aceptable torneo y se ubicó séptimo, gracias al aporte de Mauro Zárate, quien además de explotar definitivamente como futbolista, se consagró goleador con 12 conquistas. Para el segundo semestre, se vendió a Fabián Cubero a México y debutaron varios juveniles, entre los que se destacaron Ariel Cabral y Jonathan Cristaldo. Teniendo nuevamente dos torneos que disputar, Vélez Sarsfield le dio prioridad a la Copa Libertadores 2007, en donde fue eliminado en octavos de final. Por su parte en el Clausura finalizó en la décima posición. Además hay que destacar que tres integrantes del plantel (Ariel Cabral, Mauro Zárate y Damián Escudero) fueron convocados a la Selección sub-20 de Argentina para la Copa Mundial de la categoría, en donde la "albiceleste" se consagró campeón.
La venta de Mauro Zárate, trajo un flujo de dinero importante a la institución y con ello, varias incorporaciones para el inicio de la temporada 2007/08, los más importantes Santiago Silva y Víctor Zapata, pero en el Apertura 2007, el equipo nunca encontró el rumbo y terminó en un pobre décimo puesto. Pero en el Clausura 2008, mejoró su rendimiento y redondeó un aceptable torneo en el que finalizó quinto. Para el mismo incorporó el arquero Germán Montoya y debutaron varios futbolistas de inferiores, entre los que se destacaron Nicolás Otamendi, Ricardo Álvarez, Gastón Díaz e Iván Bella, Pero sin dudas el hecho más recordado y doloroso de ese certamen, fue que el 15 de marzo, previo al encuentro que se debía disputar por la sexta fecha frente a San Lorenzo –y que fuera suspendido–, murió de un balazo Emmanuel Álvarez, hincha del club que se trasladaba al Nuevo Gasómetro para ver a su querido Vélez Sarsfield.
Para el primer semestre del período 2008/09, se incorporaron, el goleador uruguayo Hernán Rodrigo López y al arquero Marcelo Barovero, además retornaron al club, Fabián Cubero, Emiliano Papa, Leandro Somoza, Juan Manuel Martínez y Roberto Nanni. Pese a todos los refuerzos, en el Torneo Apertura el equipo tuvo un mediocre campeonato y finalizó en noveno lugar. En lo institucional, hacia fines de 2008, se inauguró el complejo acuático en el polideportivo, el 8 de octubre, y un mes después, el 8 de noviembre, fue elegido presidente Fernando Raffaini.

### El comienzo de otra era exitosa y el centenario del club (período 2009-2009/10)

#### Campeón por séptima vez

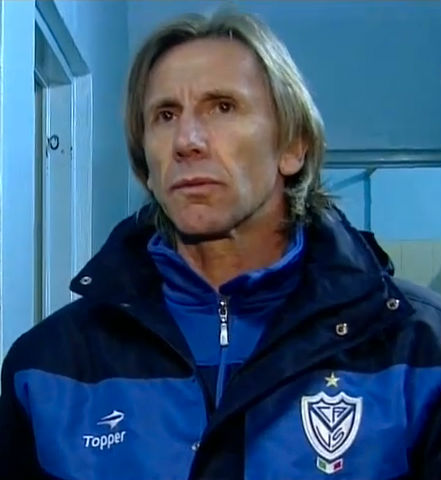
Ricardo Gareca, técnico campeón del Clausura 2009, Clausura 2011, Inicial 2012 y Campeonato 2012/13.

La nueva dirigencia, en diciembre de 2008, decidió contratar a Christian Bassedas, como asesor futbolístico, una de las glorias de era dorada, quien a su vez, recomendó la incorporación a la dirección técnica del "Tigre" Ricardo Gareca, antiguo compañero de él en sus inicios, referente como jugador de la institución a fines de los años '80 y principios de los '90 y reconocido hincha de Vélez. En el segundo certamen de la temporada 2008/09, el Clausura 2009, practicando un fútbol atildado y moderno, con incorporaraciones de la talla de Maximiliano Morález, Sebastián Domínguez, Joaquín Larrivey y Franco Razzotti, que se sumaron al plantel existente, integrado ente otros por Germán Montoya, Fabián Cubero, Nicolás Otamendi, Emiliano Papa, Víctor Zapata, Jonathan Cristaldo y Hernán Rodrigo López, «El Fortín» se consagró campeón por séptima ocasión a nivel nacional.
Desde el inicio de la campaña, el equipo estuvo entreverado en los primeros puestos, y se mantuvo invicto los 13 primeros partidos. En la fecha undécima, dio una muestra de carácter, que fue clave para la consagración, ganó 4:2 en Santa Fe contra Colón –que marchaba segundo– luego de irse derrotado 2:0 al entretiempo, y por obra de la casualidad debió enfrentar a los otros contendientes al título, en las últimas dos fechas. Llegó a la anteúltima como líder, pero al igualar 1:1 en cancha de Lanús contra el local, fue superado, por una unidad, por Huracán, su próximo rival. En la fecha siguiente, Vélez Sarsfield enfrentó al conjunto de Parque Patricios, que con el empate lograba el certamen. Sin embargo, el 5 de julio en un encuentro que tuvo muchos condimentos, incluso una suspensión de 26 minutos por caída de granizo, en el estadio José Amalfitani se revirtió la situación y con gol de Maximiliano Morález, a siete minutos del pitazo final, «El Fortín» venció 1:0 y se coronó nuevamente como campeón del fútbol Argentino, ante más de 40 000 fortineros. Finalizó con 40 puntos gracias a 11 triunfos, 7 igualdades y 1 derrota, con 29 goles a favor y 13 en contra.
Por su parte, Germán Montoya en el arco obtuvo el Premio Ubaldo Matildo Fillol oficializado por la AFA por tener la valla menos vencida. Además, por motivo de esta consagróción y sosteniendo su reconocimiento en el fútbol internacional, el Fútbol Club Barcelona invitó a la institución a participar del mítico Trofeo Joan Gamper, no obstante la propuesta fue rechazada por superposición de calendarios.

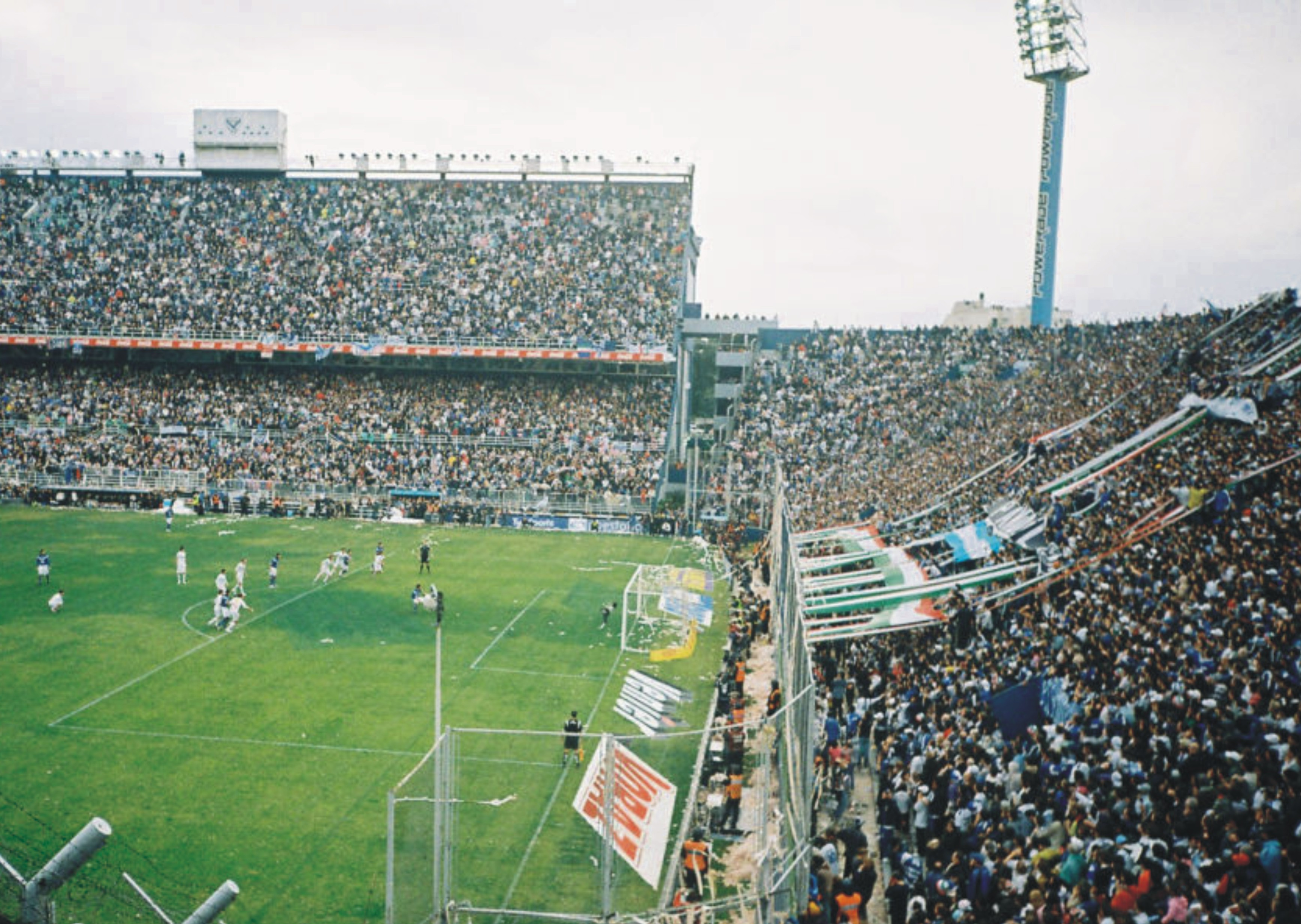
Imagen del estadio José Amalfitani en el partido entre Vélez Sarsfield y Huracán, por la última fecha del Torneo Clausura 2009. El partido terminó con triunfo de Vélez por 1-0, lo que le dio el séptimo título local al club.

| Alineación: - Germán Montoya - Fabián Cubero - Gastón Díaz - Sebastián Domínguez - Nicolás Otamendi - Emiliano Papa - Nicolás Cabrera - Franco Razzotti - Víctor Zapata - Maximiliano Morález - Jonathan Cristaldo - Joaquín Larrivey - Hernán Rodrigo López - DT: Ricardo Gareca |  | Campeón Clausura 2009 Montoya Cubero / Díaz Domínguez Otamendi Papa Cabrera / Cubero Razzotti Zapata Morález Cristaldo / Larrivey López |
| Campeón Clausura 2009 Montoya Cubero / Díaz Domínguez Otamendi Papa Cabrera / Cubero Razzotti Zapata Morález Cristaldo / Larrivey López |  | |

Resto del Plantel: Ricardo Álvarez, Marcelo Barovero, Iván Bella, Mariano Bíttolo, Ariel Cabral, Leandro Coronel, Juan Manuel Martínez, Roberto Nanni, Darío Ocampo, Leonardo Piris, Waldo Ponce, Marco Torsiglieri, Leandro Velázquez.
Durante la temporada 2009/10, Vélez Sarsfield, además de afrontar cuatro competencias, cumplió su centenario de vida, por lo que la misma estuvo envuelta en los preparativos y festejos del gran acontecimiento. En lo estrictamente futbolístico, en el primer semestre, que se encaró con muchas expectativas, dado el campeonato logrado, apenas finalizó quinto en el Apertura 2009, y fue eliminado en cuartos de final de la Copa Sudamericana del mismo año. En la segunda mitad del ciclo, en donde se produjo el retorno de Santiago Silva, tras su préstamo a Banfield, el objetivo primordial fue la Copa Libertadores 2010, en la cual llegó a octavos de final. Por su parte en el Clausura, ocupó el décimo lugar.

#### Centenario
El 1 de enero de 2010 se cumplieron los primeros 100 años de vida del Club Atlético Vélez Sarsfield. Por tal motivo la Institución, desde la Comisión Directiva, Comisión del Centenario –formada para la ocasión y compuesta por las distintas fracciones políticas–, socios e hinchas, realizaron diversas tareas acordes a los festejos alusivos a tal extraordinaria conmemoración, las cuales fueron previstas durante todo el año calendario. Esta evocación trascendió el ámbito partidario al ser reconocida por organismos nacionales, tales como el Congreso de la Nación Argentina, el cual se adhirió a los actos por el Centenario expresando que Vélez Sarsfield fue "una institución que enorgullece a los argentinos". Por su parte, el Correo Oficial de la República Argentina presentó un "Entero Postal" alusivo con adhesión de la Federación Argentina de Entidades Filatélicas y se realizaron diversas publicaciones nacionales referidas al importante acontecimiento, tal fue el caso de la revista El Gráfico, los diarios Clarín, Página 12, La Nación, y otras publicaciones gráficas o literarias.
En esta tesitura, la AFA y la CONMEBOL acompañaron y felicitaron oficialmente a la Institución por el Centenario y reconocieron su trascendencia en Argentina y América del Sur.

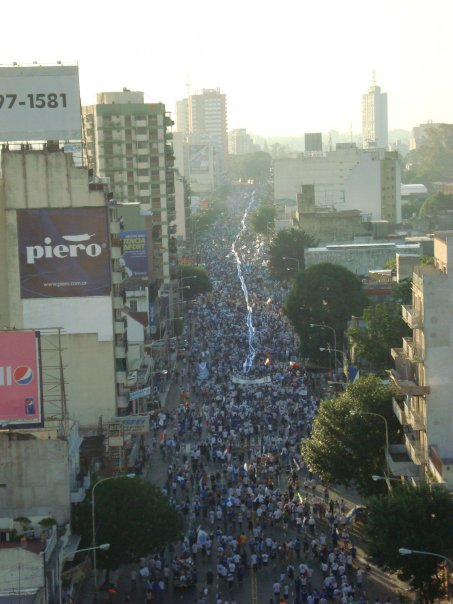
Una multitud realizó la "Caravana del Centenario"

El día previo al aniversario, el 31 de diciembre de 2009 a la noche, se ofreció una impresionante cena de "Fin de Año", limitada para 2000 personas, en las instalaciones del polideportivo. Posteriormente, en la madrugada, los festejos, ya sin restricciones, se trasladaron hasta el acceso principal de la sede, en la Avenida Juan B. Justo, en donde se le brindó un show de fuegos artificiales, a miles de hinchas.
En la tarde del 1 de enero, se realizó una multitudinaria y festiva caravana desde el barrio de Floresta, lugar donde fue fundado el Club, precisamente desde la estación ferroviaria homónima (ex "Vélez Sarsfield"), pasando por Villa Luro y que llegó hasta la actual ubicación de la cancha en el barrio de Liniers. Cerca de 70 000 socios y simpatizantes, provenientes de todo el país y del exterior, efectuaron el recorrido de casi 4 kilómetros por la Avenida Rivadavia acompañando las carrozas y banderas alusivas a los primeros 100 años de vida del "Fortín".
El Domingo 26 de septiembre se efectió la "Fiesta Magna del Centenario" en el estadio José Amalfitani ante más de 40 000 concurrentes. En la misma, durante 5 horas, la historia y el presente se conjugaron en un solo sentimiento. En ella se exhibieron todas las actividades deportivas, culturales e incluso educativas de la institución, además de la proyección de imágenes históricas y relatos de personajes significativos. También se homenajeó a diversos jugadores destacados y campeones de Fútbol y se presentaron los conciertos musicales de "Champion’s Liga", Adrián Otero –reconocido hincha de Vélez– y "Los Auténticos Decadentes"; cerrando la celebración, un show de fuegos artificiales para conmemorar el siglo glorioso del Fortín.
El miércoles 1 de diciembre, a cumplirse 16 años de la obtención del máximo logro deportivo del club, la Copa Intercontinental 1994, se rememoró la final contra el AC Milan con protagonistas de ambos equipos ante 30 000 espectadores. Dicho encuentro promocionado como "El partido del Centenario, el desafío de las glorias", tuvo al mismo vencedor que en aquella oportunidad, pues Vélez Sarsfield ganó 1 a 0 con gol de Fernando Pandolfi.
Para terminar los festejos, la "Subcomisión del Hincha" organizó una fiesta en un local nocturno de Ramos Mejía, que desbordó los 2.000 lugares disponibles. Hubo música, baile, grupos musicales, videos, invitados especiales y toda la pasión aportada por los fortineros presentes.
En esta década, el club llegó a sus primeros 100 años de vida siendo una de las instituciones más importantes del país, tanto socialmente como deportivamente. El desarrollo estructural que comenzó en 1943, afianzando con el transcurso del tiempo, que tuvo su correlato futbolístico recién 50 años después –reafirmado en este período con dos nuevos títulos y el comienzo de otro ciclo exitoso que seguiría en la década siguiente–, hizo que Vélez Sarsfield se transforme en un gigante de Argentina.

## Década de 2010

### La huella del "Tigre", y el fin de otro gran ciclo (período 2010/11-2013/14)

#### La campaña merecía más que un subcampeonato
En lo deportivo, en el segundo semestre de 2010, «El Fortín» disputó la Copa Sudamericana –en donde fue eliminado en primera fase–, y el Apertura, primer competición de la temporada 2010/11 del fútbol Argentino. En dicho certamen, Vélez Sarsfield, tuvo una destacada actuación, jugando el fútbol más vistoso de todo el ciclo de Ricardo Gareca, realizó una campaña de campeón al obtener 43 puntos –el mejor registro del "Tigre" como entrenador y segundo del club en torneos cortos–, que no alcanzan para lograr el título y se debió conformar con la segunda posición, dado que Estudiantes de La Plata, con quién peleó hasta la jornada final, cosechó 2 unidades más. Es para destacar que a partir de la décima fecha –en la goleada 6-0 a Colón– se mantuvo invicto por los últimos 10 partidos ganando 8 y empatando los 2 restantes. Por su parte Santiago Silva se consagró, goleador del certamen con 11 tantos y Marcelo Barovero obtuvo el Premio Ubaldo Matildo Fillol, oficializado por la AFA, por valla menos vencida.
En la pretemporada de verano de 2011, participó de un nuevo torneo internacional de carácter amistoso en la Ciudad de Montevideo junto a Libertad de Paraguay y los locales Peñarol y Nacional.

#### Octavo título local y semifinalista de América

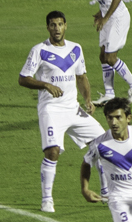
Sebastián Domínguez y Emiliano Papa

Para la segunda mitad del período 2010/11, Ricardo Gareca, decidió pelear tanto el plano nacional como internacional, quedándose a las puertas de hacer doblete. Con la base del plantel formado en 2009, más las incorporaciones de David Ramírez, Augusto Fernández y Fernando Ortiz –estos dos últimos estaban en el club desde el Apertura 2010– y el afianzamiento de algunos juveniles como Ricardo Álvarez y Héctor Canteros, se consagró campeón del Clausura 2011, logrando el octavo título local de su historia, pero en la Copa Libertadores perdió en semifinales con Peñarol de Uruguay por la regla del gol de visitante, en cuya serie le anularon dos tantos lícitos. En el certamen continental, clasificó segundo en su grupo, y eliminó en octavos y cuartos de final a Liga de Quito (5:0 en los 180 minutos) y Libertad de Paraguay (7:2 en el global), respectivamente.
Por su parte, en el torneo local, en donde formó varias veces con un equipo alternativo, alcanzó la punta en la fecha 10 y no la abandonó más. El 12 de junio, en la anteúltima jornada, logró imponerse, en un partido a puertas cerradas, ante Huracán en el estadio Tomás Duco por 2 a.0 con goles de Santiago Silva y de David Ramírez de penal y se coronó por octava vez. El encuentro final se disputó en el estadio José Amalfitani ante 45 000 fortineros que se reunieron para celebrar el nuevo título obtenido, en el mismo, derrotó a Racing Club por 2 a 1 –Víctor Zapata y Augusto Fernández–. La campaña, de 39 puntos, se conformó con 12 victorias, 3 empates y 4 derrotas, con 36 goles a favor y 17 en contra. Marcelo Barovero, a su vez, obtuvo nuevamente el Premio Ubaldo Matildo Fillol.
| Alineación: - Marcelo Barovero - Fabián Cubero - Sebastían Domínguez - Fernando Ortiz - Emiliano Papa - Augusto Fernández - Franco Razzotti - Héctor Canteros - Víctor Zapata - Maximiliano Morález - Ricardo Álvarez - Juan Manuel Martínez - Santiago Silva - DT: Ricardo Gareca |  | Campeón Clausura 2011 Barovero Cubero Domínguez Ortiz Papa Fernández Razzotti / Canteros Zapata Morález / Álvarez Martínez Silva |
| Campeón Clausura 2011 Barovero Cubero Domínguez Ortiz Papa Fernández Razzotti / Canteros Zapata Morález / Álvarez Martínez Silva |  | |

Resto del Plantel: Iván Bella, Mariano Bíttolo, Leandro Desábato, Gastón Díaz, Guillermo Franco, Maximiliano Giusti, Germán Montoya, David Ramírez, Ezequiel Rescaldani, Juan Ignacio Sills, Fernando Tobio, Agustín Vuletich.
En el primer semestre de la temporada 2011/12 encaró nuevamente dos competiciones, en la internacional, la Copa Sudamericana, eliminó sucesivamente a Argentinos Juniors, Universidad Católica de Chile e Independiente Santa Fe de Colombia, pero en semifinales cayó ante la Liga de Quito. En tanto que en el ámbito local, finalizó tercero el Apertura. En la segunda mitad del ciclo, en la Copa Libertadores 2012 ganó su grupo, venció en octavos de final Atlético Nacional de Medellín, pero fue derrotado por penales por el Santos de Brasil, en cuartos. En el Clausura de ese año, volvió a ocupar el tercer lugar. Además en este período la Asociación del Fútbol Argentino reeditó la Copa Argentina, y el equipo llegó a dieciseisavos de final. En lo dirigencial, el 11 de noviembre de 2011 Miguel Callelo fue elegido presidente.

#### Dos títulos en una temporada, para llegar a 10 campeonatos locales

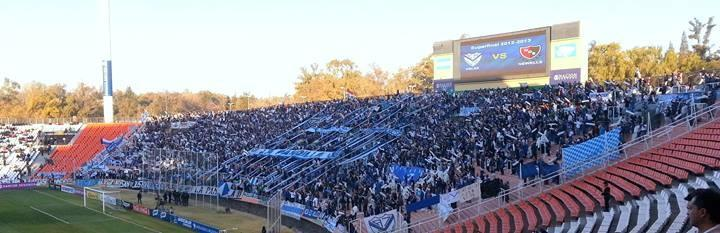
Más de 15.000 hinchas Fortineros en el estadio de la Provincia de Mendoza.

La Asociación del Fútbol Argentino, realizó una nueva modificación los torneos, para la temporada 2012/13, además de renombrar los mismos, estableció una nueva modalidad de disputa, constaba de dos fases de una misma competencia y que ambos ganadores de cada una, se enfrentaban en una final, en cancha neutral, cuyo vencedor se consagraba campeón del Campeonato de Primera División 2012/13. Finalmente, el 24 de octubre de 2012, con el certamen comenzado, mediante una resolución del Comité Ejecutivo, se determinó que los vencedores de ambas etapas serían proclamados igualmente campeones, consecuentemente se otorgaron tres títulos en el ciclo.
Vélez Sarsfield transfirió a varios futbolistas importantes –como Augusto Fernández, Juan Manuel Martínez, Fernando Ortiz, Víctor Zapata, Marcelo Barovero, Héctor Canteros, entre otros– lo cual hazo pensar a la prensa y al mundo futbolístico que el equipo tendría un Inicial 2012 de transición, sin embargo con el aporte de tres históricos como Fabián Cubero, Sebastián Domínguez y Emiliano Papa, más las incorporaciones de Lucas Pratto –llegado a principio de año–, Facundo Ferreyra, Sebastián Sosa, Federico Insúa y Francisco Cerro, y la participación de varios juveniles como Fernando Tobio, Iván Bella y Gino Peruzzi, «El Fortín», nuevamente de la mano de Ricardo Gareca, se consagró campeón por novena vez en el profesionalismo Argentino.
Tras un buen arranque, en la mitad del certamen perdió dos partidos seguidos y quedó alejado de la punta, pero a partir de allí, ganó 8 cotejos de los nueve restantes y se quedó con el certamen. Se consagró el 2 de diciembre, en la anteúltima fecha, tras vencer 2-0 a Unión en el estadio José Amalfitani, ante 40 000 fortineros, con dos tantos de Facundo Ferreyra.
Cosechó 41 unidades, producto de 13 victorias, 2 empates y 4 derrotas, convirtiendo 31 goles –récord del certamen– y padeciendo 12. Asimismo, Facundo Ferreyra salió goledaor del torneo con 13 conquistas. Este logro significó la tercera estrella con Ricardo Gareca como DT.
Como campeón Argentino disputó la Copa Río de la Plata frente a Peñarol, a quien venció por 3 tantos a 1 en el Estadio Centenario, alzándose por segunda vez una edición amistosa del prestigioso trofeo.
En el segundo semestre del ciclo, tuvo una regular campaña. En el Torneo Final 2013, ocupó el décimo catorce lugar; en la Copa Libertadores fue eliminado en octavos de final, y en la Copa Argentina 2012/13 quedó a fuera nuevamente en dieciseisavos de final, en su primer partido del certamen. Pero con la nueva modalidad de competencias, tenía pendiente la disputa del cotejo final de la temporada.
El 29 de junio de 2013 se coronó campeón del Campeonato Primera División y obtuvo su décima estrella a nivel local, tras vencer 1 a 0 al Club Atlético Newell's Old Boys –ganador del Torneo Final de ese año–, con tanto de Lucas Pratto en el estadio Malvinas Argentinas, de la ciudad de Mendoza, ante 15 000 fortineros que se movilizaron desde Buenos Aires y el resto del país.
| Alineación: - Germán Montoya - Sebastián Sosa - Fabián Cubero - Fernando Tobio - Sebastián Domínguez - Emiliano Papa - Iván Bella - Gino Peruzzi - Franco Razzotti - Francisco Cerro - Ariel Cabral - Fernando Gago - Federico Insúa - Lucas Pratto - Facundo Ferreyra - DT: Ricardo Gareca |  | Campeón Inicial 2012 y Primera División 2012/13 Montoya / Sosa Cubero Tobio Domínguez Papa Bella /Peruzzi Cerro /Razzotti Cabral /Gago Insúa Pratto Ferreyra |
| Campeón Inicial 2012 y Primera División 2012/13 Montoya / Sosa Cubero Tobio Domínguez Papa Bella /Peruzzi Cerro /Razzotti Cabral /Gago Insúa Pratto Ferreyra |  | |

Resto del plantel: Alan Aguerre, Agustín Allione, Sebastián Álvarez, Mariano Bíttolo, Ramiro Cáseres, Jonathan Copete, Leandro Desábato, Brian Ferreira, Federico Freire, Lautaro Gianetti, Eduardo Puchetta, Ezequiel Rescaldani, Lucas Romero, Juan Sabia, Juan Ignacio Sills.
Sin el goleador Facundo Ferreyra pero con el retorno de Mauro Zárate –quien estaba falto de fútbol–, encaró la primera mitad de la temporada 2013/14 y dado que durante todo el exitoso ciclo de Ricardo Gareca, no pudo lograr títulos internacionales se le dio prioridad a la Copa Sudamericana 2013, en donde quedó afuera en octavos de final. En el ámbito doméstico, después de la mencionada eliminación, estaba lejos de las posiciones de vanguardia, sin embargo, dado la mediocridad del Torneo Inicial, luego de tres victorias seguidas, llegó a la última fecha del certamen con posibilidades de salir campeón, pues, estaba 2 unidades por debajo del puntero al que debía enfrentar en el estadio José Amalfitani, en dicho cotejo no se abrió el marcador y se debió conformar con la tercera ubicación.
Luego de cinco años, Ricardo Gareca reconfirmó su nombre entre los grandes personajes de la historia de la Institución, pero el vencimiento de su contrato y el desgaste producido en ese lapso, motivaron al "tigre" a dar un paso al costado.

#### La primera copa nacional
Al inicio del 2014, José Oscar Flores, uno de los grandes ídolos de la institución y ayudante de Ricardo Gareca durante toda su etapa como entrenador del club, se hizo cargo de la dirección técnica del primer equipo. En su debut oficial, disputó la postergada final de la Supercopa Argentina 2013 –a la que había accedido como campeón del Campeonato de Primera División 2012/13–, ante Arsenal Fútbol Club –ganador de la Copa Argentina del mismo ciclo–. El 31 de enero de 2014, con gol de Héctor Canteros a los 59', Vélez Sarsfield se coronó campeón de dicho torneo y obtuvo la primera copa nacional de su historia. El partido fue disputado en el Estadio Provincial Juan Gilberto Funes, de la ciudad de La Punta, en la provincia de San Luis, con la presencia de más de 10 000 hinchas de la "V" azulada que agotaron la capacidad disponible.
Con esta nueva estrella terminó el segundo gran ciclo exitoso del club, las cinco coronaciones a nivel local, colocaron a «El Fortín», entre los grandes del país, que con sus 16 títulos desde 1931, consiguió ratificarse como el cuarto equipo más ganador de la historia del fútbol argentino profesional.

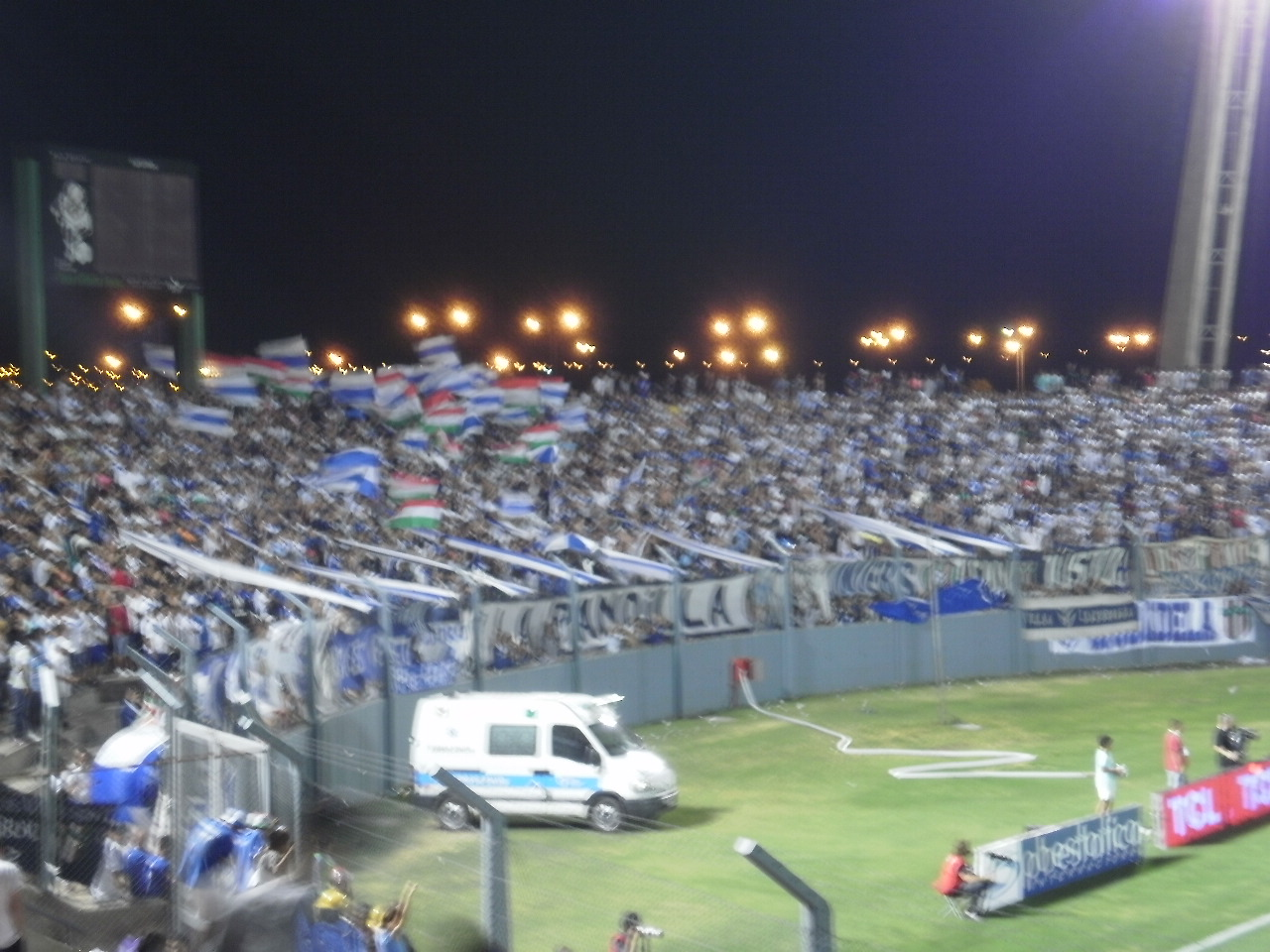
10.000 Fortineros en La Punta, San Luis

| Alineación: - Sebastián Sosa - Fabián Cubero - Sebastián Domínguez - Fernando Tobio - Emiliano Papa - Lucas Romero - Agustín Allione - Ariel Cabral - Héctor Canteros - Lucas Pratto - Mauro Zárate - DT: José Oscar Flores |  | Campeón Supercopa Argentina 2013 Sosa Cubero Domínguez Tobio Papa Allione Romero Cabral Canteros Pratto Zárate |
| Campeón Supercopa Argentina 2013 Sosa Cubero Domínguez Tobio Papa Allione Romero Cabral Canteros Pratto Zárate |  | |

Resto del plantel: Alan Aguerre, Matías Pérez Acuña, Facundo Cardozo, Ramiro Cáseres, Jorge Correa, Leonardo Rolón, Federico Vázquez.
En el segundo semestre de la temporada 2013/14, con el envión anímico de haber logrado la Supercopa Argentina 2013, tuvo un gran arranque en la Copa Libertadores 2014 y obtuvo el primer puesto de la tabla general en la fase de grupos, sin embargo, en octavos de final, sorpresivamente perdió de visitante y empató de local con Nacional de Paraguay, el peor de los clasificados, y quedó afuera de la competencia. En el Torneo Final de ese año, realizó una regular campaña y terminó en sexto lugar. En dicho certamen, ya con ritmo futbolístico, Mauro Zárate demostró su jerarquía y se consagró como goleador al marcar 13 tantos. Además, en la Copa Argentina correspondiente al período, volvió a quedar eliminado en dieciseisavos de final.

### Época contemporánea (período 2014-actualidad)
Como la AFA decidió modificar los certámenes nuevamente, estableciendo la disputa de un solo torneo durante el año calendario para la temporada 2015, con la participación de 30 equipos, en el segundo semestre de 2014 se jugó un certamen corto, similar a los anteriores, llamado de manera extraoficial Campeonato de transición, con el objeto de servir de nexo entre una modalidad y la otra. En el mismo, el conjunto dirigido por José Oscar Flores, tuvo un gran inicio ganando los primeros cuatro partidos, pero a partir de la quinta fecha bajó de manera pronunciada su rendimiento y terminó realizando una pobre campaña, ubicándose en el undécimo lugar. Lo único destacable del mismo fue que Lucas Pratto, con 11 conquistas se consagró goleador. En lo dirigencial Raúl Gámez, el 15 de noviembre de ese año fue elegido presidente por tercera vez.
En el año 2015, debido a la crisis económica del club, la nueva dirigencia decidió desprenderse de varios jugadores del plantel entre ellos de Sebastián Domínguez, Emiliano Papa y Lucas Pratto. Además se contrató a Miguel Ángel Russo como técnico para afrontar el torneo con escasos refuerzos y muchos juveniles. Previo al inicio del mismo,  por una decisión injusta de la AFA, debió afrontar un cotejo desempata frente a Boca Juniors por un lugar en la Copa Libertadores 2015, en el cual perdió 1:0, y si bien era el primer partido del año, marcó la tendencia del mismo. En el novedoso Campeonato de 30 equipos, pese a haber ganado los dos primeros compromisos, realizó una de las dos peores campañas desde la creación del profesionalismo -solo asimilable a la de 1940, en donde se fue al descenso- ganando apenas siete partidos y terminando en el puesto vigésimo séptimo, lo único apenas rescatable de la temporada fue que llegó a cuartos de final en la Copa Argentina, cayendo frente Lanús por penales.

#### Lucha por el descenso (2016-2018)
Para el año 2016 la AFA, decidió dar marcha atrás a la reestruturación realizada en la temporada anterior, consecuentemente se retomó el calendario europeo (de agosto hasta junio del año siguiente) y se propuso que paulatinamente se reduzca la cantidad de equipos. Es por ello que para el primer semestre de 2016 se dispuso un nuevo torneo de transición en dos zonas de 15 equipos con una final por el título. Para dicho certamen se contrató como técnico a Christian Bassedas y se hicieron pocas incorporaciones, pese a ello se mejoró la actuación del año 2015 realizando un aceptable campeonato al terminar sexto en la Zona 1. Sin embargo en la Copa Argentina quedaria eliminado en Dieciseisavos de final contra Juventud Unida de la B Nacional en la tanda de penales, sumando un nuevo fracaso en la copa Argentina.
Para el Campeonato de Primera División 2016/17, la directiva mantuvo en el cargo a Bassedas. El Fortín tuvo un muy mal arranque perdiendo 3 de sus 4 primeros partidos y solo ganando 1, lo que provoco la salida de Bassedas tras la derrota 3-0 de local contra Racing Club.
Tras el interinato de Alberto Fanesi, asumiria como DT Omar De Felippe quien dirigiría hasta la última fecha.
Con De Felippe, el fortín logro muchos triunfos, pero volvería a hacer una mala campaña finalizando 19no de 30 con 37 puntos, destacando el gran desempeño de Mariano Pavone quien anoto 13 tantos, siendo el goleador del fortín.
Copa Argentina Vélez volvería a realizar una gran actuación, llegando a los Cuartos de final, en el camino eliminó a Leandro N. Alem en 32Avos, en 16avos elimino a Aldosivi y en Octavos eliminaria en la tanda de penales a Huracán. Finalmente cayo en Cuartos ante Atlético Tucumán quien sería el Subcampeón de aquella edición.

#### Lucha por el descenso
Campeonato de Primera División 2017-18 Vélez debía realizar una gran campaña para escapar del descenso, arranco de buena manera ganando sus 2 primeros partidos, sin embargo desde la fecha 3 hasta la 8 el fortín solo sumó 4 puntos producto de 1 triunfo, 1 empate y 4 derrotas incluidos 2 derrotas por 4-0 contra Boca Juniors de local y frente Gimnasia y Esgrima como visitante, provocando la salida de De Felippe, siendo reemplazado por Marcelo Gómez. 
Con Gomez como interino dirigió los últimos partidos del 2017 (9na fecha a la 12va), solo consiguió 4 puntos de 12 posibles dejando a Vélez 24 de 28 en promedios, siendo el último salvado del descenso.
En noviembre de 2017, asumiría la Cruzada Renovadora con Sergio Rapisarda como presidente poniendo fin a más de 20 años de Círculo El Fortín con Gamez a la cabeza.

#### La Era Heinze (2018-2020)
Para enero de 2018, se contratarían como dt a Gabriel Heinze y regresaría a préstamo Mauro Zarate a préstamo proveniente del Watford.
También se sumo a Vélez, Agustín Bouzat y Rodrigo Salinas.
Vélez lograría salvarse del descenso cosechando 38 puntos en 27 partidos, quedando solo a 3 puntos de entrar a Copa Sudamericana, pero alejándose de la zona roja.
En la 2018 volvería a realizar una pésima actuación tras perder por penales contra Central Córdoba (SdE) que por entonces militaba en el Federal A, siendo eliminado por primera vez en su historia en 32avos de final.
Previo a la Superliga 2018/19, se produjo la sorpresiva salida de Mauro Zárate a Boca Juniors. Vélez tenía todo acordado con el Watford para adquirir el pase del delantero; sin embargo, el "Xeneize" se interpuso en la negociación y terminó fichando al jugador surgido de las inferiores del club. Esto generó un fuerte repudio entre los hinchas fortineros, quienes tildaron a Zárate de "traidor", ya que semanas antes había declarado: "En Argentina sólo juego en Vélez".
Durante la temporada 2018-19, Vélez participó en la Superliga (formato todos contra todos) y posteriormente en la Copa de la Superliga, que incluyó a los 26 equipos de la Primera División. Una de las grandes revelaciones fue el juvenil Thiago Almada, surgido del barrio Fuerte Apache, quien comenzó a destacarse con actuaciones prometedoras. El equipo finalizó 6° con 40 puntos, clasificando a la Copa Sudamericana 2020, rompiendo una sequía de seis años sin competencias internacionales.
Sin embargo, el equipo sufrió una de las derrotas más humillantes de su historia al quedar eliminado en los 32avos de final de la Copa Argentina 2018-19, tras caer 1-0 frente a Real Pilar, un equipo de la extinta Primera D, la quinta y última categoría del fútbol argentino, que apenas llevaba dos años de existencia.

## Década de 2020

### Gustavo Quinteros y la undécima estrella
Tras un período de inestabilidad institucional y deportiva, en noviembre de 2023 se llevaron a cabo elecciones en el Club Atlético Vélez Sarsfield, resultando electa la lista Primero Vélez, encabezada por Fabián Berlanga como nuevo presidente de la institución. La nueva dirigencia asumió con la promesa de reestructurar el área futbolística y devolver al club a los primeros planos del fútbol argentino. Uno de sus primeros movimientos fue la contratación de Gustavo Quinteros como director técnico del primer equipo, entrenador con amplia trayectoria en Sudamérica y campeón en varios países de la región.
El ciclo de Quinteros tuvo un impacto inmediato: durante la temporada 2024, Vélez mostró una marcada mejoría en su rendimiento colectivo, lo que le permitió alcanzar dos subcampeonatos en torneos de eliminación directa: la Copa Argentina y la Copa de la Liga Profesional, en ambas ocasiones cayendo en las finales por márgenes ajustados.

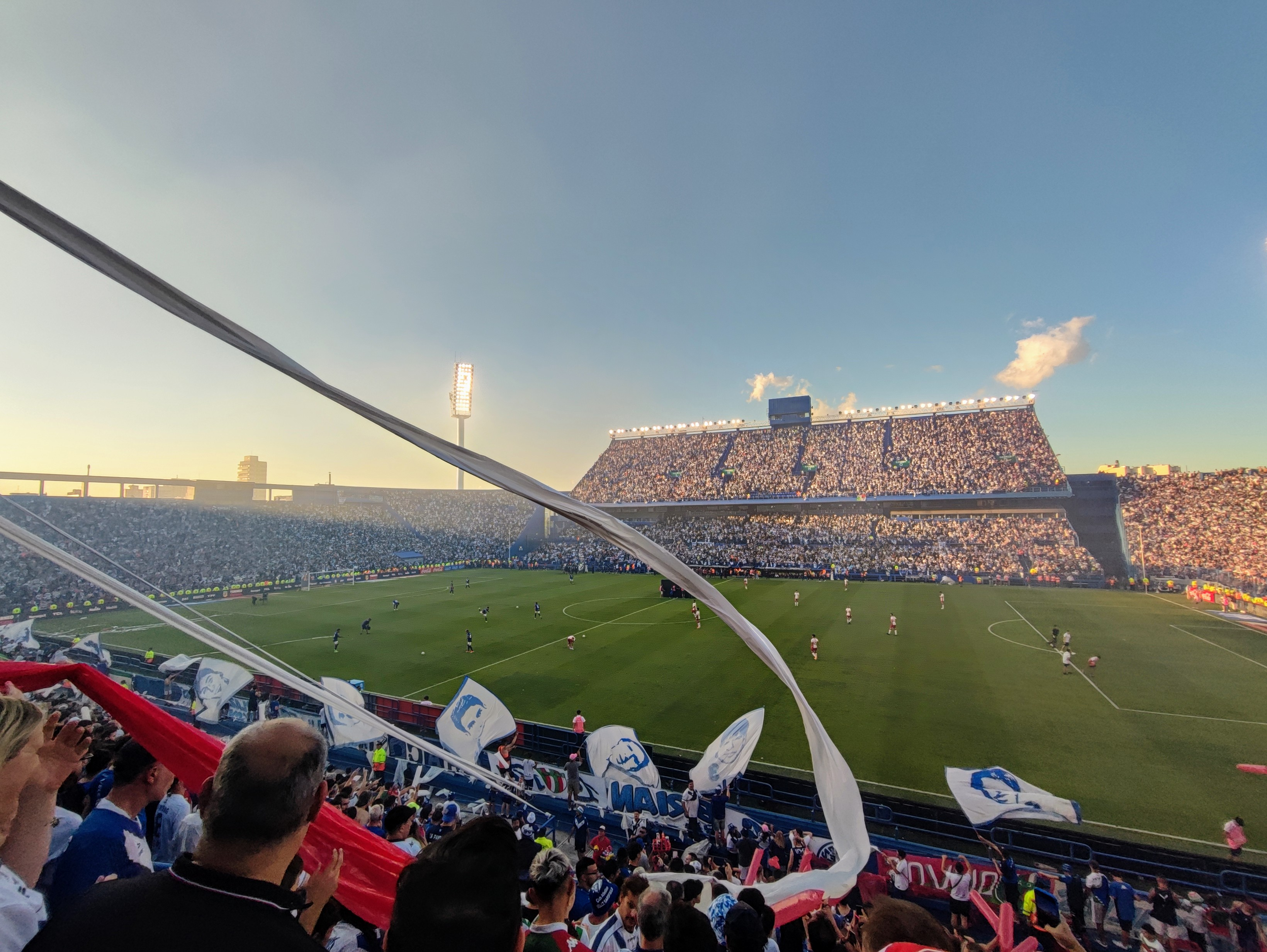
Imagen del Amalfitani en el partido contra el globo, por la última fecha de la Liga Profesional 2024. El partido terminó con triunfo por 2-0, lo que le dio la estrella 11 local al club.

Sin embargo, el gran logro del año se dio en el torneo de liga. En diciembre de 2024, el equipo se consagró campeón del Campeonato de Primera División, cortando una sequía de títulos que se extendía desde el Torneo Inicial 2012. Fue el undécimo título de liga en la historia del club, y se destacó por haberlo logrado de forma sólida: el equipo terminó el torneo invicto como local y con la valla menos vencida del certamen. La solidez defensiva, la regularidad en el juego y el respaldo dirigencial fueron claves para el retorno del club a los puestos de protagonismo.
Este campeonato marcó un punto de inflexión en la historia reciente de la institución, que venía de años irregulares tanto en lo futbolístico como en lo institucional. El regreso al título no solo consolidó el proyecto deportivo de la nueva dirigencia, sino que también renovó el entusiasmo de la hinchada y colocó nuevamente a Vélez entre los equipos más competitivos del país.
Hoy con 84 temporadas consecutivas en Primera División, 17 títulos, entre logros nacionales e internacionales, y dos enormes predios: uno de 9 hectáreas en el barrio de Liniers de la Ciudad de Buenos Aires, en donde se encuentra su imponente estadio, su sede social, un instituto educativo modelo y el polideportivo; y otro de 18 en Parque Leloir, en el Partido de Ituzaingó, en donde se ubica la Villa Olímpica, una de las concentraciones más completas del continente, la historia del Club Atlético Vélez Sarsfield se sigue desarrollando.

## Posicionamiento

### A nivel mundial
Vélez Sarsfield fue campeón del mundo en 1994 al ganar la Copa Intercontinental de ese año. Gracias a eso, es uno de los 28 clubes en haber ganado el máximo campeonato de clubes de fútbol a nivel mundial.
Se consolida la trascendencia e importancia del Club Atlético Vélez Sarsfield en el ámbito futbolístico internacional al ser reconocido por la FIFA como uno de "Clubes Clásicos", además dicha federación lo reconoce como uno de los 30 clubes campeones del mundo. Además, se encuentra entre las principales posiciones estimadas por la RSSSF, tanto en el ámbito continental como en el escenario local. Además, el club se ha destacado por sus reiteradas participaciones en competiciones internacionales.
Por su parte, la IFFHS lo coloca en el puesto 46.º en la clasificación histórica del Ranking Mundial de Clubes entre 1991 y 2009. Además, se encuentra en el 5.º lugar como Mejor Club de Sudamérica del Siglo XXI y 28.º en el ranking del Mejor Club del Mundo del Siglo XXI para la mencionada institución.
En el año 2011 se ubicó en el 3.º puesto del Ranking Mundial Anual de Clubes en dicha entidad, detrás del FC Barcelona y del Real Madrid, también fue 10.º en 1994, 23.º en 1997 y 22.º en 1999. Además, fue elegido como el mejor club del mes del mundo según la IFFHS en junio de 2011 y febrero de 2012.
Vélez Sarsfield obtiene el reconocimiento de la Confederación Sudamericana de Fútbol, quien elabora un ranking histórico de cada país del continente americano, al ubicarse en la 6.ª posición hasta el año 2012. Además, es uno de los clubes más populares de Argentina.
En 2013, Vélez Sarsfield recibió una invitación de parte de la ECA (Asociación de Clubes Europeos) para representar, entre otros a Sudamérica, en un evento especial que reúne a importantes clubes de todo el Mundo en Doha – Catar. La ECA - reconocida formalmente por UEFA y FIFA- representa, entre otras instituciones, a FC Barcelona, Real Madrid CF, Juventus FC, AC Milan, Bayern Munich, Paris Saint-Germain, Manchester United FC, AFC Ajax.

### A nivel nacional

#### Clasificación histórica argentina
La tabla de Clasificación histórica de la primera división de fútbol argentino comprende los puntajes obtenidos por todos los clubes del fútbol argentino que en alguna oportunidad militaron por la Primera División.
La misma corresponde al período profesional iniciado en el año 1931, abarcando todos los certámenes nacionales disputados al día de hoy: Campeonatos de primera división, Torneos Metropolitano y Nacional, Torneos Apertura y Clausura. Se actualiza en la finalización de cada temporada, aproximadamente a mitad de cada año calendario.
En dicha tabla Vélez Sarsfield ocupa la 5.ª posición, superando a Racing Club, que es considerado uno de los «Cinco grandes del fútbol argentino».
Vélez Sarsfield fue uno los fundadores de los campeonatos profesionales, disputando el primer campeonato en 1931 y 83 temporadas en total en la máxima categoría. Desde 1944 hasta día de hoy, Vélez Sarsfield participó 73 temporadas consecutivas en Primera División, un logro solo superado por Boca Juniors.

#### Ranking de títulos nacionales de AFA
El Ranking de títulos nacionales de AFA lista en orden decreciente a los clubes del fútbol argentino que se han consagrado campeones oficiales de Primera División en la era profesional.
En dicho ranking, Vélez Sarsfield se ubica en la 5.ª posición entre los equipos que más torneos nacionales de AFA han obtenido. Totalizando 10 campeonatos, se posiciona solo debajo de River Plate, Boca Juniors, Independiente y San Lorenzo y por encima de los restantes clubes del fútbol argentino.

### Otros posicionamientos
Vélez Sarsfield se ubica en el 4.º lugar, también entre clubes nacionales, en la tabla acumulada de puntos logrados en la Copa Libertadores de América.
En cuanto a participaciones en competencias internacionales organizadas por la CSF y la FIFA, es el 5.º club argentino con más participaciones en estos torneos, con 34.
Es, además, uno de los equipos que más títulos oficiales de carácter nacional e internacional obtuvo (16) –a los efectos, los torneos oficiales de Primera División organizados en la era profesional por la AFA; y las copas de la CSF y la FIFA–, superando, incluso, a Racing Club, uno de los denominados «cinco grandes» del fútbol argentino e igualando a San Lorenzo que también pertenece a dicho grupo.
Con la obtención de la edición 2013 de la Supercopa Argentina, el club totaliza 11 títulos a nivel nacional, ubicándose quinto en logros domésticos desde la creación del profesionalismo.

## Presidentes de Vélez Sarsfield
A lo largo de sus más de 100 años de historia fueron 28 los presidentes del Club Atlético Vélez Sarsfield, que tuvieron la responsabilidad de administrar políticamente e institucionalmente al club. Muchos de ellos aportaron acciones para que el club fuera creciendo con el paso de los años. Algunos, por su relevancia, son muy recordados por los fortineros.
El primer presidente fue Luis Barredo, desde el año de fundación del club, hasta 1913, cuando lo sucedió Plácido Marín José Amalfitani fue el presidente más importante de Vélez Sarsfield, llegando a presidirlo por más de 30 años.
La política de la duración de los mandatos presidenciales fue cambiando. Desde 1970, éste tiene una duración de tres años, pudiendo ocupar el cargo por dos períodos consecutivos, solamente, debiendo dejar pasar un período para ocuparlo nuevamente. El presidente actual es Raúl Gamez, que asumió el 15 de noviembre de 2014, al vencer en las elecciones.

## Uniforme
El uniforme del club ha variado desde los primeros años de vida hasta 1933, en donde adopta se diseñó. El primer registro data de 1910. Hasta ese momento se jugaba con camisetas blancas porque eran las más fáciles de conseguir en forma individual. Era una camisa blanca con cuellos y puños punzó. Para 1912, sufrió sus primeras modificaciones. Se redactó un acta en la que se establecieron tres colores principales: azul marino y pantalones blancos.
En 1914, se empezó a usar un uniforme que consistió en una camiseta con los colores rojo, blanco y verde a rayas verticales. El 14 de marzo de 1916, se resolvió el uso definitivo.
A inicios de la década de 1930, el uniforme sufrió sus cambios definitivos. En 1932, Vélez Sarsfield vistió un uniforme poco usual: una camiseta blanca cruzada por una banda tricolor roja, blanca y verde y un pantalón blanco. Este casaca duró muy poco tiempo, ya que en 1933 se instaló el uniforme actual, conocido por su diseño como "la V azulada". Estas fueron encargadas por un equipo de rugby y nunca fueron retiradas. Como bien podían ser alusivas al Club, fueron aceptadas y estrenadas el 30 de abril de 1933, que es el uniforme que se usa hoy en día. Además, al poco tiempo pasó a utilizar como indumentaria suplente, una remera azul con la "V" blanca. Posteriormente y luego de muchos años, más precisamente a partir de 1993, se volvieron a diseñar, con distintos trazados, camisetas con los colores de la bandera italiana, que por lo general, son utilizadas como tercer uniforme alternativo.
En 2010, la firma Penalty anunció el lanzamiento limitado de un modelo alusivo al Centenario de la Institución: una camiseta blanca con la "V" dorada (referenciando la "gloria" obtenida con la conquistó de la Copa Intercontinental). Sin embargo, no fue utilizada para los encuentros oficiales del primer equipo de fútbol.
| 1910 | 1912 | 1916 | 1932 | 1933 |

### Uniformes históricos
El uniforme de Vélez Sarsfield ha tenido múltiples modificaciones a lo largo de su historia. Sin embargo, algunos por su relevancia, se destacan sobre el resto, los cuales son:
| Primer campeonato | Campeón de América | Campeón del mundo | José Luis Chilavert |
| ----------------- | ------------------ | ----------------- | ------------------- |
| 1968              | 1994               | 1994              |                     |

## Instalaciones
La primera cancha de fútbol estuvo ubicada en el barrio de Floresta, entre las calles Provincias Unidas (actual Avenida Juan Bautista Alberdi), Convención (hoy José Bonifacio), Ensenada y Mariano Acosta, en los potreros donde los fundadores de club jugaban a la "pelota" antes de crear la institución. Por un año, en 1913, Vélez alquiló la llamada «La Quinta de Figallo», en la calle Escalada, entre Bragado y Tapalqué del barrio de Mataderos, para jugar sus partidos. Luego en 1914, su nuevo field se ubicó en Villa Luro, entre las calles Victor Hugo, Bacacay, Cortina y el borde del Arroyo Maldonado. Dentro del mismo barrio, entre las arterias Basualdo, Schmidel, Pizarro y Guardia Nacional, en 1923, se montó el primer estadio del club, el mítico "Fortín", en donde fue local por casi 20 años.
En 1942, fue desalojado de los terrenos de Villa Luro, quedándose, sin cancha donde jugar. El presidente José Amalfitani consiguió que el Ferrocarril del Oeste le cediera al club los terrenos anegadizos del pantano lindero al Arroyo Maldonado, en el barrio de Liniers, considerados irrecuperables, en donde, con los tablones del viejo Fortín se inauguró la cancha en el año 1943. Luego de comprar los terrenos y de casi tres años de construcción, en 1951, en dicho predio se estrenó un estadio de cemento casi en su totalidad, llamado oficialmente desde 1968, José Amalfitani. En 1954, detrás de la tribuna oeste, se inauguró una pileta olímpica, iniciando la práctica de la natación en el club.

El estadio sufrió sus primeras modificaciones en 1969 con la habilitación de nuevas plateas altas del sector norte y la instalación de un sistema de iluminación. 

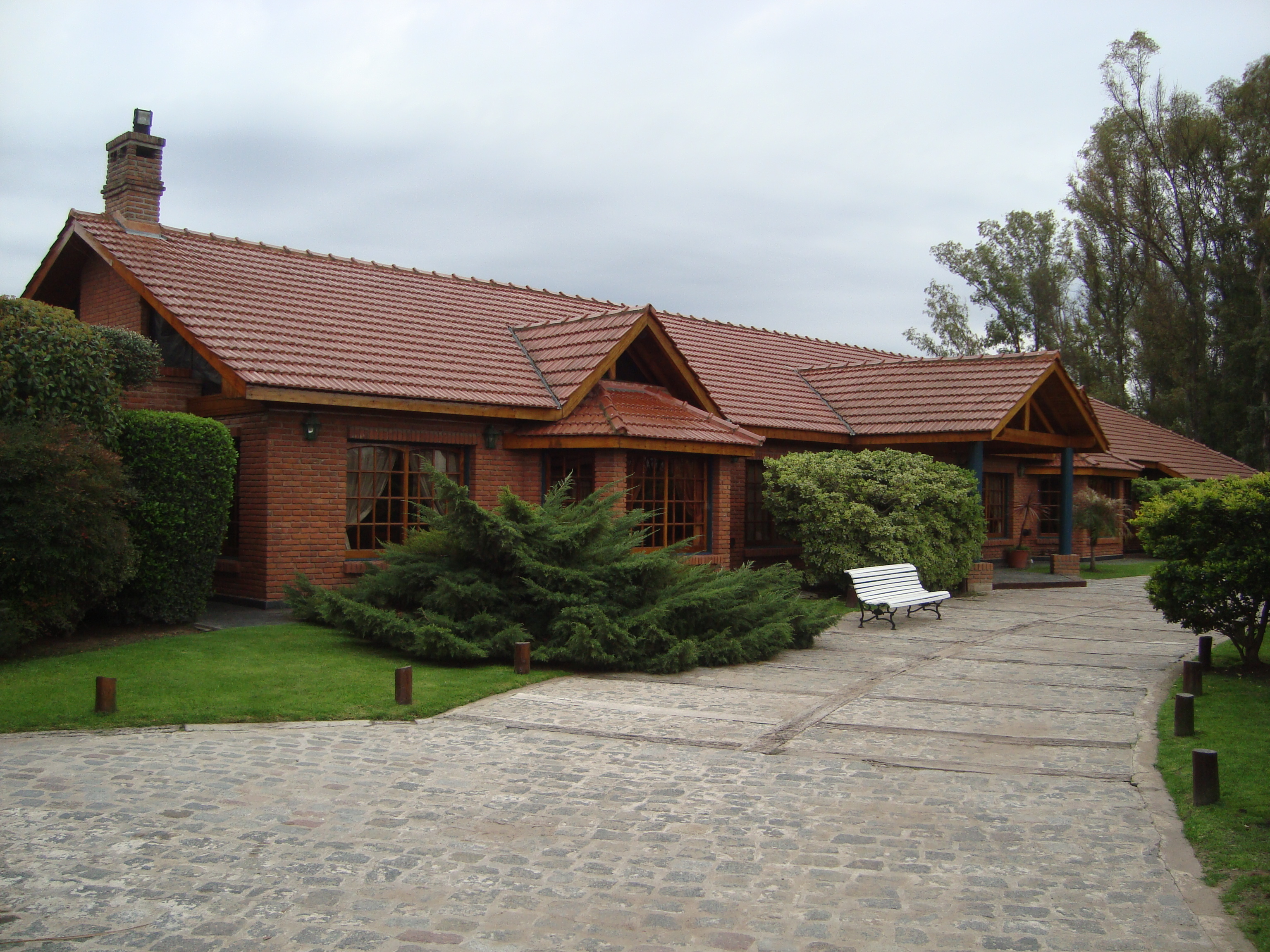
Villa Olímpica Raúl Héctor Gámez

A partir de los años 1970, Vélez Sarsfield empezó a afianzarse como una institución polideportiva. En 1973, el estado nacional le cedió seis hectáreas para la construcción de un complejo poldeportivo, luego de que el presidente Juan Domingo Perón firmara el decreto número 26. El polideportivo abrió sus puertas en 1977 y hasta la actualidad, lleva el nombre de José Ramón Feijóo, presidente en el período 1970-1976. Con motivo de la realización de la Copa Mundial de Fútbol de 1978 en Argentina, el estadio Amalfitani volvió a ser remodelado: se construyó una nueva platea en la tribuna sur y se colocó un tablero electrónico sobre la popular este.
Por iniciativa de un grupo de socios, en 1980 se decidió crear el Instituto Educativo "Dr. Dalmacio Vélez Sarsfield", el cual fue abierto el año siguiente y en donde únicamente se podía cursar el profesorado de Educación Física.
En los 90, el polideportivo empezó a ofrecer muchas más actividades deportivas. El instituto educativo, desde 1997, tuvo un Jardín de infantes, escuela primaria y escuela secundaria. En 1998, se inauguró el estadio de baloncesto.
En el año 2000, se inauguró la Villa Olímpica, denominada Raúl Héctor Gámez a partir de 2004, que es un nuevo complejo donde los planteles de las diferentes categorías pueden entrenar y concentrar, incluso las divisiones inferiores la utilizan para jugar sus partidos oficiales. Las obras duraron dos años y se encuentra en el municipio de Ituzaingó. En 2008 se inauguró un complejo acuático, para los socios, en el polideportivo, con lo que, la pileta inaugurada en 1954, se dejó de manera exclusiva para el instituto educativo.

## Cronología
| \| Amateurismo (1910-1930) - 1910: El 1 de enero se fundó el Club Atlético Vélez Sarsfield, bajo el nombre de «Club Atlético Argentinos de Vélez Sarsfield» - 1911: Tuvo su primera participación futbolística, llegando a semifinales de la Liga Nacional. - 1912: Se inscribió en tercera división de los torneos de la Asociación Argentina de Football y al producirse la primera escisión del fútbol Argentino, se enroló en la Federación Argentina de Football (ambas antecesoras de AFA), llegó a la final y obtuvo el ascenso. - 1913: Se quitó el "Argentinos" del nombre, pasando a su actual denominación. Se incorporó José Amalfitani como socio y pasó a jugar en la quinta de Figallo. - 1914: Murió Plácido Marín, el presidente del club y principal dirigente. Se decidió arrendar la cancha de Cortina y Bacacay. - 1915: El 19 de abril de ese año se inauguró la cancha de Cortina y Bacacay. - 1916: Nació la camiseta tricolor, roja, verde y blanca a bastones. - 1917: Perdió la final del torneo con Defensores de Belgrano y se quedó en las puertas del ascenso a primera. - 1918: Se resolvió que la camiseta sea blanca con un bolsillo con los colores italianos. - 1919: Al producirse la segunda escisión del fútbol argentino, se afilió a la Asociación Amateurs de Football y fue incorporado a la Primera División de Argentina, en donde obtuvo el subcampeonato.. - 1920: Salvador Carreras con 20 goles fue el primer jugador del club en ser goleador de un campeonato oficial: . - 1921: José Luis Boffi fue el primer futbolista de la institución en ser convocado a la Selección nacional. Murió Ricardo Zunino, jefe de prensa y uno de los principales dirigentes de la institución. - 1922: Se incorporó E. Alfredo Forrester, jugador récord al jugar 18 años consecutivos en el club. Se aprobó el contrato de locación por los terrenos de Basualdo y Schmidel. - 1923: Fue elegido José Amalfitani como presidente del club y se finalizaron las obras en el Estadio en el barrio de Villa Luro. - 1924: El 16 de marzo se inauguró el Estadio. Clelio Caucia, fue el primer arquero en el fútbol argentino, en convertirle un tanto, fue de tiro penal a Quilmes. - 1925: Comenzó el desarrollo social del club. - 1926: Se iniciaron las obras para la ampliación del estadio. - 1927: Se terminó el estadio con tribunas en los cuatro costados. - 1928: El 7 de diciembre se inauguraron las luces del estadio, en donde se jugó el primer partido nocturno de la historia del fútbol argentino. - 1929: Ángel Sobrino, se ubicó en el podio de los goleadores. - 1930: Realizó una gira llamada Panamericana, en la cual disputó 25 partidos. Profesionalismo (1931- actualidad) - 1931: Fue uno de los 18 fundares de la Liga Argentina de Football, y comenzó su participación en el profesionalismo. - 1932: Nació el apodo del club «El fortín». El 15 de diciembre, el Club estrenó su sede social ubicada frente al cine-teatro Fénix. - 1933: Nació la "V" azulada, al comprarse de oferta camisetas con ese diseño. - 1934: Realizó una gran rueda inicial en un raro torneo de tres, que le permitió ser puntero por primera vez en su historia en Primera División - 1935: Consiguió la mejor ubicación en la era profesional al salir cuarto en el campeonato, con Agustín Cosso, como goleador del torneo con 33 tantos. - 1936: En una temporada con dos torneos, en el primero repitió el cuarto puesto del año anterior. - 1937: El 17 de octubre Victorio Spinetto convirtió cuatro goles en un tiempo contra Chacarita, récord que actualmente perdura para un jugador defensivo. - 1938: Debutó Miguel Ángel Rugilo. - 1939: El equipo realizó una gira por Chile, Perú y Brasil - 1940: Descendió a la Segunda División de Argentina. - 1941: El 26 de enero se designó en asamblea de socios a José Amalfitani como presidente. Se consiguió la cesión del pantano del Arroyo Maldonado por parte de las autoridades del Ferrocarril del Oeste en la zona del barrio de Liniers. Debutó Juan José Ferraro. - 1942: Se entregaron los terrenos de Basualdo y Schmidel, y fueron llevados los hierros y tablones al nuevo predio adquirido. Victorio Spinetto asumió la dirección técnica del equipo. - 1943: El 11 de abril se inauguró la nueva cancha con los tablones del "Viejo Fortín". El 20 de noviembre logró el ascenso a la Primera División, tras obtener el Campeonato de Segunda División. - 1944: El 16 de abril jugó el primer partido en el retorno a la Primera División. - 1945: El 16 de noviembre se produjo una histórica goleada a Independiente 8 a 0. - 1946: Se aprobó la compra de los terrenos de la cancha de Gaona (hoy Juan B. Justo) y Barragán. - 1947: Se colocó la piedra fundamental para la construcción del nuevo estadio. Miguel Ángel Rugilo, Oscar Antonio Huss y Ángel Natalio Allegri conformaron un trío defensivo histórico. - 1948: Por la construcción del estadio, desde ese año el equipo jugó de local en la cancha de Ferro Carril Oeste. - 1949: Se compró una fracción de terreno al Ferrocarril del Oeste, lindera al predio adquirido en 1941. - 1950: El 29 de octubre Miguel Ángel Rugilo se convirtió en el primer arquero del profesionalismo en atajar dos penales en un mismo partido, fue en el empate 0 a 0 frente a River de visitante. - 1951: El 22 de abril se inauguró el actual estadio. - 1952: Debutó Norberto Conde. - 1953: Se consagró subcampeón del Campeonato por primera vez en el profesionalismo. - 1954: Norberto Conde fue goleador del campeonato con 19 goles. Se inauguró la Pileta Olímpica. - 1955: Victorio Spinetto dejó la dirección técnica luego de 14 años consecutivos. - 1956: Se incorporaron el voleibol y el judo como deportes, se formó la subcomisión de cultura y se armó un gimnasio para la práctica del levantamiento olímpico de pesas. - 1957: Se despidieron Juan José Ferraro y Oscar Antonio Huss. - 1958: Ludovico Avio se convirtió en el primer jugador del club en jugar un mundial. - 1959: No se pudo ganar en toda la segunda rueda, fueron 15 partidos seguidos en el campeonato. - 1960: Se cumple el cincuentenario del club. Al no poder ganar los primeros 3 cotejos del campeonato se consumó la peor racha de la historia, que llegó a 18 encuentros sin triunfos en el torneo, contabilizando los disputados en la segunda rueda de la temporada anterior. - 1961: El equipo salió séptimo del campeonato por segundo año consecutivo. - 1962: Se incorporó del fútbol cordobés Daniel Willington. - 1963: Se contrató el mendocino Iselín Santos Ovejero. Se realizó una de las peores campañas de la historia, se ubicó anteúltimo a dos puntos del descenso. - 1964: Juan José Ferraro asumió la dirección técnica, se contrató al goleador de Atlanta Juan Carlos Carone y debutó el juvenil arquero Miguel Marín. - 1965: Se consiguió el tercer puesto en el torneo, la mejor campaña del club desde el subcampeonato de 1953, con Juan Carlos Carone como goleador del certamen haciendo 19 goles. Debutó el juvenil Omar Wehbe. - 1966:Luego de un mal arranque en el torneo, volvió a la dirección técnica Victorio Spinetto, y se terminó quinto. \| \| - 1967: La AFA realizó una reforma estructural de los campeonatos, estableciendo la disputó de dos torneos el Metropolitano y el Nacional. En el primero, debutó el delantero juvenil Carlos Bianchi, mientras que en el segundo finalizó tercero. - 1968: El 29 de diciembre, se consagró campeón por primera vez en su historia al ganar el Torneo Nacional, con Omar Wehbe como goleador al convertir 16 tantos. Se resolvió poner al estadio el nombre de José Amalfitani. - 1969: El 14 de mayo murió José Amalfitani. Se inauguraron las nuevas plateas altas del sector norte y las luces del estadio. - 1970: Fue finalista de la Copa Argentina, trofeo que quedó desierto. Carlos Bianchi salió goleador del Torneo Nacional con 18 tantos. Asumió la presidencia José Feijoo. Se dejó en libertad de acción a Daniel Willington. - 1971: Salió subcampeón del Torneo Metropolitano, con Carlos Bianchi nuevamente goleador al convertir en 36 ocasiones. - 1972: Se construyó un mausoleo en el Cementerio de Chacarita en honor a José Amalfitani. Se inauguró la bandeja inferior de cemento de la remozada Platea Norte del estadio. - 1973: El Presidente de la Nación Juan Domingo Perón, cedió por decreto un terreno de seis hectáreas, en donde hoy se erige el Polideportivo. Carlos Bianchi fue vendido a Francia. - 1974: Salió tercero en el Torneo Nacional. Se designó como Sub-Sede Buenos Aires al estadio para el campeonato Mundial de 1978. - 1975: Jugó el peor Torneo Nacional de la historia del club, salió anteúltimo en su zona. - 1976: Estuvo cerca del descenso en el Torneo Metropolitano - 1977: Se inauguró el Polideportivo. Por la remodelación del estadio para el Mundial 1978, el equipo volvió a jugar de local en la cancha de Ferro Carril Oeste. - 1978: En el estadio José Amalfitani se jugaron tres partidos del Campeonato Mundial. Volvió Daniel Willington y jugó sus últimos encuentros. - 1979: Salió subcampeón del Torneo Metropolitano y clasificó a la Copa Libertadores de 1980. Se incorporó el tenis y se inauguraron 11 canchas para su práctica. - 1980: Primera participación del club en la Copa Libertadores de América, en donde llegó a semifinales. Volvió Carlos Bianchi. - 1981: Carlos Bianchi al convertir 16 goles en el Torneo Nacional, se consagró goleador del campeonato por tercera vez. Se inauguró del Instituto Dalmacio Vélez Sarsfield. - 1982: El 22 de julio falleció José Feijoo. - 1983: Se realizó un buen Torneo Metropolitano, en el cual se terminó cuarto a cuatro puntos del campeón. - 1984: Carlos Bianchi jugó su último partido en el club. - 1985: Salió subcampeón del Torneo Nacional, con Jorge Comas como goleador del certamen al convertir en 12 oportunidades. - 1986: A mediados de 1985, la AFA introdujo una nueva reforma en los campeonatos, se volvió al campeonato único, pero con calendario europeo. En el Campeonato 1985/86, primero de estos certámenes, se realizó una mala campaña y se terminó duodécimo. José Luis Cuciuffo se consagró campeón del mundo con la Selección. - 1987: El 10 de abril de 1987 el Papa Juan Pablo II celebró una misa para fieles en el estadio José Amalfitani. Debutaron los juveniles Raúl Cardozo, Diego Simeone y Sergio Zárate. - 1988: El 23 de marzo se inauguró el patinódromo, y el 2 de abril el gimnasio de voleibol , ambos en el polideportivo. - 1989: Ubaldo Fillol, Ricardo Gareca y Juan Gilberto Funes, son contratados a mitad de año. - 1990: Son incorporados Oscar Ruggeri y Esteban González para el Apertura. - 1991: Esteban González fue goleador de la temporada 1990/91 con 18 conquistas. Debutaron los juveniles Mauricio Pellegrino, Marcelo Gómez, Roberto Pompei, Christian Bassedas y José Oscar Flores. - 1992: Fue subcampeón del Torneo Clausura. Se contrató al arquero José Luis Chilavert y al defensor Roberto Trotta. - 1993: El 8 de junio, luego de 25 años sin títulos, se consagró campeón por segunda vez en su historia al ganar el Torneo Clausura. En el Apertura obtuvo el subcampeonato. - 1994: El año futbolístico más importante de la historia del club, el 31 de agosto se consagró campeón de la Copa Libertadores y el 1 de diciembre de la Copa Intercontinental. El 21 de junio el CEAMSE le dio la concesión, con derecho a compra, de 18 hectáreas en el Camino del Buen Ayre, donde hoy se encuentra la Villa Olímpica. - 1995: El 17 de diciembre se consagró campeón a nivel local por tercera vez al ganar el Torneo Apertura. Perdió la final de la Recopa Sudamericana. José Oscar Flores fue goleador del Clausura con 14 tantos. - 1996: El 18 de agosto se consagró bicampeón a nivel local, obtuvo el Torneo Clausura. En el ámbito internacional salió campeón de la Copa Interamericana, el 24 de febrero, y de la Supercopa, el 4 de diciembre. obtuvo el Triplete. - 1997: El 13 de abril ganó el quinto título internacional al salir campeón de la Recopa Sudamericana. El Instituto Dalmacio Vélez Sarsfield incorporó educación inicial, primaria y secundaria. - 1998: El 31 de mayo se consagró campeón del Torneo Clausura. - 1999: El arquero José Luis Chilavert marcó un récord mundial para el puesto al convertir 3 goles en un partido. - 2000: Se inauguró la Villa Olímpica. José Luis Chilavert fue vendido a Francia y Christian Bassedas jugó por última vez en Vélez. - 2001: Debutaron los juveniles Leandro Somoza, Jonás Gutiérrez y Leandro Gracián. - 2002: Raúl Gamez fue elegido presidente por segunda vez. - 2003: Con un equipo lleno de juveniles se consiguió un meritorio tercer puesto en el Torneo Clausura. - 2004: Fue subcampeón del Torneo Apertura. Rolando Zárate salió goleador del Clausura con 13 tantos. Volvió José Luis Chilavert y se despidió del fútbol. El 24 de junio, se compraron los terrenos en donde se ubica la Villa Olímpica. - 2005: El 26 de junio se consagró campeón tras siete años al ganar el Torneo Clausura. - 2006: Mauro Zárate fue goleador del Apertura con 12 conquistas. - 2007: Tres juveniles del club, Mauro Zárate, Ariel Cabral y Damián Escudero formaron parte del plantel que obtuvo la Copa Mundial de Fútbol Sub-20 en Canadá. - 2008: El 15 de marzo murió de un balazo Emmanuel Álvarez, hincha del club que se trasladaba al Estadio de San Lorenzo para ver al equipo. Se inauguró el Complejo Acuático en el Polideportivo. - 2009: El 5 de julio se consagró campeón por séptima vez en su historia al obtener el Torneo Clausura. - 2010: Se cumplió el centenario del club y fue subcampeón del Torneo Apertura, en donde Santiago Silva se erigió como goleador al anotar 11 conquistas. - 2011: El 12 de junio logró su octavo título local, al salir campeón del Torneo Clausura. Llegó a semifinales en la Copa Libertadores. - 2012: El 2 de diciembre logró su noveno torneo doméstico al coronarse campeón del Torneo Inicial, en el que Facundo Ferreyra se consagró goleador con 13 tantos. - 2013: El 29 de junio se consagró campeón del Campeonato de Primera División 2012/13, la décima conquista local. - 2014: El 31 de enero obtuvo su primera Copa Nacional al salir campeón de la Supercopa Argentina 2013. Mauro Zárate con 13 tantos y Lucas Pratto con 11, se consagraron goleadores del Torneo Final y del Torneo de Transición, respectivamente. - 2015: Realizó una de las peores campañas de su historia clasificando 27º de 30 equipos en el campeonato. \| |  | |
| Amateurismo (1910-1930) - 1910: El 1 de enero se fundó el Club Atlético Vélez Sarsfield, bajo el nombre de «Club Atlético Argentinos de Vélez Sarsfield» - 1911: Tuvo su primera participación futbolística, llegando a semifinales de la Liga Nacional. - 1912: Se inscribió en tercera división de los torneos de la Asociación Argentina de Football y al producirse la primera escisión del fútbol Argentino, se enroló en la Federación Argentina de Football (ambas antecesoras de AFA), llegó a la final y obtuvo el ascenso. - 1913: Se quitó el "Argentinos" del nombre, pasando a su actual denominación. Se incorporó José Amalfitani como socio y pasó a jugar en la quinta de Figallo. - 1914: Murió Plácido Marín, el presidente del club y principal dirigente. Se decidió arrendar la cancha de Cortina y Bacacay. - 1915: El 19 de abril de ese año se inauguró la cancha de Cortina y Bacacay. - 1916: Nació la camiseta tricolor, roja, verde y blanca a bastones. - 1917: Perdió la final del torneo con Defensores de Belgrano y se quedó en las puertas del ascenso a primera. - 1918: Se resolvió que la camiseta sea blanca con un bolsillo con los colores italianos. - 1919: Al producirse la segunda escisión del fútbol argentino, se afilió a la Asociación Amateurs de Football y fue incorporado a la Primera División de Argentina, en donde obtuvo el subcampeonato.. - 1920: Salvador Carreras con 20 goles fue el primer jugador del club en ser goleador de un campeonato oficial: . - 1921: José Luis Boffi fue el primer futbolista de la institución en ser convocado a la Selección nacional. Murió Ricardo Zunino, jefe de prensa y uno de los principales dirigentes de la institución. - 1922: Se incorporó E. Alfredo Forrester, jugador récord al jugar 18 años consecutivos en el club. Se aprobó el contrato de locación por los terrenos de Basualdo y Schmidel. - 1923: Fue elegido José Amalfitani como presidente del club y se finalizaron las obras en el Estadio en el barrio de Villa Luro. - 1924: El 16 de marzo se inauguró el Estadio. Clelio Caucia, fue el primer arquero en el fútbol argentino, en convertirle un tanto, fue de tiro penal a Quilmes. - 1925: Comenzó el desarrollo social del club. - 1926: Se iniciaron las obras para la ampliación del estadio. - 1927: Se terminó el estadio con tribunas en los cuatro costados. - 1928: El 7 de diciembre se inauguraron las luces del estadio, en donde se jugó el primer partido nocturno de la historia del fútbol argentino. - 1929: Ángel Sobrino, se ubicó en el podio de los goleadores. - 1930: Realizó una gira llamada Panamericana, en la cual disputó 25 partidos. Profesionalismo (1931- actualidad) - 1931: Fue uno de los 18 fundares de la Liga Argentina de Football, y comenzó su participación en el profesionalismo. - 1932: Nació el apodo del club «El fortín». El 15 de diciembre, el Club estrenó su sede social ubicada frente al cine-teatro Fénix. - 1933: Nació la "V" azulada, al comprarse de oferta camisetas con ese diseño. - 1934: Realizó una gran rueda inicial en un raro torneo de tres, que le permitió ser puntero por primera vez en su historia en Primera División - 1935: Consiguió la mejor ubicación en la era profesional al salir cuarto en el campeonato, con Agustín Cosso, como goleador del torneo con 33 tantos. - 1936: En una temporada con dos torneos, en el primero repitió el cuarto puesto del año anterior. - 1937: El 17 de octubre Victorio Spinetto convirtió cuatro goles en un tiempo contra Chacarita, récord que actualmente perdura para un jugador defensivo. - 1938: Debutó Miguel Ángel Rugilo. - 1939: El equipo realizó una gira por Chile, Perú y Brasil - 1940: Descendió a la Segunda División de Argentina. - 1941: El 26 de enero se designó en asamblea de socios a José Amalfitani como presidente. Se consiguió la cesión del pantano del Arroyo Maldonado por parte de las autoridades del Ferrocarril del Oeste en la zona del barrio de Liniers. Debutó Juan José Ferraro. - 1942: Se entregaron los terrenos de Basualdo y Schmidel, y fueron llevados los hierros y tablones al nuevo predio adquirido. Victorio Spinetto asumió la dirección técnica del equipo. - 1943: El 11 de abril se inauguró la nueva cancha con los tablones del "Viejo Fortín". El 20 de noviembre logró el ascenso a la Primera División, tras obtener el Campeonato de Segunda División. - 1944: El 16 de abril jugó el primer partido en el retorno a la Primera División. - 1945: El 16 de noviembre se produjo una histórica goleada a Independiente 8 a 0. - 1946: Se aprobó la compra de los terrenos de la cancha de Gaona (hoy Juan B. Justo) y Barragán. - 1947: Se colocó la piedra fundamental para la construcción del nuevo estadio. Miguel Ángel Rugilo, Oscar Antonio Huss y Ángel Natalio Allegri conformaron un trío defensivo histórico. - 1948: Por la construcción del estadio, desde ese año el equipo jugó de local en la cancha de Ferro Carril Oeste. - 1949: Se compró una fracción de terreno al Ferrocarril del Oeste, lindera al predio adquirido en 1941. - 1950: El 29 de octubre Miguel Ángel Rugilo se convirtió en el primer arquero del profesionalismo en atajar dos penales en un mismo partido, fue en el empate 0 a 0 frente a River de visitante. - 1951: El 22 de abril se inauguró el actual estadio. - 1952: Debutó Norberto Conde. - 1953: Se consagró subcampeón del Campeonato por primera vez en el profesionalismo. - 1954: Norberto Conde fue goleador del campeonato con 19 goles. Se inauguró la Pileta Olímpica. - 1955: Victorio Spinetto dejó la dirección técnica luego de 14 años consecutivos. - 1956: Se incorporaron el voleibol y el judo como deportes, se formó la subcomisión de cultura y se armó un gimnasio para la práctica del levantamiento olímpico de pesas. - 1957: Se despidieron Juan José Ferraro y Oscar Antonio Huss. - 1958: Ludovico Avio se convirtió en el primer jugador del club en jugar un mundial. - 1959: No se pudo ganar en toda la segunda rueda, fueron 15 partidos seguidos en el campeonato. - 1960: Se cumple el cincuentenario del club. Al no poder ganar los primeros 3 cotejos del campeonato se consumó la peor racha de la historia, que llegó a 18 encuentros sin triunfos en el torneo, contabilizando los disputados en la segunda rueda de la temporada anterior. - 1961: El equipo salió séptimo del campeonato por segundo año consecutivo. - 1962: Se incorporó del fútbol cordobés Daniel Willington. - 1963: Se contrató el mendocino Iselín Santos Ovejero. Se realizó una de las peores campañas de la historia, se ubicó anteúltimo a dos puntos del descenso. - 1964: Juan José Ferraro asumió la dirección técnica, se contrató al goleador de Atlanta Juan Carlos Carone y debutó el juvenil arquero Miguel Marín. - 1965: Se consiguió el tercer puesto en el torneo, la mejor campaña del club desde el subcampeonato de 1953, con Juan Carlos Carone como goleador del certamen haciendo 19 goles. Debutó el juvenil Omar Wehbe. - 1966:Luego de un mal arranque en el torneo, volvió a la dirección técnica Victorio Spinetto, y se terminó quinto. |  | - 1967: La AFA realizó una reforma estructural de los campeonatos, estableciendo la disputó de dos torneos el Metropolitano y el Nacional. En el primero, debutó el delantero juvenil Carlos Bianchi, mientras que en el segundo finalizó tercero. - 1968: El 29 de diciembre, se consagró campeón por primera vez en su historia al ganar el Torneo Nacional, con Omar Wehbe como goleador al convertir 16 tantos. Se resolvió poner al estadio el nombre de José Amalfitani. - 1969: El 14 de mayo murió José Amalfitani. Se inauguraron las nuevas plateas altas del sector norte y las luces del estadio. - 1970: Fue finalista de la Copa Argentina, trofeo que quedó desierto. Carlos Bianchi salió goleador del Torneo Nacional con 18 tantos. Asumió la presidencia José Feijoo. Se dejó en libertad de acción a Daniel Willington. - 1971: Salió subcampeón del Torneo Metropolitano, con Carlos Bianchi nuevamente goleador al convertir en 36 ocasiones. - 1972: Se construyó un mausoleo en el Cementerio de Chacarita en honor a José Amalfitani. Se inauguró la bandeja inferior de cemento de la remozada Platea Norte del estadio. - 1973: El Presidente de la Nación Juan Domingo Perón, cedió por decreto un terreno de seis hectáreas, en donde hoy se erige el Polideportivo. Carlos Bianchi fue vendido a Francia. - 1974: Salió tercero en el Torneo Nacional. Se designó como Sub-Sede Buenos Aires al estadio para el campeonato Mundial de 1978. - 1975: Jugó el peor Torneo Nacional de la historia del club, salió anteúltimo en su zona. - 1976: Estuvo cerca del descenso en el Torneo Metropolitano - 1977: Se inauguró el Polideportivo. Por la remodelación del estadio para el Mundial 1978, el equipo volvió a jugar de local en la cancha de Ferro Carril Oeste. - 1978: En el estadio José Amalfitani se jugaron tres partidos del Campeonato Mundial. Volvió Daniel Willington y jugó sus últimos encuentros. - 1979: Salió subcampeón del Torneo Metropolitano y clasificó a la Copa Libertadores de 1980. Se incorporó el tenis y se inauguraron 11 canchas para su práctica. - 1980: Primera participación del club en la Copa Libertadores de América, en donde llegó a semifinales. Volvió Carlos Bianchi. - 1981: Carlos Bianchi al convertir 16 goles en el Torneo Nacional, se consagró goleador del campeonato por tercera vez. Se inauguró del Instituto Dalmacio Vélez Sarsfield. - 1982: El 22 de julio falleció José Feijoo. - 1983: Se realizó un buen Torneo Metropolitano, en el cual se terminó cuarto a cuatro puntos del campeón. - 1984: Carlos Bianchi jugó su último partido en el club. - 1985: Salió subcampeón del Torneo Nacional, con Jorge Comas como goleador del certamen al convertir en 12 oportunidades. - 1986: A mediados de 1985, la AFA introdujo una nueva reforma en los campeonatos, se volvió al campeonato único, pero con calendario europeo. En el Campeonato 1985/86, primero de estos certámenes, se realizó una mala campaña y se terminó duodécimo. José Luis Cuciuffo se consagró campeón del mundo con la Selección. - 1987: El 10 de abril de 1987 el Papa Juan Pablo II celebró una misa para fieles en el estadio José Amalfitani. Debutaron los juveniles Raúl Cardozo, Diego Simeone y Sergio Zárate. - 1988: El 23 de marzo se inauguró el patinódromo, y el 2 de abril el gimnasio de voleibol , ambos en el polideportivo. - 1989: Ubaldo Fillol, Ricardo Gareca y Juan Gilberto Funes, son contratados a mitad de año. - 1990: Son incorporados Oscar Ruggeri y Esteban González para el Apertura. - 1991: Esteban González fue goleador de la temporada 1990/91 con 18 conquistas. Debutaron los juveniles Mauricio Pellegrino, Marcelo Gómez, Roberto Pompei, Christian Bassedas y José Oscar Flores. - 1992: Fue subcampeón del Torneo Clausura. Se contrató al arquero José Luis Chilavert y al defensor Roberto Trotta. - 1993: El 8 de junio, luego de 25 años sin títulos, se consagró campeón por segunda vez en su historia al ganar el Torneo Clausura. En el Apertura obtuvo el subcampeonato. - 1994: El año futbolístico más importante de la historia del club, el 31 de agosto se consagró campeón de la Copa Libertadores y el 1 de diciembre de la Copa Intercontinental. El 21 de junio el CEAMSE le dio la concesión, con derecho a compra, de 18 hectáreas en el Camino del Buen Ayre, donde hoy se encuentra la Villa Olímpica. - 1995: El 17 de diciembre se consagró campeón a nivel local por tercera vez al ganar el Torneo Apertura. Perdió la final de la Recopa Sudamericana. José Oscar Flores fue goleador del Clausura con 14 tantos. - 1996: El 18 de agosto se consagró bicampeón a nivel local, obtuvo el Torneo Clausura. En el ámbito internacional salió campeón de la Copa Interamericana, el 24 de febrero, y de la Supercopa, el 4 de diciembre. obtuvo el Triplete. - 1997: El 13 de abril ganó el quinto título internacional al salir campeón de la Recopa Sudamericana. El Instituto Dalmacio Vélez Sarsfield incorporó educación inicial, primaria y secundaria. - 1998: El 31 de mayo se consagró campeón del Torneo Clausura. - 1999: El arquero José Luis Chilavert marcó un récord mundial para el puesto al convertir 3 goles en un partido. - 2000: Se inauguró la Villa Olímpica. José Luis Chilavert fue vendido a Francia y Christian Bassedas jugó por última vez en Vélez. - 2001: Debutaron los juveniles Leandro Somoza, Jonás Gutiérrez y Leandro Gracián. - 2002: Raúl Gamez fue elegido presidente por segunda vez. - 2003: Con un equipo lleno de juveniles se consiguió un meritorio tercer puesto en el Torneo Clausura. - 2004: Fue subcampeón del Torneo Apertura. Rolando Zárate salió goleador del Clausura con 13 tantos. Volvió José Luis Chilavert y se despidió del fútbol. El 24 de junio, se compraron los terrenos en donde se ubica la Villa Olímpica. - 2005: El 26 de junio se consagró campeón tras siete años al ganar el Torneo Clausura. - 2006: Mauro Zárate fue goleador del Apertura con 12 conquistas. - 2007: Tres juveniles del club, Mauro Zárate, Ariel Cabral y Damián Escudero formaron parte del plantel que obtuvo la Copa Mundial de Fútbol Sub-20 en Canadá. - 2008: El 15 de marzo murió de un balazo Emmanuel Álvarez, hincha del club que se trasladaba al Estadio de San Lorenzo para ver al equipo. Se inauguró el Complejo Acuático en el Polideportivo. - 2009: El 5 de julio se consagró campeón por séptima vez en su historia al obtener el Torneo Clausura. - 2010: Se cumplió el centenario del club y fue subcampeón del Torneo Apertura, en donde Santiago Silva se erigió como goleador al anotar 11 conquistas. - 2011: El 12 de junio logró su octavo título local, al salir campeón del Torneo Clausura. Llegó a semifinales en la Copa Libertadores. - 2012: El 2 de diciembre logró su noveno torneo doméstico al coronarse campeón del Torneo Inicial, en el que Facundo Ferreyra se consagró goleador con 13 tantos. - 2013: El 29 de junio se consagró campeón del Campeonato de Primera División 2012/13, la décima conquista local. - 2014: El 31 de enero obtuvo su primera Copa Nacional al salir campeón de la Supercopa Argentina 2013. Mauro Zárate con 13 tantos y Lucas Pratto con 11, se consagraron goleadores del Torneo Final y del Torneo de Transición, respectivamente. - 2015: Realizó una de las peores campañas de su historia clasificando 27º de 30 equipos en el campeonato. |

## Hechos destacados históricos
- En 1923 se pone en circulación la revista «¡Vélez Sarsfield!», primera publicación partidaria de la historia del fútbol argentino.[444]
- Clelio Caucia fue el primer arquero goleador del Fútbol Argentino y de Vélez al convertirle un tanto de tiro penal a Quilmes el 24 de junio de 1924, además posteriormente festejó contra Barracas en 1926 y Liberal Argentino en 1929.[445]
- En 1928, conduciendo a Vélez Sarsfield, Luis Martín Castellano se convirtió en el primer director técnico de la historia del fútbol argentino.[446]
- El antiguo "Fortín" de Villa Luro fue escenario del primer partido nocturno de la historia del fútbol argentino. Fue el 7 de diciembre de 1928 entre el equipo Olímpico y un combinado de la Asociación, finalizando el encuentro 3-1 para los primeros. Ya en el profesionalismo, el partido que primero se jugó de noche fue también disputado en el estadio del club, pero en este caso entre el local y Platense. El partido se disputó el 17 de diciembre de 1935, y terminó con triunfo 4-2 para Vélez Sarsfield.[447]
- Victorio Spinetto, de Vélez Sarsfield, fue el primer defensor en la historia del fútbol argentino en marcar 4 goles en un mismo partido: Fue el 17 de octubre de 1937 por la séptima fecha de la segunda rueda del Campeonato de Primera División, al derrotar a Chacarita Juniors por 5:2.[448]
- En 1959, enfrentando a San Lorenzo, se produjo la primera sustitución oficial de la historia del fútbol argentino. El arquero Floreal Rodríguez ingresó en reemplazo del lesionado Roque Marrapodi, defendiendo el arco de Vélez Sarsfield.[449]
- El día 14 de mayo de 1969 muere José Amalfitani y en honor a este se nombra a tal día el Día del Dirigente Deportivo.
- El 31 de agosto de 1994 obtiene la Copa Libertadores y el 1 de diciembre de ese año se consagra campeón del mundo al ganar la Copa Intercontinental frente al Milan.

### Personalidades destacadas

#### José Amalfitani
El 7 de febrero de 1913 se había asociado al club José Amalfitani, un hombre que además de ser clave para la historia del club, se convertiría en el paradigma del dirigente deportivo. Fue presidente de Vélez durante más de 30 años, y el artífice de su reconstrucción y hacedor de su grandeza luego de la crisis de principios de los años 1940. Precisamente el 26 de enero de 1941 ganó las elecciones y pidió a los miembros de la comisión directiva acompañar el aval por las deudas para frenar el remate del club, en principio solo él se responsabilizó con su patrimonio personal y posteriormente se fueron acoplando otros integrantes de la comisión como Antonio Marín Moreno. El pasivo en esa época ascendía a los 40.000 pesos, se encontraba embargado por otros 100.000 pesos y, además, pendía un juicio de desalojo sobre la cancha. En el acta firmada el 1 de noviembre de 1941, se cita: "El señor José Amalfitani decía el punto séptimo del convenio, por derecho propio, no ya en representación del Club Vélez Sarsfleld, toma a su cargo, como deuda principal, la obligación de efectuar por cuenta del club la construcción de cercos y aceras, también la obligación de pagar indemnizaciones en el caso de mora. El señor José Amalfitani se constituye como fiador, en carácter solidarlo, como principal pagador, de todas las obligaciones del Club Vélez Sarsfield desde la firma del presente convenio entendiéndose expresamente que el Incumplimiento de una sola, cualquiera de las cláusulas de éste, autoriza a los acreedores a exigir el total de la deuda".
Sus mandatos al frente de la institución incluyeron los siguientes períodos: 1923 a 1925 y de 1941 a 1969.
El 7 de diciembre de 1968 en Asamblea de Socios se designa al estadio del barrio de Liniers el nombre de "José Amalfitani", en honor al personaje ilustre por excelencia de la Institución.
Amalfitani murió el 14 de mayo de 1969, dejando un gran vacío en el fútbol argentino. Al cumplirse 3 años de su muerte, la AFA comunicó a través de su interventor Raúl D’Onofrio la decisión de declarar el 14 de mayo como "Día del Dirigente Deportivo" en homenaje a José Amalfitani.

#### Victorio Luis Spinetto
Uno de los grandes referentes de la institución, es sin dudas Victorio Luis Spinetto, quien debutó en Vélez Sarsfield, en 1932. Defensor y centro medio de buenas condiciones técnicas, con gran temperamento y vehemencia en la marca, se consolidó como el primer defensor "goleador" en el fútbol argentino con 49 tantos. En 1937 convirtió 4 goles en un mismo cotejo contra Chacarita Juniors, luego de ir perdiendo 0:2 en el primer tiempo, "El Fortín" finaliza el encuentro vencedor 5:2. Disputó 210 partidos y convirtió 45 tantos en Vélez entre 1932 - 1937 y 1939 - 1940.
En 1942 retorna al club como director técnico del primer equipo con la intención de retornar a la máxima categoría, objetivo alcanzado al año siguiente. “Don Victorio Spinetto” estuvo al frente técnicamente del primer equipo durante 14 años consecutivos, en esta primera etapa, y obtuvo el subcampeonato de la temporada 1953. Luego de dirigir otros clubes retornó a la entidad de Liniers al frente de las divisiones inferiores y en diversas y acotadas etapas volvió a dirigir la primera división. En su notable paso promocionó varias figuras (como Carlos Bianchi y Diego Simeone, entre otros) y afianzó su trabajo en la promoción de juveniles provenientes de las divisiones inferiores del "Fortín", valor histórico de la institución.
Al frente de la Selección nacional Argentina, se adjudicó el Sudamericano disputado en Buenos Aires en 1959.
En primera división dirigió un total de 625 encuentros (Ganó 246, empató 172 y perdió 207), comprendidos entre 1944-55, 1958, 1961 y 1966-67. Mientras que en segunda división estuvo al frente en 49 partidos (Ganó 32, empató 10 y perdió 7) entre 1942 y 1943 cuando retorna a la máxima categoría.
La gran figura y el acérrimo hincha de Vélez Sarsfield, fallece el 28 de agosto de 1990

#### Daniel Alberto Willington
Daniel Willington, es uno de los grandes ídolos de la historia de Vélez Sarsfield, desempeñándose como volante ofensivo, de gran talento, creador y exquisita técnica. Clásico "10" armador de juego lujoso y autor de verdaderos golazos, a su vez se le adjudicaba cierta displicencia en el aspecto físico.
Daniel, paradójicamente conocido como "el famoso Cordobés", nació en la provincia de Santa Fe, pero Victorio Spinetto lo descubrió en Córdoba, lugar donde se crio desde pequeño, y lo llevó a jugar a Buenos Aires en 1962 para jugar en primera división. Luego de destacadas campañas, fue una de las piezas claves en la obtención del Nacional 1968. Jugó en el club de Liniers hasta 1971 donde emigró al fútbol mexicano, retornando en 1978 a Vélez Sarsfield para retirarse del fútbol profesional definitivamente. Disputó 212 cotejos y convirtió 65 goles con la camiseta del “Fortín”. En la Selección Argentina disputó algunos encuentros sin la relevancia y periodicidad acorde a su trayectoria en el ámbito local.
En la temporada 1988/89 volvió al club, como director técnico, con expectativas que no fueron correspondidas con los resultados esperados. En 46 encuentros, ganó 15, empató 16 y perdió 15.

#### Carlos Bianchi
A los 18 años, en 1967, Carlos Bianchi debutó como futbolista en el Club Atlético Vélez Sarsfield, institución de sus amores. En sus dos períodos como jugador entre 1967 - 1973 y 1980 –1984, integró el plantel profesional que ganó el Nacional 1968 y se consagró máximo goleador del campeonato en tres oportunidades: Campeonato Nacional 1970, con 18 goles, Campeonato Metropolitano 1971, con 36, y Campeonato Nacional 1981, con 15.
Bianchi, es el máximo goleador en la historia de Vélez Sarsfield con 206 goles y el octavo en el fútbol argentino. Es también con sus 179 goles, el noveno máximo artillero en la historia de la Liga Francesa. Tras su retiro, Bianchi es reconocido por la FIFA como el máximo goleador argentino en la historia de los torneos de primera de división del mundo al anotar 385 goles (206 en Argentina y 179 en Francia).
Curiosamente, con este notable antecedente, en la Selección nacional Argentina, jugó solamente 11 partidos, marcando siete goles.
En 1993 volvió a su país nuevamente pero esta vez, para dirigir técnicamente a Vélez hasta 1996. En su paso obtuvo tres torneos locales, y tres internacionales: Clausura 1993, Copa Libertadores 1994, Copa Intercontinental 1994, Apertura 1995, Copa Interamericana 1996 y Clausura 1996.
De su etapa como entrenador se lo conoce con el sobrenombre “Virrey de Liniers”, bautizado así por el periodista deportivo Víctor Hugo Morales, por haber ganado importantes títulos en Vélez Sarsfield, club ubicado en el barrio porteño de Liniers, en alusión al Virrey Liniers, quien estaba al mando del Virreinato del Río de la Plata hacia principios de 1800.
Con el "Fortín" dirigió 146 encuentros (Ganó 72, empató 45 y perdió 32)
Por su trayectoria como entrenador la IFFHS lo reconoce como uno de los principales directores técnicos del mundo.

#### José Luis Chilavert
El día 15 de noviembre de 2004, José Luis Chilavert tuvo su partido de despedida en Buenos Aires con la participación de grandes figuras del fútbol internacional (Iván Zamorano, Carlos Valderrama, René Higuita, Enzo Francescoli, Álex Aguinaga, Celso Ayala, Daniel Cáceres, Claudio Morel, Celso Esquivel, Marco Etcheverry, entre otras figuras del club de Liniers, campeones de América y del Mundo), brindando un espectáculo acorde a las circunstancias.
José Luis Chilavert es mundialmente conocido por haber sido durante muchos años el arquero con mayor cantidad de goles anotados en su carrera deportiva, con un total de 62. El extraordinario arquero paraguayo marcó durante su carrera 48 goles en Vélez (36 en torneos locales y 12 en copas internacionales), 8 en la Selección Paraguaya, 4 en Peñarol de Montevideo, 1 en el Real Zaragoza de España y 1 con el Racing Estrasburgo; obtuvo 12 títulos: 9 con Vélez Sarsfield, 1 con el Racing Estrasburgo de Francia, 1 con Peñarol de Montevideo y 1 con el Club Guaraní de Paraguay. En Vélez jugó un total de 347 partidos y desde su debut, en Sportivo Luqueño de Paraguay, 737 partidos en 23 años de carrera.
No solo por sus atributos como goleador es reconocido mundialmente, también sus notables condiciones técnicas como arquero y su temperamento le permitieron ser designado el mejor Anexo:Futbolista del año en Sudamérica en 1996
y nombrado el mejor arquero del mundo en tres oportunidades (1995, 1997 y 1998). Posteriormente ha sido reconocido como el quinto mejor arquero de la historia del fútbol -de los que actuaron entre 1987 y 2008- según IFFHS.
Jugó en dos mundiales de fútbol representando a la Selección nacional de Paraguay (1998 y 2002). También llegó a ser Campeón de América e Intercontinental de Clubes con Vélez Sarsfield en 1994.
Obtuvo nueve títulos con la institución de Liniers, 4 nacionales y 5 internacionales. Clausura 1993, Copa Libertadores 1994, Copa Intercontinental 1994, Apertura 1995, Copa Interamericana 1996, Clausura 1996, Supercopa Sudamericana 1996, Recopa Sudamericana 1997 y Clausura 1998.

#### Ricardo Gareca
El Tigre pasó por varios clubes como jugador hasta que, en 1989, vistió la camiseta de Vélez Sarsfield, club del cual es hincha desde niño, como su padre. Disputó 117 encuentros y anotó 24 goles con la "V Azulada" hasta el año 1992, obteniendo el subcampeonato del Torneo Clausura.
Luego de iniciar su carrera como director técnico en 1995 y de dirigir exitosamente a varios equipos argentinos y de otros países del continente, recala en 2009, por recomendación del mánager Christian Bassedas, como entrenador del primer equipo de la institución, realizando una excelente campaña y ganando el Torneo Clausura 2009  en la última fecha, luego de derrotar al Club Atlético Huracán por 1:0 en el Estadio José Amalfitani con gol de Maximiliano Morález.
En el año 2011 compitió en el campeonato local y en la Copa Libertadores de América simultáneamente, alcanzando las semifinales del torneo continental después de diecisiete años, y ganando el Torneo Clausura, que tenía como puntero al Fortín desde la décima fecha. El 12 de junio derrotó nuevamente a Huracán, esta vez en el Estadio Tomás Adolfo Ducó y por 2:0, con goles de Santiago Silva y David Ramírez de penal, consagrándose campeón por segunda vez al mando del primer equipo de Vélez Sarsfield.
El 2 de diciembre de 2012, luego de vencer a Unión por 2:0 (tantos de Facundo Ferreyra) y faltando una fecha para la finalización del Torneo Inicial, se consagra nuevamente campeón, cosechando su tercer título como entrenador del Fortín.
El 29 de junio de 2013 el campeón del Torneo Inicial 2012, bajo la conducción del Tigre, obtiene el Campeonato de Primera División 2012/13 tras vencer por 1:0, con tanto de Lucas Pratto, al Club Atlético Newell's Old Boys (campeón del Torneo Final 2013) en la final disputada en el Estadio Malvinas Argentinas de la Ciudad de Mendoza, significando el cuarto título obtenido bajo la dirección técnica de Ricardo Gareca.
Además de los cuatro títulos, el Vélez de Gareca fue semifinalista de las copas Libertadores 2011 y Sudamericana 2011, subcampeón del Torneo Apertura 2010, y tercero en los torneos Apertura 2011, Clausura 2012 y Torneo Inicial 2013.
Entre 2009 y 2013, el Tigre estuvo al frente del primer equipo en 254 partidos oficiales (194 locales y 60 internacionales). Festejó 130 victorias, con 65 empates y 59 derrotas, con 368 goles a favor y 215 en contra.

## Clasificación en los torneos de fútbol

### Era amateur
| 1911 | Liga Nacional                              | Semifinalista                   | -                |
| 1912 | Segunda División (tercera categoría) (FAF) | 2.º puesto                      | -                |
| 1913 | Intermedia (FAF)                           | 4.º o 5.º puesto de la zona A   | Octavos de final |
| 1914 | Intermedia (FAF)                           | Mitad de tabla de la zona Norte | Octavos de final |
| 1915 | Intermedia                                 | 6.º puesto de la zona C         | Primera ronda    |
| 1916 | Intermedia                                 | 3.º puesto zona B               | Segunda ronda    |
| 1917 | Intermedia                                 | 2.º puesto                      | Semifinal        |
| 1918 | Intermedia                                 | 2.º puesto zona A               | Ronda preliminar |
| 1919 | Intermedia                                 | Expulsado                       | Expulsado        |
| 1919 | Primera División (AAmF)                    | 2.º puesto                      | -                |
| 1920 | Primera División (AAmF)                    | 6.º puesto                      | Primera ronda    |
| 1921 | Primera División (AAmF)                    | 12.º puesto                     | -                |
| 1922 | Primera División (AAmF)                    | 7.º puesto                      | -                |
| 1923 | Primera División (AAmF)                    | 9.º puesto                      | -                |
| 1924 | Primera División (AAmF)                    | 17.º puesto                     | Fase de grupos   |
| 1925 | Primera División (AAmF)                    | 20.º puesto                     | Fase de grupos   |
| 1926 | Primera División (AAmF)                    | 7.º puesto                      | Cuartos de final |
| 1927 | Primera División                           | 24.º puesto                     | -                |
| 1928 | Primera División                           | 32.º puesto                     | -                |
| 1929 | Primera División                           | 6.º sec. par                    | -                |
| 1930 | Primera División                           | 15.º puesto                     | -                |

### Era profesional
| 1931 | Primera División | 9.º     | -                     | -                |
| 1932 | Primera División | 8.º     | Competencia           | Octavos de final |
| 1932 | Primera División | 8.º     | Beccar Varela         | Fase de grupos   |
| 1933 | Primera División | 7.º     | Competencia           | Semifinal        |
| 1933 | Primera División | 7.º     | Beccar Varela         | Octavos de final |
| 1934 | Primera División | 8.º     | -                     | -                |
| 1935 | Primera División | 4.º     | -                     | -                |
| 1936 | Copa de Honor    | 4.º     | -                     | -                |
| 1936 | Copa Campeonato  | 13.º    | -                     | -                |
| 1937 | Primera División | 5.º     | -                     | -                |
| 1938 | Primera División | 10      | -                     | -                |
| 1939 | Primera División | 10      | -                     | -                |
| 1940 | Primera División | 17.º    | -                     | -                |
| 1941 | Segunda División | 4.º     | -                     | -                |
| 1942 | Segunda División | 3.º     | -                     | -                |
| 1943 | Segunda División | Campeón | -                     | -                |
| 1944 | Primera División | 10.º    | Competencia Británica | Octavos de final |
| 1945 | Primera División | 9.º     | Competencia Británica | Cuartos de final |
| 1946 | Primera División | 11.º    | Competencia Británica | Octavos de final |
| 1947 | Primera División | 8.º     | -                     | -                |
| 1948 | Primera División | 7.º     | Competencia Británica | Abandonada       |
| 1949 | Primera División | 7.º     | Escobar               | Semifinal        |
| 1950 | Primera División | 10.º    | -                     | -                |

| 1951 | Primera División | 9.º                 | -           | -                      | -             |
| 1952 | Primera División | 6.º                 | Competencia | Incompleta             | -             |
| 1953 | Primera División | 2.º                 | -           | -                      | -             |
| 1954 | Primera División | 9.º                 | -           | -                      | -             |
| 1955 | Primera División | 11.º                | -           | -                      | -             |
| 1956 | Primera División | 5.º                 | -           | -                      | -             |
| 1957 | Primera División | 5.º                 | -           | -                      | -             |
| 1958 | Primera División | 7.º                 | Suecia      | 6.º puesto del grupo A | -             |
| 1959 | Primera División | 12.º                | -           | -                      | -             |
| 1960 | Primera División | 7.º                 | -           | -                      | -             |
| 1961 | Primera División | 7.º                 | -           | -                      | -             |
| 1962 | Primera División | 13.º                | -           | -                      | -             |
| 1963 | Primera División | 13.º                | -           | -                      | -             |
| 1964 | Primera División | 8.º                 | -           | -                      | -             |
| 1965 | Primera División | 3.º                 | -           | -                      | -             |
| 1966 | Primera División | 5.º                 | -           | -                      | -             |
| 1967 | Metropolitano    | 5.º (3.º sección A) | -           | -                      | -             |
| 1967 | Nacional         | 3.º                 | -           | -                      | -             |
| 1968 | Metropolitano    | Semifinal           | -           | -                      | -             |
| 1968 | Nacional         | Campeón             | -           | -                      | -             |
| 1969 | Metropolitano    | 6.º (3.º sección A) | Argentina   | No la disputó          | No la disputó |
| 1969 | Nacional         | 6.º                 | Argentina   | No la disputó          | No la disputó |
| 1970 | Metropolitano    | 10.º                | Argentina   | Finalista              | -             |
| 1970 | Nacional         | 6.º (3.º zona B)    | Argentina   | Finalista              | -             |

| 1971    | Metropolitano    | 2.º                          | -         |
| 1971    | Nacional         | 10.º (6.º zona B)            | -         |
| 1972    | Metropolitano    | 5.º                          | -         |
| 1972    | Nacional         | 5.º (3.º zona A)             | -         |
| 1973    | Metropolitano    | 6.º                          | -         |
| 1973    | Nacional         | 5.º (3.º zona A)             | -         |
| 1974    | Metropolitano    | 16.º (8.º sección A)         | -         |
| 1974    | Nacional         | 3.º                          | -         |
| 1975    | Metropolitano    | 9.º                          | -         |
| 1975    | Nacional         | Fase de grupos (7.º zona A)  | -         |
| 1976    | Metropolitano    | 17.º (5.º serie descenso)    | -         |
| 1976    | Nacional         | Fase de grupos (6.º zona C)  | -         |
| 1977    | Metropolitano    | 3.º                          | -         |
| 1977    | Nacional         | Fase de grupos (4.º zona C)  | -         |
| 1978    | Metropolitano    | 16.º                         | -         |
| 1978    | Nacional         | Cuartos de final             | -         |
| 1979    | Metropolitano    | 2.º                          | -         |
| 1979    | Nacional         | Cuartos de final             | -         |
| 1980    | Primera División | 15.º                         | Semifinal |
| 1980    | Nacional         | Fase de grupos (4.º zona A)  | Semifinal |
| 1981    | Primera División | 11.º                         | -         |
| 1981    | Nacional         | Semifinal                    | -         |
| 1982    | Nacional         | Fase de grupos (3.º zona D)  | -         |
| 1982    | Primera División | 5.º                          | -         |
| 1983    | Nacional         | Octavos de final             | -         |
| 1983    | Primera División | 4.º                          | -         |
| 1984    | Nacional         | Fase de grupos (3.º grupo C) | -         |
| 1984    | Primera División | 6.º                          | -         |
| 1985    | Nacional         | 2.º                          | -         |
| 1985/86 | Primera División | 12.º                         | -         |
| 1986/87 | Primera División | 9.º                          | -         |
| 1987/88 | Primera División | 6.º                          | -         |
| 1988/89 | Primera División | 15.º                         | -         |
| 1989/90 | Primera División | 5.º                          | -         |

| 1990/91 | Primera División | 4.º     | -                           | -                | -                     | -                       |
| 1991/92 | Apertura         | 4.º     | -                           | -                | -                     | -                       |
| 1991/92 | Clausura         | 2.º     | -                           | -                | -                     | -                       |
| 1992/93 | Apertura         | 6.º     | Conmebol 1992               | Octavos de final | -                     | -                       |
| 1992/93 | Clausura         | Campeón | -                           | -                | -                     | -                       |
| 1993/94 | Apertura         | 2.º     | -                           | -                | Copa Centenario       | 2.ª Ronda de perdedores |
| 1993/94 | Clausura         | 18.º    | Libertadores 1994           | Campeón          | -                     | -                       |
| 1994/95 | Apertura         | 3.º     | -                           | -                | Intercontinental 1994 | Campeón                 |
| 1994/95 | Clausura         | 3.º     | Libertadores 1995           | Cuartos de final | Recopa 1995           | Final                   |
| 1995/96 | Apertura         | Campeón | Supercopa Sudamericana 1995 | Octavos de final | -                     | -                       |
| 1995/96 | Clausura         | Campeón | -                           | -                | Interamericana 1996   | Campeón                 |
| 1996/97 | Apertura         | 13.º    | Supercopa Sudamericana 1996 | Campeón          | -                     | -                       |
| 1996/97 | Clausura         | 5.º     | Libertadores 1997           | Octavos de final | Recopa 1997           | Campeón                 |
| 1997/98 | Apertura         | 4.º     | Supercopa Sudamericana 1997 | Primera fase     | -                     | -                       |
| 1997/98 | Clausura         | Campeón | -                           | -                | -                     | -                       |
| 1998/99 | Apertura         | 11.º    | Mercosur 1998               | Cuartos de final | -                     | -                       |
| 1998/99 | Clausura         | 13.º    | Libertadores 1999           | Cuartos de final | -                     | -                       |
| 1999/00 | Apertura         | 7.º     | Mercosur 1999               | Fase de grupos   | -                     | -                       |
| 1999/00 | Clausura         | 6.º     | -                           | -                | -                     | -                       |
| 2000/01 | Apertura         | 6.º     | Mercosur 2000               | Primera fase     | -                     | -                       |
| 2000/01 | Clausura         | 8.º     | Libertadores 2001           | Fase de grupos   | -                     | -                       |
| 2001/02 | Apertura         | 15.º    | Mercosur 2001               | Primera fase     | -                     | -                       |
| 2001/02 | Clausura         | 9.º     | Libertadores 2002           | Fase de grupos   | -                     | -                       |
| 2002/03 | Apertura         | 5.º     | -                           | -                | -                     | -                       |
| 2002/03 | Clausura         | 3.º     | -                           | -                | -                     | -                       |
| 2003/04 | Apertura         | 15.º    | Sudamericana 2003           | Primera fase     | -                     | -                       |
| 2003/04 | Clausura         | 5.º     | Libertadores 2004           | Fase de grupos   | -                     | -                       |
| 2004/05 | Apertura         | 2.º     | -                           | -                | -                     | -                       |
| 2004/05 | Clausura         | Campeón | -                           | -                | -                     | -                       |
| 2005/06 | Apertura         | 3.º     | Sudamericana 2005           | Semifinal        | -                     | -                       |
| 2005/06 | Clausura         | 10.º    | Libertadores 2006           | Cuartos de final | -                     | -                       |
| 2006/07 | Apertura         | 7.º     | Sudamericana 2006           | Primera fase     | -                     | -                       |
| 2006/07 | Clausura         | 9.º     | Libertadores 2007           | Octavos de final | -                     | -                       |
| 2007/08 | Apertura         | 10.º    | -                           | -                | -                     | -                       |
| 2007/08 | Clausura         | 5.º     | -                           | -                | -                     | -                       |
| 2008/09 | Apertura         | 9.º     | -                           | -                | -                     | -                       |
| 2008/09 | Clausura         | Campeón | -                           | -                | -                     | -                       |
| 2009/10 | Apertura         | 5.º     | Sudamericana 2009           | Cuartos de final | -                     | -                       |
| 2009/10 | Clausura         | 9.º     | Libertadores 2010           | Octavos de final | -                     | -                       |

| Período 2010/11- en adelante | Período 2010/11- en adelante | Período 2010/11- en adelante | Período 2010/11- en adelante | Período 2010/11- en adelante | Período 2010/11- en adelante | Período 2010/11- en adelante | Período 2010/11- en adelante | Período 2010/11- en adelante |
| Temporada                    | Campeonato local             | Campeonato local             | Copa Argentina               | Torneo sudamericano          | Torneo sudamericano          | Otro torneo                  | Otro torneo                  |                              |
| Temporada                    | Torneo                       | Ubicación                    | Copa Argentina               | Torneo                       | Ubicación                    | Torneo                       | Ubicación                    |                              |
| ---------------------------- | ---------------------------- | ---------------------------- | ---------------------------- | ---------------------------- | ---------------------------- | ---------------------------- | ---------------------------- | ---------------------------- |
| 2010/11                      | Apertura                     | 2.º                          | -                            | Sudamericana 2010            | Segunda fase                 | -                            | -                            |                              |
| 2010/11                      | Clausura                     | Campeón                      | -                            | Libertadores 2011            | Semifinal                    | -                            | -                            |                              |
| 2011/12                      | Apertura                     | 3.º                          | Dieciseisavos de final       | Sudamericana 2011            | Semifinal                    | -                            | -                            |                              |
| 2011/12                      | Clausura                     | 3.º                          | Dieciseisavos de final       | Libertadores 2012            | Cuartos de final             | -                            | -                            |                              |
| 2012/13                      | Inicial                      | Campeón                      | Dieciseisavos de final       | -                            | -                            | -                            | -                            |                              |
| 2012/13                      | Final                        | 14.º                         | Dieciseisavos de final       | Libertadores 2013            | Octavos de final             | -                            | -                            |                              |
| 2012/13                      | Primera División             | Campeón                      | Dieciseisavos de final       | Libertadores 2013            | Octavos de final             | -                            | -                            |                              |
| 2013/14                      | Inicial                      | 3.º                          | Dieciseisavos de final       | Sudamericana 2013            | Cuartos de final             | -                            | -                            |                              |
| 2013/14                      | Final                        | 6.º                          | Dieciseisavos de final       | Libertadores 2014            | Octavos de final             | Supercopa Argentina 2013     | Campeón                      |                              |
| 2014                         | Primera División             | 11.º                         | En disputa                   | -                            | -                            | -                            | -                            |                              |
| 2015                         | Primera División             | En disputa                   | En disputa                   | -                            | -                            | -                            | -                            |                              |
| 2015                         | Primera División             | En disputa                   | En disputa                   |                              |                              |                              |                              |                              |

Nota: La Copa Libertadores ocurre en el primer semestre del año y el otro torneo sudamericano en el segundo semestre.

## Palmarés resumido

### Títulos nacionales (4)
| Campeonatos nacionales (2)               | Campeonatos nacionales (2) | Campeonatos nacionales (2) |
| Competición                              | Títulos                    | Subcampeonatos             |
| ---------------------------------------- | -------------------------- | -------------------------- |
| Primera División (0/1)                   |                            | 1919 (AAmF)                |
| División Intermedia (2.ª división) (0/1) |                            | 1917                       |
| Segunda División (3.ª división) (0/1)    |                            | 1912 (FAF)                 |
| Tercera División (4.ª división) (2/0)    | 1914* (FAF), 1922* (AAmF)  |                            |

| Copas nacionales (2)                                      | Copas nacionales (2)       | Copas nacionales (2) |
| Competición                                               | Títulos                    | Subcampeonatos       |
| --------------------------------------------------------- | -------------------------- | -------------------- |
| Copa Competencia de Tercera División (4.ª división) (2/0) | 1922* (AAmF), 1923* (AAmF) |                      |

* Estos equipos estuvieron formados por jugadores de las divisiones juveniles del club. Sin embargo los títulos fueron oficiales. Cabe aclarar que Vélez Sarsfield nunca militó en la cuarta categoría del fútbol argentino.

### Títulos nacionales (13)
| Campeonatos nacionales (11) | Campeonatos nacionales (11) | Campeonatos nacionales (11)                                                                                             |
| Competición                 | Títulos | Subcampeonatos |
| --------------------------- | --- | --- |
| Primera División (11/8)     | Nacional 1968, Clausura 1993, Apertura 1995, Clausura 1996, Clausura 1998, Clausura 2005, Clausura 2009, Clausura 2011, Inicial 2012, 2012/13 2024 | 1953, Metropolitano 1971, Metropolitano 1979, Nacional 1985, Clausura 1992, Apertura 1993, Apertura 2004, Apertura 2010 |
| Segunda División (1/0)      | 1943 | |

| Copas nacionales (1)      |                          |                       |  |                       |       |
| Competición               | Títulos                  | Subcampeonatos        |  |                       |       |
| Supercopa Internacional   | 2024                     |                       |  |                       |       |
| Copa Argentina (0/1)      | 1970 (finalista) 2024    | 1970 (finalista) 2024 |  | Copa de la Liga (0/1) | 2024. |
| Supercopa Argentina (1/0) | 2013 (récord compartido) |                       |  |                       |       |

### Títulos internacionales (5)
| Organizados por CONMEBOL y FIFA (5) | Organizados por CONMEBOL y FIFA (5) | Organizados por CONMEBOL y FIFA (5) |
| Competición                         | Títulos                             | Subcampeonatos                      |
| ----------------------------------- | ----------------------------------- | ----------------------------------- |
| Copa Libertadores (1/0)             | 1994                                |                                     |
| Copa Intercontinental (1/0)         | 1994                                |                                     |
| Copa Interamericana (1/0)           | 1996                                |                                     |
| Supercopa Sudamericana (1/0)        | 1996 (invicto)                      |                                     |
| Recopa Sudamericana (1/1)           | 1997                                | 1995                                |